# Palacio Real de Nápoles
El Palacio Real de Nápoles (en italiano: Palazzo Reale di Napoli) es un edificio histórico situado en la plaza del Plebiscito, en el centro histórico de Nápoles. Aunque es en dicha plaza donde se encuentra la entrada principal, existen otros accesos al complejo, que incluye también los jardines y el teatro San Carlos, desde la Piazza Trieste e Trento, la Piazza del Municipio y la Via Acton.
El palacio fue edificado a partir de 1600 por el arquitecto Domenico Fontana como residencia de los virreyes españoles, y a mediados del siglo XVII Francesco Antonio Picchiatti realizó numerosas mejoras e intervenciones, como la escalinata y la capilla. Carlos de Borbón lo convirtió, a partir de 1734, en la principal residencia de los Borbones de Nápoles durante más de cien años, primero como reyes de Nápoles y Sicilia (1734-1816) y más tarde como reyes de las Dos Sicilias (1816-1861). Asimismo también fue residencia de José Bonaparte y Joaquín Murat durante el dominio francés (1806-1815), bajo el cual se llevaron a cabo extensas redecoraciones.
Los Borbones realizaron importantes y constantes modificaciones en los interiores del palacio, contando con grandes artistas como Francesco De Mura o Francesco Solimena. No obstante, tras el incendio de 1837, el palacio tuvo que ser casi completamente reconstruido por Gaetano Genovese, que terminó las alas inacabadas y dio un aspecto homogéneo a todo el conjunto.
Tras la Unificación italiana (1861) pasó a manos de los Saboya, hasta que Víctor Manuel III lo cedió al Estado en 1919. Desde finales del siglo XIX, la mitad oeste del palacio fue abierta al público como museo del Apartamento Real y en 1924 su mitad este se convirtió en sede de la Biblioteca Nacional, usos que continúan en la actualidad.

## Historia

### Antecedentes

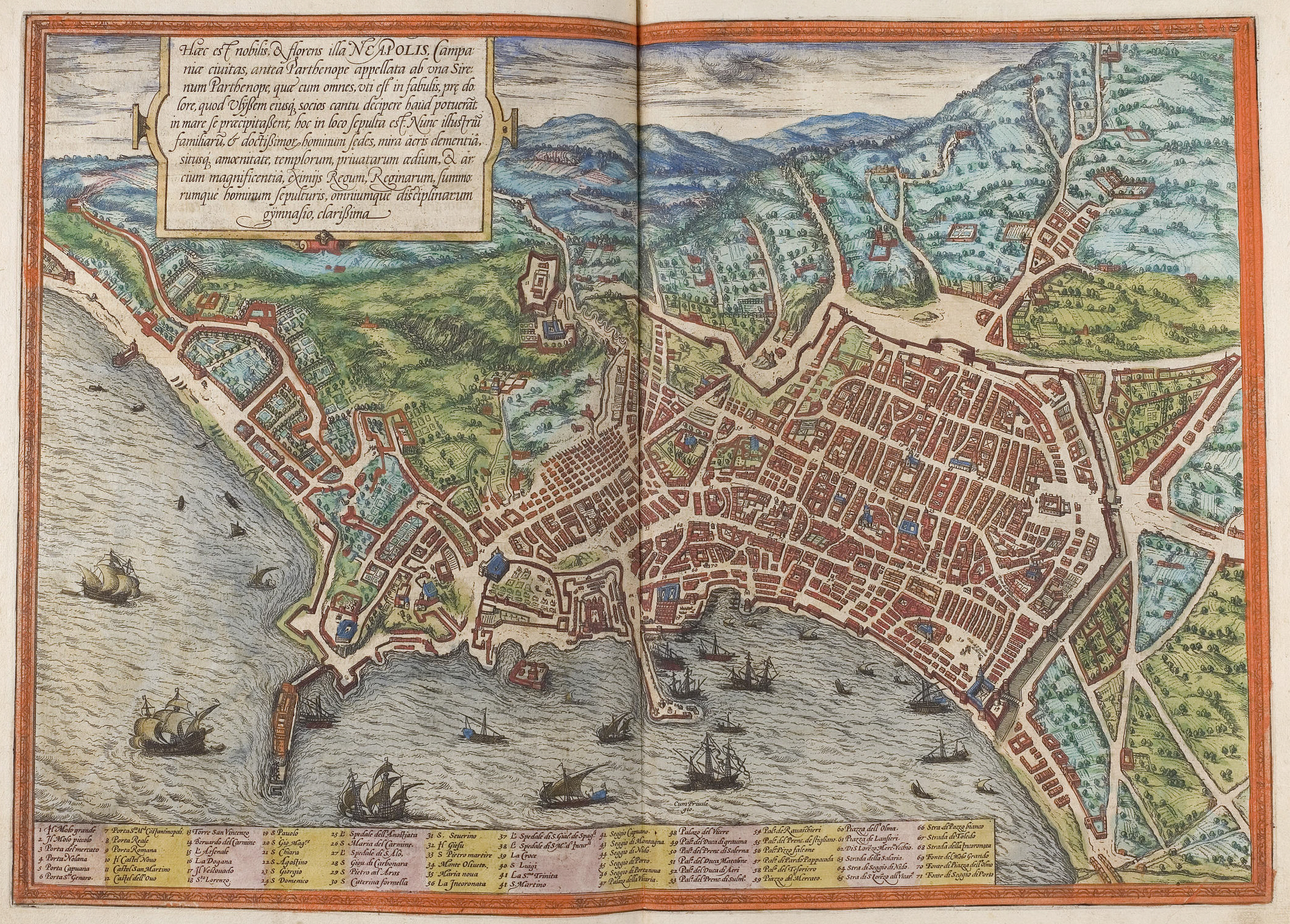
Mapa de Nápoles en el siglo XVI.

Al término de la dominación aragonesa, el Reino de Nápoles entró en los objetivos expansionistas de franceses y españoles: ambas potencias se dividieron el territorio con la firma del tratado de Granada del año 1500. En cualquier caso, el tratado no se respetó y bajo el mando del Gran Capitán Gonzalo Fernández de Córdoba los españoles conquistaron el reino en 1503, dando así inicio al virreinato español. Aunque esta época, que tuvo una duración de más de doscientos años, se ha considerado un periodo oscuro y de involución, lo cierto es que la ciudad gozaba de un notable fermento cultural y de una burguesía dinámica, además de una flota mercantil a la vanguardia, capaz de competir con las de Sevilla y Flandes.
Bajo el mando de Pedro Álvarez de Toledo y Zúñiga se decidió la construcción de un Palacio Virreinal proyectado por los arquitectos Ferdinando Manlio y Giovanni Benincasa. La edificación de dicho palacio empezó en 1543 y se completó poco tiempo después. El nuevo palacio nacía en una época en la que los virreyes dedicaron sus esfuerzos a la reorganización urbanística de las ciudades italianas: en Nápoles, se remodelaron las murallas y los fuertes y se edificaron los denominados Quartieri Spagnoli.

### La construcción (1600-1616)

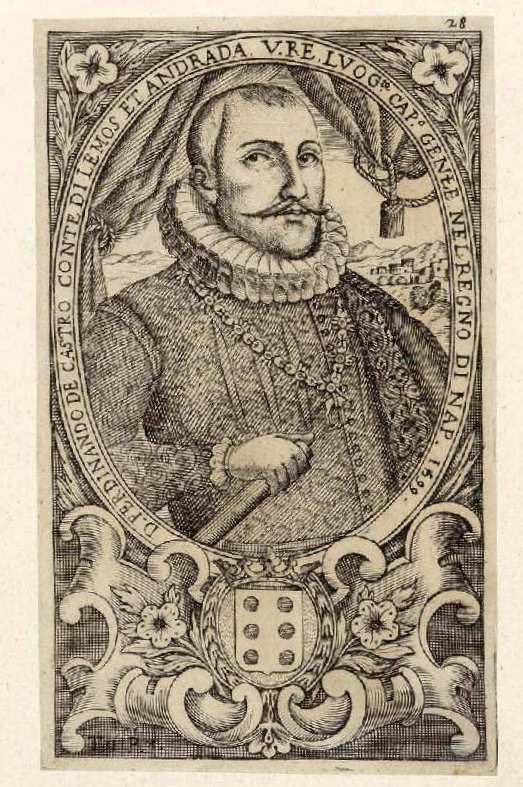
Fernando Ruiz de Castro, conde de Lemos.

Cuando Fernando Ruiz de Castro, conde de Lemos, llegó a la ciudad como virrey junto a su esposa, Catalina de Zúñiga, decidió construir un nuevo palacio. La argumentación oficial para justificar su construcción era la de honrar a Felipe III de España hospedándolo solemnemente en vista de una inminente visita del monarca que, finalmente, nunca se llegó a efectuar. Sin embargo, análisis contemporáneos señalan que el virrey sabía que Felipe III no había tenido nunca la intención de trasladarse con su corte a Nápoles y que el palacio en realidad se mandó edificar para satisfacer el deseo del propio virrey.
La zona elegida para la nueva construcción estaba situada en el extremo occidental de la ciudad, sobre el cerro de Pizzofalcone, en una posición que permitía dominar el puerto y que facilitaría una vía de escape para el rey en caso de ataque enemigo. Allí estaría junto al Palacio Virreinal, utilizando, de hecho, una parte de sus jardines, y junto al Castel Nuovo, antigua residencia real, reforzando el carácter aúlico de la zona. La elección de esta ubicación también se vio fomentada por el hecho que la ciudad estaba en expansión hacia occidente: de esta manera se provocaría, con un edificio de tanta importancia en las proximidades, un aumento del precio de los terrenos en las zonas de Pizzofalcone y de Chiaia.
El proyecto se confió a Domenico Fontana, considerado en el momento el arquitecto más prestigioso del mundo occidental, que ostentaba el cargo de ingeniero mayor del Reino. Fontana había caído en desgracia unos años antes, a causa de la muerte de Sixto V en 1590, papa que le había encargado numerosos trabajos en Roma.
La primera piedra se puso en 1600, en la plaza que, en aquellos años, llevaba el nombre de Piazza San Luigi. El proyecto definitivo del palacio fue publicado por Fontana en 1604 con el título de Dichiarazione del Nuevo Regio Palagio. Sin embargo, los planos originales utilizados por el arquitecto para empezar la obra se perdieron y, de hecho, el mismo Fontana se lamentaba de ello:

No he podido mandar a imprimir los diseños de la obra que he hecho en esta ciudad de Nápoles y su reino por falta de tiempo.
Domenico Fontana 

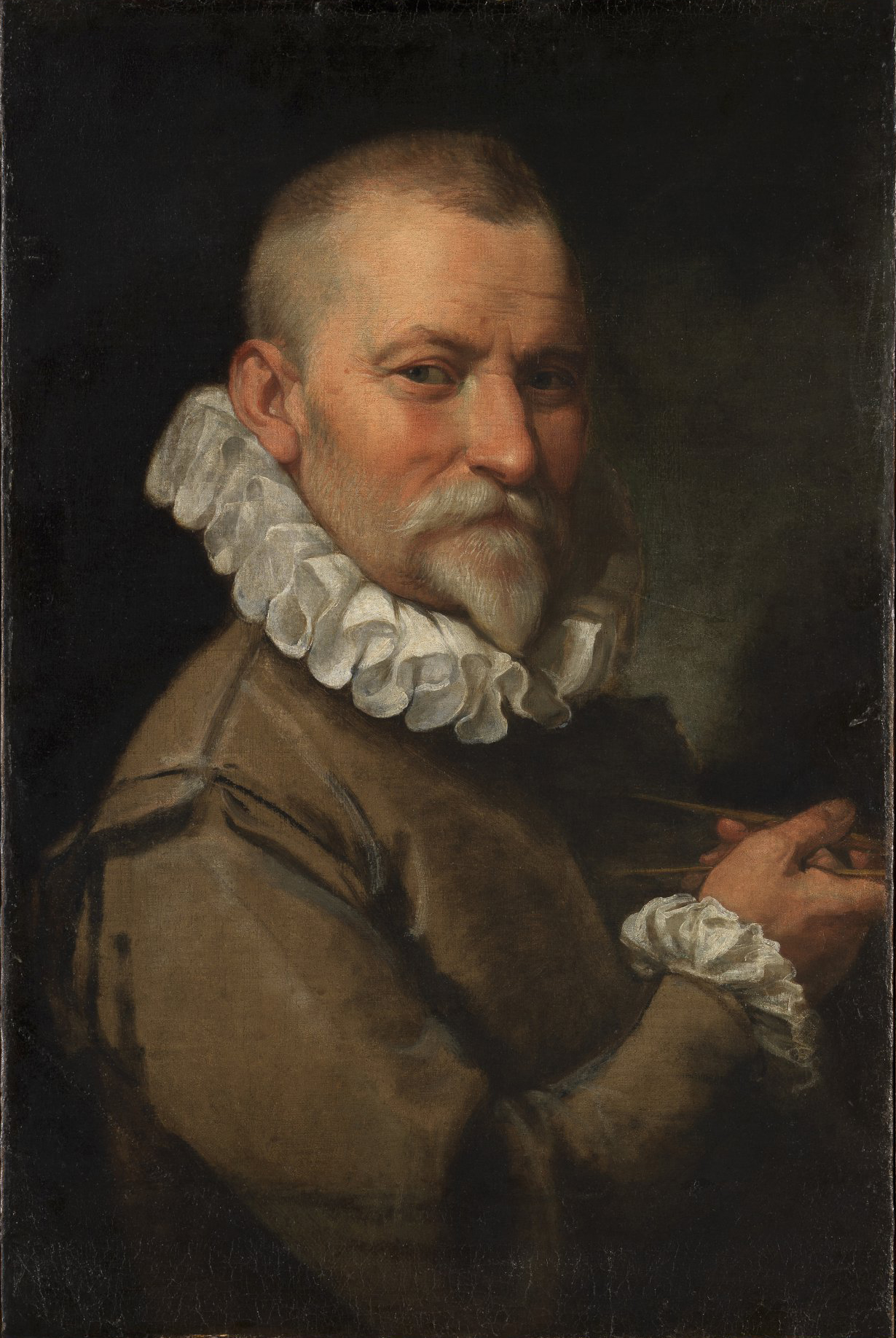
Domenico Fontana, el arquitecto del palacio.

En cualquier caso, se conserva en Roma una planta dibujada por Giovanni Giacomo De Rossi, con seguridad anterior a 1651, que muestra cómo habría tenido que ser el palacio según la primera voluntad del arquitecto. Parece que, de todas formas, el diseño original no se diferenciaba demasiado del que fue su aspecto definitivo, aunque durante su construcción se realizaron innegables modificaciones. En este diseño eran igual tanto la fachada principal al oeste, como la del lado norte, mientras que, a lo largo del lado sur que daba al mar, se debía haber edificado una construcción con forma de C. Este diseño fue tan popular que, a pesar de que el palacio estaba todavía en construcción, en la prensa de la época solía representarlo tal y como era en el proyecto en lugar de como se estaba construyendo. Domenico Fontana estaba tan entusiasmado con el proyecto que se le había encargado que hizo inscribir sobre dos columnas de la fachada:

Domenicus Fontana Patricius Romanus
Eques Auratus comes palatinus inventor

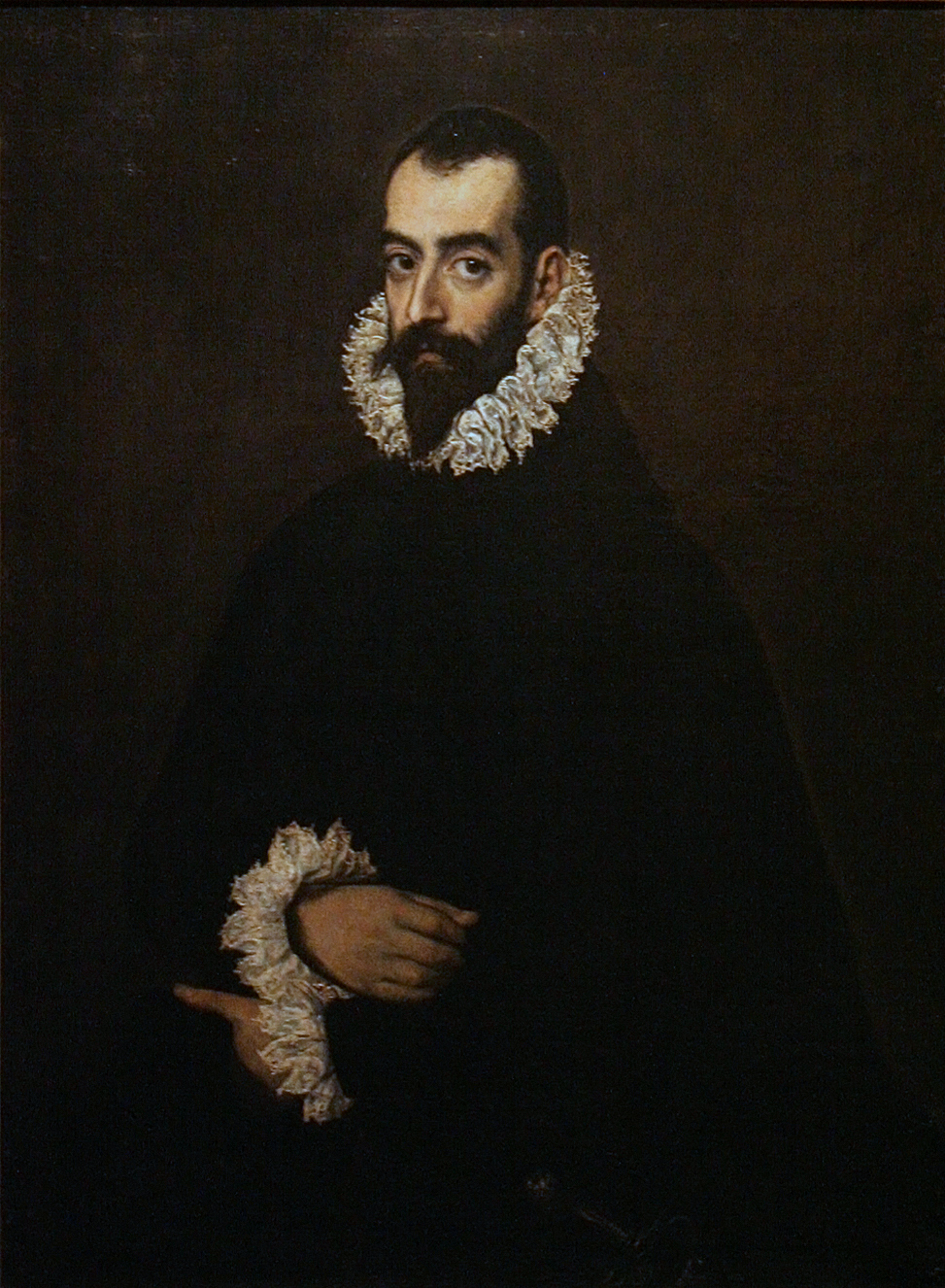
Juan Alonso Pimentel de Herrera, bajo cuyo mandato se ralentizaron las obras del palacio.

Sin embargo, de dicho proyecto solo se realizó la fachada principal; mientras el brazo sureste no fue construido y la fachada sur quedó desordenada e inconclusa hasta que se completó en 1843.
El estilo arquitectónico que desarrolló el arquitecto era tardorrenacentista, con patio central y logia interior en el primer piso, adecuando así el proyecto a las exigencias de la época; es decir, a una función de ostentación más que de residencia fortificada. Tenía además una amplia plazoleta situada justo delante del palacio para los desfiles militares y los eventos públicos. Las obras se desarrollaron con diligencia tanto bajo el mandato del conde de Lemos como bajo el de su hijo y sucesor Francisco Ruiz de Castro. Con el virrey Juan Alonso Pimentel de Herrera, conde de Benavente, las obras se ralentizaron, probablemente a causa de la escasa disponibilidad de recursos tras las guerras y crisis que golpeaban España o, incluso, por una cuestión de honor: los Pimentel mostraron escaso interés por completar una obra empezada por los Ruiz de Castro.
En 1607, tras la muerte de su padre, Giulio Cesare Fontana asumió la dirección de las obras. La edificación del palacio prosiguió con rapidez cuando, en 1610, se nombró virrey a Pedro Fernández de Castro, también hijo de Fernando Ruiz de Castro. En 1616, se construyó al final de la Via Toledo, es decir, en el extremo opuesto al solar en el que se estaba construyendo el Palacio Real, la nueva sede de la Universidad, que recibió el nombre de Palazzo degli Studi y sería la futura sede del Museo arqueológico nacional de Nápoles. Gracias a unos apuntes de Alessandro Beratta y a los escritos de un diario de viaje de Confalonieri, tenemos constancia del estado de las obras en aquel año:

Aquel día conocimos la estructura del palacio real, que tiene una fachada de peperino trabajado. En el primer piso se cuentan veintiuna ventanas y tres barandillas; en el segundo, otras tantas ventanas pequeñas sin barandilla. Abajo, a ras de suelo, hay un gran pórtico, que da a la calle y sirve para la guardia, realizada por dos compañías de soldados. Por dentro el palacio no está acabado. Tiene dos escaleras grandes y un gran patio cuadrado con pórticos, de los cuales dos lados estaban aún descubiertos.

De este escrito, en definitiva, se comprende que la obra estaba ya casi acabada en aquel tiempo.
Poco después, aunque no se conoce la fecha exacta, empezaron los trabajos de decoración interior con la ejecución de las obras pictóricas de Battistello Caracciolo, Belisario Corenzio y Giovanni Balducci.

### El periodo virreinal (1616-1734)

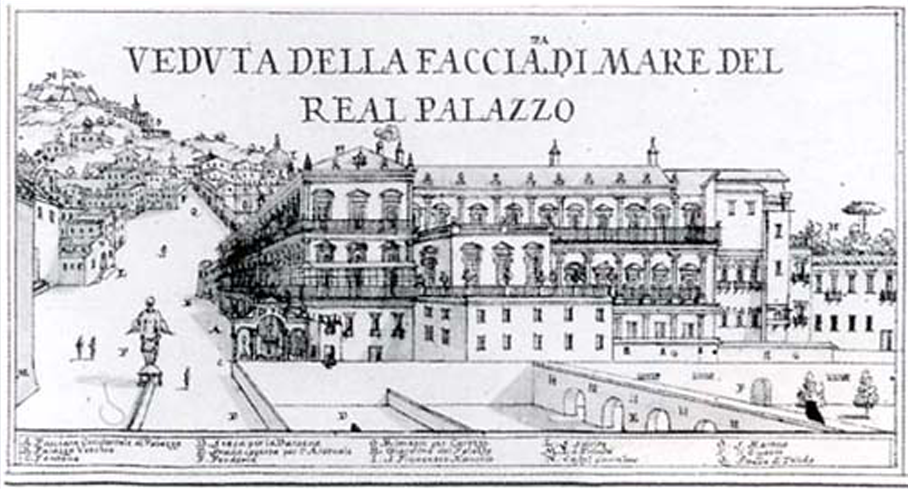
El Palacio Real hacia 1700, con el pabellón del Belvedere anexo en su esquina suroccidental.

Desde la finalización del palacio, este fue habitado por 22 virreyes españoles y 11 virreyes austriacos. Lejos de permanecer inalterado, el Palacio Real siguió transformándose en función de los gustos de cada virrey.
El duque de Alba (1622-1629) se encargó de terminar algunas bóvedas empezadas por el conde de Lemos y dedicarlas a las glorias familiares. Con el duque de Medina de las Torres tuvo lugar la finalización de la Capilla Palatina, de 1646 a 1648, con un gran cuadro de altar obra de José de Ribera; en 1656 se realizaron los estucos que la bóveda del entredós de las ventanas, que tuvieron que rehacerse tras 1688 a causa de un terremoto que hundió el techo. No se terminaron hasta 1705.
Bajo el gobierno del conde de Oñate la original escalera de dos rampas de Fontana, juzgada poco digna fue completamente reformada por Francesco Antonio Picchiatti, siguiendo las deseos del conde de Oñate, las obras tuvieron lugar de 1651 a 1666. También se redecoraron las dos salas principales del palacio: la "Gran Sala" y el "Salón de los Virreyes", que empezó a ser adornada con retratos de los virreyes desde 1503.
Exteriormente, entre 1666-1671, gobernando Pedro Antonio de Aragón, tuvo lugar la incorporación más destacable con la edificación de un pequeño pabellón cara al mar, el llamado Belvedere, que serviría como dormitorio a los virreyes y luego a los soberanos borbónicos. Anexo a él se erigió una pequeña terraza ajardinada que con las décadas fue creciendo hasta convertirse en los actuales "jardines colgantes o del Belvedere".
Del 18 de abril al 2 de junio de 1702, Felipe V visitó Nápoles, siendo por lo tanto el primer y único soberano español en alojarse en un palacio pensando, en origen, para recibir a Felipe III. En 1707 los austriacos tomaron la ciudad en medio de la guerra de sucesión española, dando inicio al gobierno de los virreyes austriacos que no aportó cambios sustanciales al palacio. 

### Los primeros Borbones (1734-1806)

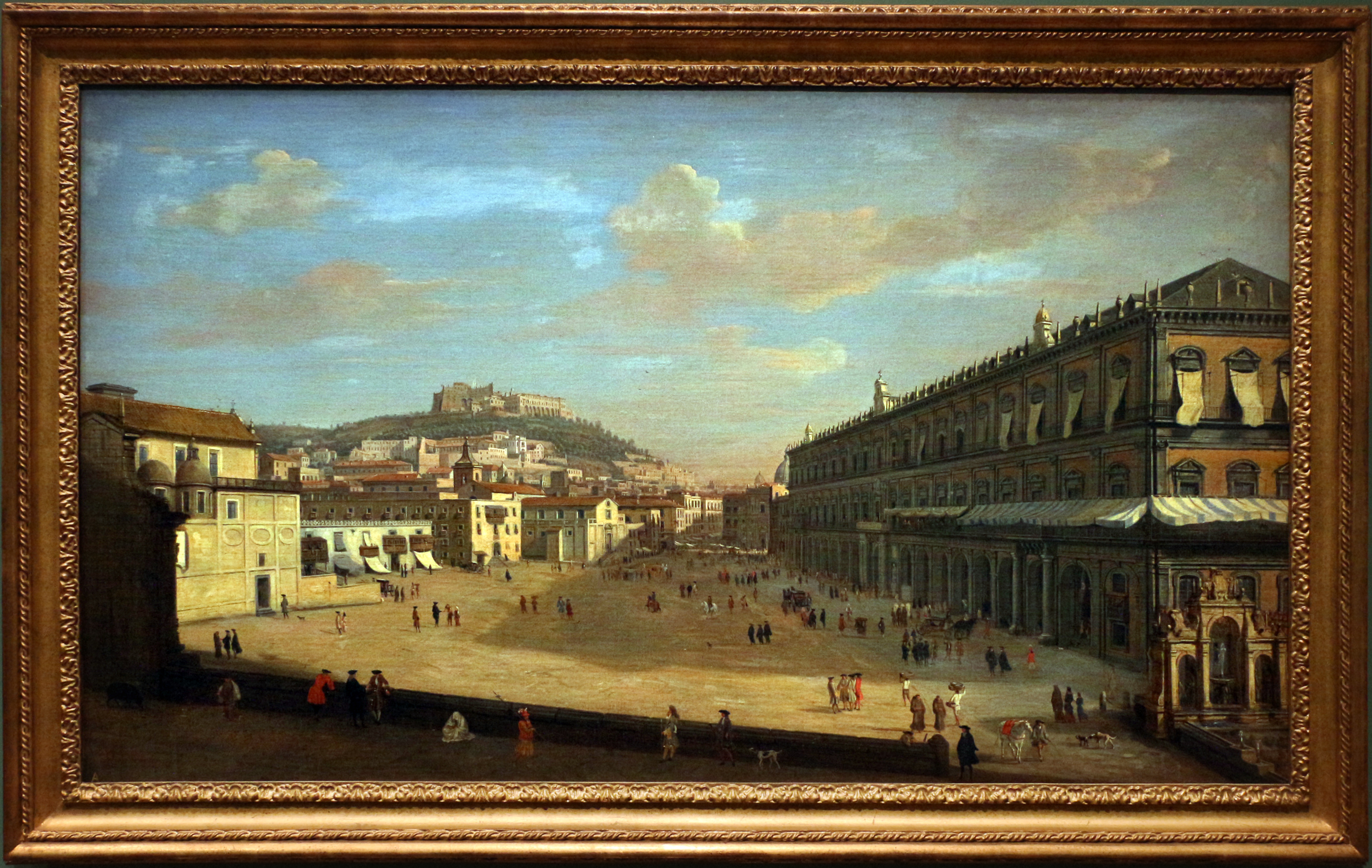
El Largo di Palazzo pintado por Gaspar van Wittel entre 1700 y 1725.

En mayo de 1734 Carlos de Borbón entraba en Nápoles, la ciudad se convertía, de nuevo, en la capital de un reino autónomo y no de un virreinato. El nuevo rey encontró el Palacio Real vacío y destartalado pues, ya desde su construcción, había sido normal que los virreyes se instalaran con sus muebles y que, una vez finalizado su mandato, se los llevaran consigo. Así lo habían hecho los últimos virreyes austriacos, el conde y la condesa Visconti en marzo de 1734. Lo único que quedaba en el palacio eran las magníficas bóvedas pintadas hechas por artistas napolitanos del seiscientos.

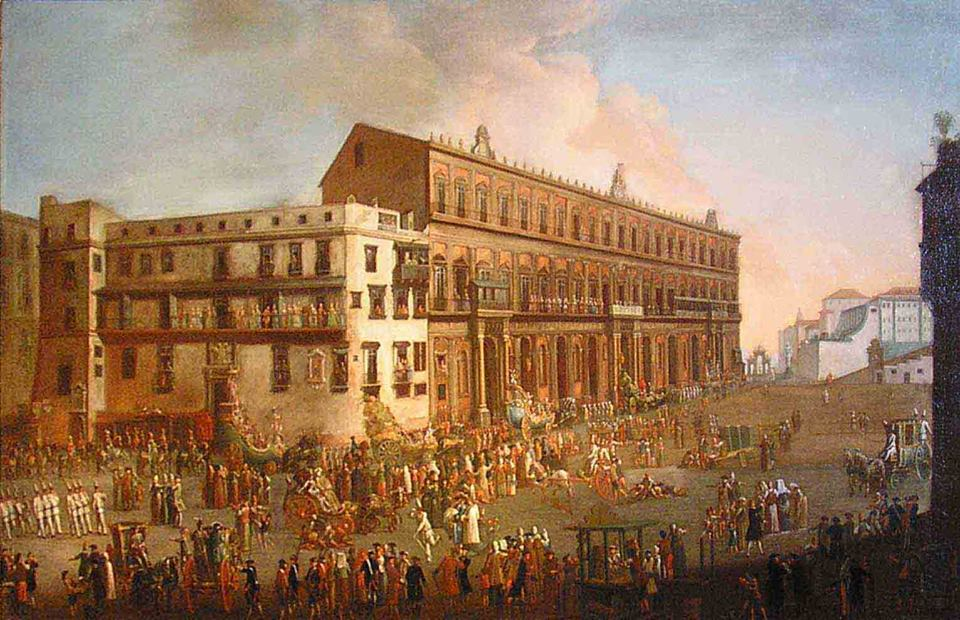
El Palacio Real de Nápoles (derecha) y el Palacio Virreinal (izquierda) durante el carnaval de 1774, por Alessandro D'Anna.

Las obras de adecuación fueron dirigidas por el ingeniero militar Giovanni Antonio Medrano, posterior arquitecto de Portici, e inicialmente se centraron en los aposentos del rey cara al Largo di Palazzo. Si bien las obras se dieron por finalizadas en 1740, hacía 1738, año de la boda de Carlos con María Amalia de Sajonia, ya casi estaban listas. El palacio se estructuró entonces alrededor de dos cuartos o apartamentos principales:
- el Apartamento del Rey cara la plaza y compuesto por: la Gran Sala o Sala Real, la Sala de la Guardia de Corps, la Sala de los Oficiales, la Antecámara de los Titulados, la Sala del Besamanos o del Trono, la Galería, la Sala "donde S.M. se viste", la Capilla "secreta" de S.M., la Estancia del Belvedere o donde duerme el rey, el "retrete" y la Sala "donde duerme el ayuda de cámara de S.M.".[24]
- el Apartamento de la Reina cara al mar y formado por: la Sala de los Virreyes, la Sala de la Guardia de Corps, la Segunda Antecámara, la Sala del Besamanos, la Sala de la Alcoba o donde duerme la reina, el Oratorio, el "retrete", la Salita de las Camaristas y el Tocador de la Reina.

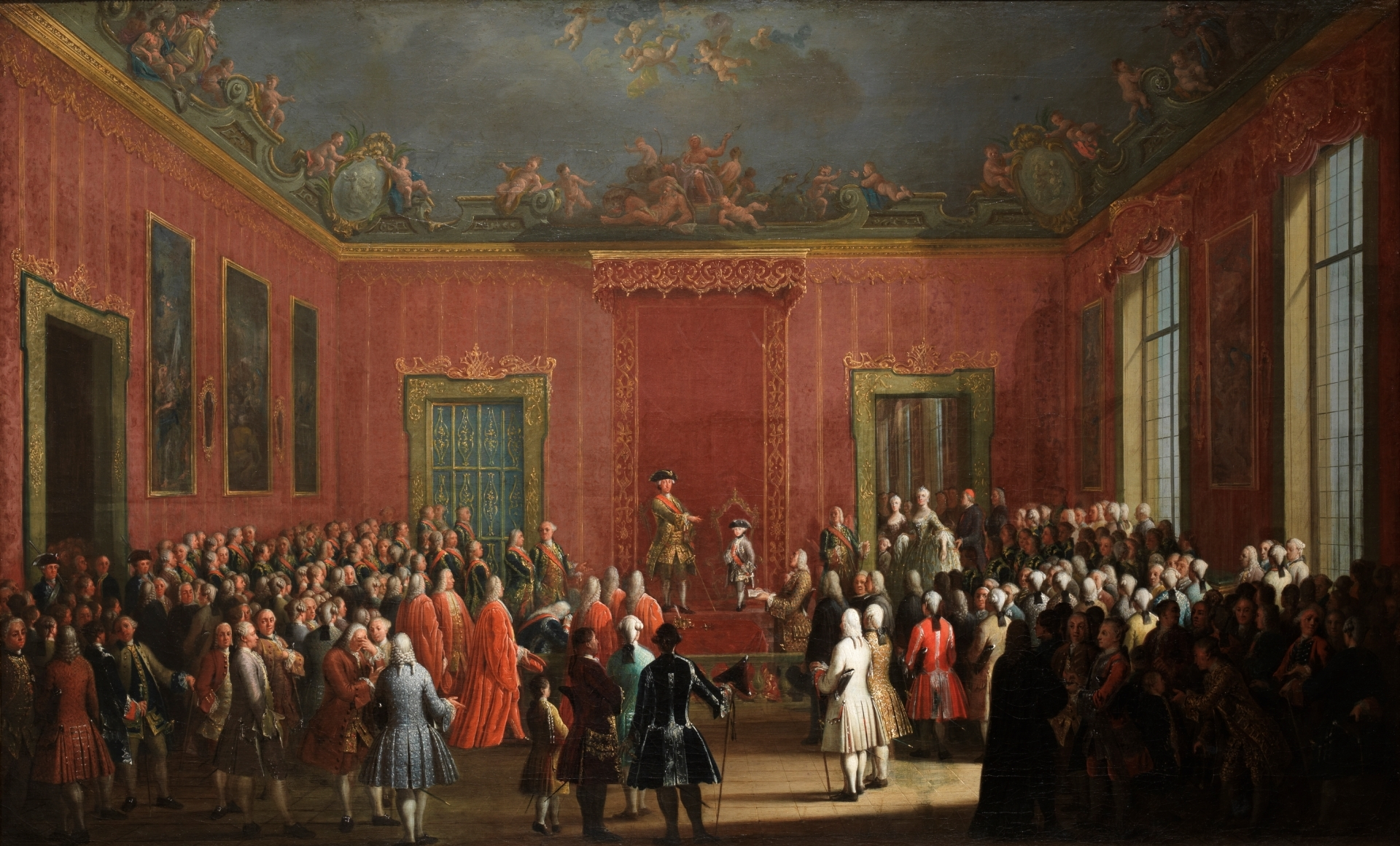
Abdicación de Carlos de Borbón en favor de su hijo Fernando IV en el Salón del Trono del Palacio Real de Nápoles, 1759.

Por lo general, en esta primera reforma, las obras que evocaban a la historia de Nápoles y a su pasado español fueron conservadas como muestra de prestigio histórico, mientras que las que se referían al periodo austriaco fueron destruidas. De 1735 a 1738 se encargaron grandes frescos celebratorios a pintores tardobarrocos napolitanos de la talla de Francesco Solimena, Nicola Maria Rossi, Francesco De Mura o Domenico Vaccaro. Por ejemplo, Rossi realizó un fresco celebrando la toma de Gaeta de 1734 en la "Sala donde S.M. se viste" (Sala IX); Solimena otro fresco con el rey a caballo en la "Sala de los Virreyes" (Sala XXII), tapando uno anterior del emperador Carlos VI; y De Mura un fresco más, de grandes proporciones, en la "Sala de la Guardia" (Sala II) celebrando las virtudes conyugales a raíz de la boda regia. Por último, el soberano redecoró el interior del palacio con suntuosos mármoles y colgaduras de seda.
Durante el reinado de Carlos de Borbón, en el Palacio Real de Nápoles convergían el estilo de vida francés, la tradición española y la cultura artística italiana.

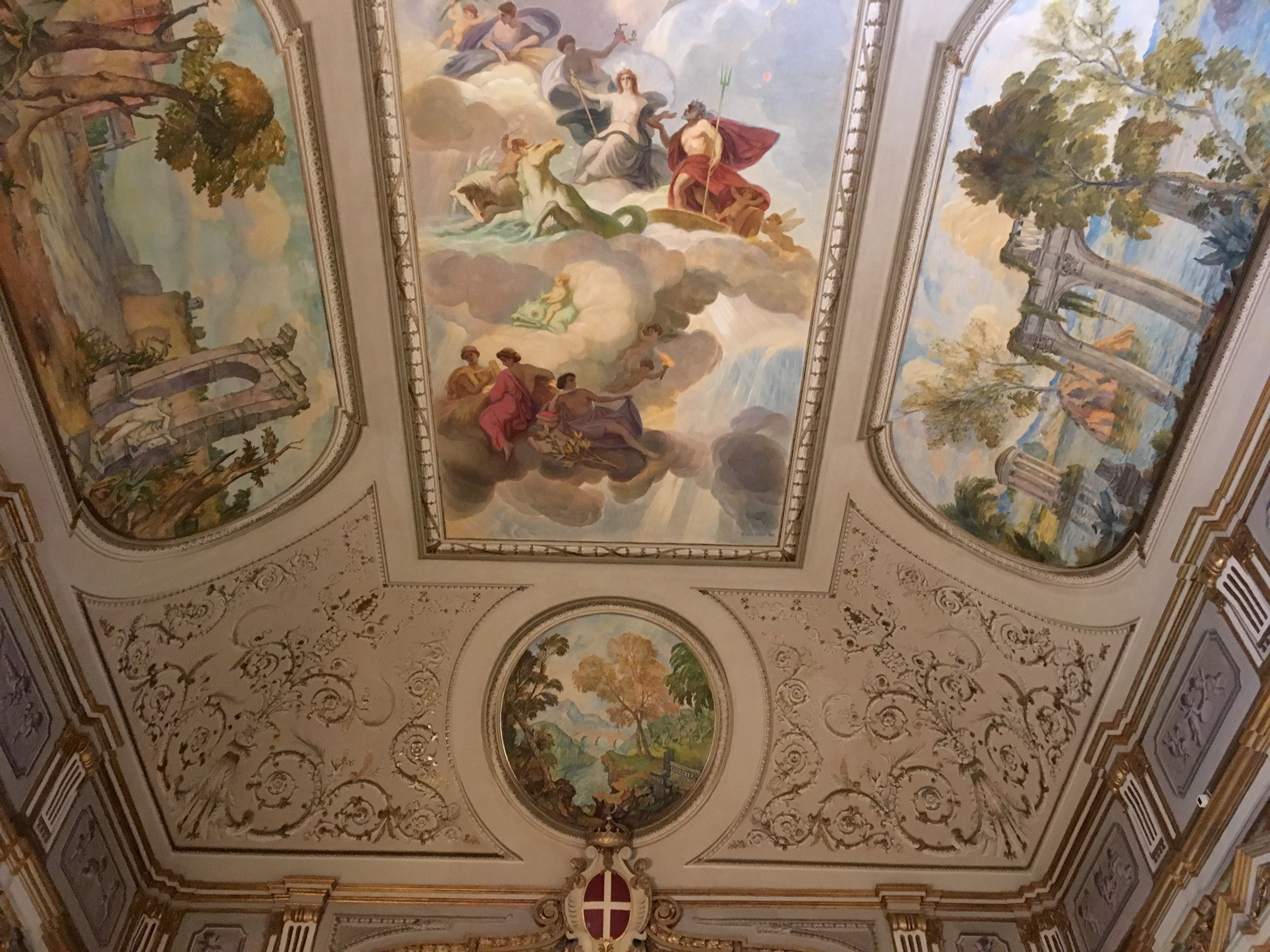
Techo del nuevo "Teatrillo de corte", restaurado tras la Segunda Guerra Mundial.

Durante la minoría de edad de Fernando IV, de 1759 a 1767, cabe destacar la progresiva ampliación del palacio hacia el este (hacia el Castel Nuovo), con la construcción, en torno a 1760 del ala oriental que corría paralela al llamado "Apartamento del Mayordomo" cara al mar y a los jardines colgantes sistematizados hacia 1740. A raíz de estas ampliaciones, se crearon dos patios interiores llamados "de los Carruajes" y "del Belvedere". También hubo importantes cambios decorativos, como la ampliación en 1763 del Ala del Belvedere cara al mar con el "dormitorio diario de S.M.", cuatro gabinetes privados (dos entresolados) y el despacho del rey; la mayoría de las piezas decoradas con frescos de Giuseppe Bonito. No obstante, la reforma más destacada, coincidiendo con el fin de la minoría y la boda del rey con la archiduquesa María Carolina en mayo de 1768, fue la transformación de la "Gran Sala" de época española en un teatrillo de corte tardo-barroco obra de Ferdinando Fuga.
A partir de 1780, el interés de Fernando IV y de María Carolina viró hacia el palacio de Caserta, donde se habían terminado sus aposentos. Desde entonces la corte pasaría al menos la mitad del año fuera de Nápoles.

### Los Bonaparte (1806-1815)
La llegada de los franceses en 1806 y el inicio de los reinados de José I (1806-1808) y Joachim Murat (1808-1815) no trajo consigo grandes cambios arquitectónicos en el palacio real, pero si grandes transformaciones interiores y decorativas, en su mayor parte desaparecidas. Los monarcas napoléonicos tuvieron que hace frente, en primer lugar, un re-amueblamiento general del palacio, que Fernando IV había vaciado al partir al exilio en Palermo en 1798 y 1806. Aunque bajo José I ya tuvieron lugar algunas intervenciones, de 1809 a 1810 las reformas fueron esencialmente funcionales, para convertir el palacio en un lugar habitable. De 1810 a 1814 tuvieron lugar las grandes intervenciones, jamás finalizadas.

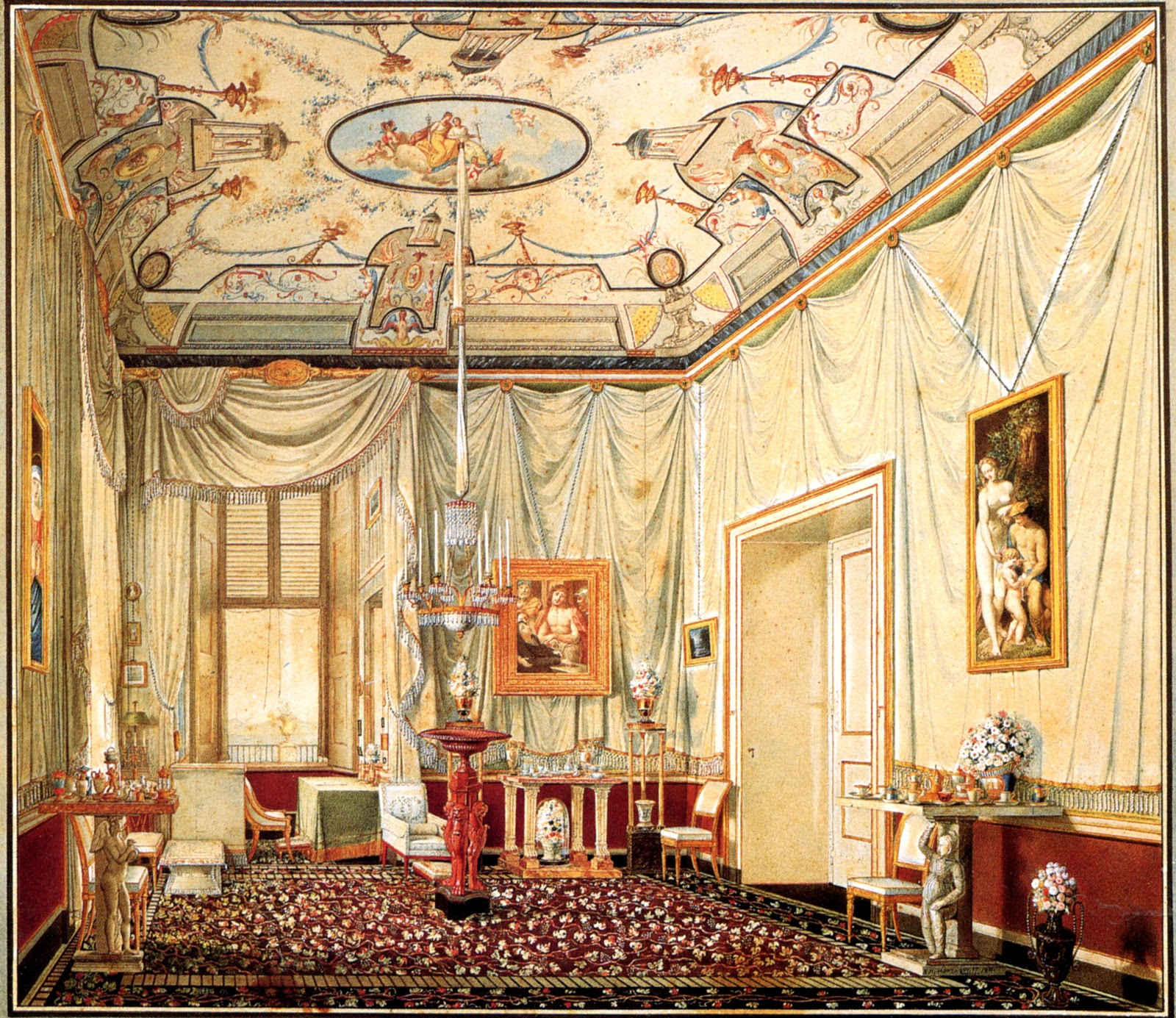
El gabinete de Carolina Bonaparte en el Palacio Real de Nápoles, pintado en 1811 por Elie Honoré de Montagny.

Además de un "gran apartamento de ceremonia" conjunto, Joachim Murat y Carolina Bonaparte disponían cada uno de un "apartamento de honor" y un "apartamento ordinario", los aposentos de Murat se concentraban en el núcleo oeste del palacio, mientras que los de Carolina se agrupaban en el ala oriental antaño destinada a los Príncipes Reales (actual sede de la Biblioteca Nacional). El jardín del Belvedere constituía la comunicación entre los aposentos privados de la pareja real, además de zona de juegos de sus hijos. Entre las transformaciones de la época cabe destacar el nuevo teatrillo de Carolina Murat en el ala oriental o el dormitorio en forma de tienda militar para Joachim en el Ala del Belvedere.
La caída de los Bonaparte en 1815 impidió más trasformaciones, como la nueva sala del trono en la "Galería de los Embajadores" (actual Sala 8). No obstante, dos espacios quedaron profundamente marcados en esa época. Por un lado la Capilla Real, a la que José Bonaparte ya había añadido el suntuoso altar de pietre dure proveniente de Santa Maria degli Scalzi, se remodeló en estilo bizantino inaugurándose en 1814; aunque sería rehecha tras el incendio de 1837 y destruida durante la Segunda Guerra Mundial. Por otro lado, en el "Salón de los Virreyes" desaparecieron la galería de retratos de éstos y se transformó en un antiquarium, añadiendo copias en yeso de las esculturas de la colección real; debido al Hércules Farnesio la estancia empezó a llamarse "Salón de Hércules", también las esculturas se perdieron en 1837.

### La restauración borbónica (1815-1837)
Tras la reconquista de Nápoles por parte de los Borbones, en el palacio solo tuvieron lugar modificaciones cosméticas pero altamente simbólicas. Fernando IV, ahora Fernando I de las Dos Sicilias, acometió en 1818, la completa redecoración del Salón del Trono, resacralizando el espacio tras el interludio napoleónico. Antonio De Simone diseñó los estucos del techo con catorce alegorías que representaban las provincias, unidas en torno al trono, del nuevo reino de las Dos Sicilias creado en 1816 unificando los de Nápoles y Sicilia. Toda la estancia se recubrió, además, con una colgadura de terciopelo rojo con lises borbónicas doradas.
En esa época se perpetuó la división del palacio en dos polos ideada bajo los Bonaparte, en el lado occidental cara al Largo di Palazzo se situaba el "Gran Apartamento del Rey", mientras en el ala oriental cara al Castel Nuovo tenía su "Apartamento de Recepción" el duque de Calabria, que disfrutaba del antiguo teatrillo de Carolina Murat, así como sus estancias privadas y el alojamiento para sus hijos. Durante su breve reinado, Francisco I siguió habitando esos mismos aposentos y, tras su muerte, los ocupó su viuda, la reina madre María Isabel de Borbón.

### La reforma de Fernando II (1837-1861)
El 6 de febrero de 1837, a las 5 de la madrugada, un incendio surgió en las estancias de la reina madre en el ala oriental, destruyendo gran parte de la mitad este del palacio. Tras el siniestro, se hizo necesaria una nueva restauración de todo el complejo. El rey Fernando II encargó la reforma al arquitecto Gaetano Genovese, que la llevó a cabo de 1837 y 1844, restaurado las partes dañadas por el fuego, ampliando y terminando otras y redecorando los interiores. Genovese siguió las corrientes neoclásica e historicista imperantes en la época, sin por ello renunciar a la arquitectura original de Domenico Fontana, para dar un aspecto homogéneo a todo el conjunto.
En el curso de las obras, se remodeló completamente el ala oriental cara al Castel Nuovo; se derribó el ala del Belvedere; se terminó la inacabada fachada sur hacia el mar, unificándola con la fachada ya existente de época de Fontana y coronando la parte central con un nuevo belvedere de mármol blanco; asimismo, los apartamentos privados de Fernando II y María Teresa de Austria trasladaron al segundo piso, dejando los antiguos aposentos del primer piso solo para recepciones oficiales. También los alrededores del palacio sufrieron importantes transformaciones. Entre 1841 y 1843 se derribó de palacio Virreinal, creando en su lugar la Piazza San Ferdinando (actual Piazza Trieste e Trento), y Friedrich Dehnhardt creó un nuevo jardín romántico trasero derribando viejos establos y otros edificios.
El Palacio Real quedó entonces formado por varios aposentos agrupados en torno a dos núcleos. En el occidental, que constituya el palacio original, se encontraban el Apartamento de Etiqueta del Rey y de la Reina (actual Apartamento Real) y el Apartamento del Rey en la planta baja destinado a recepciones privadas (actualmente cerrado).

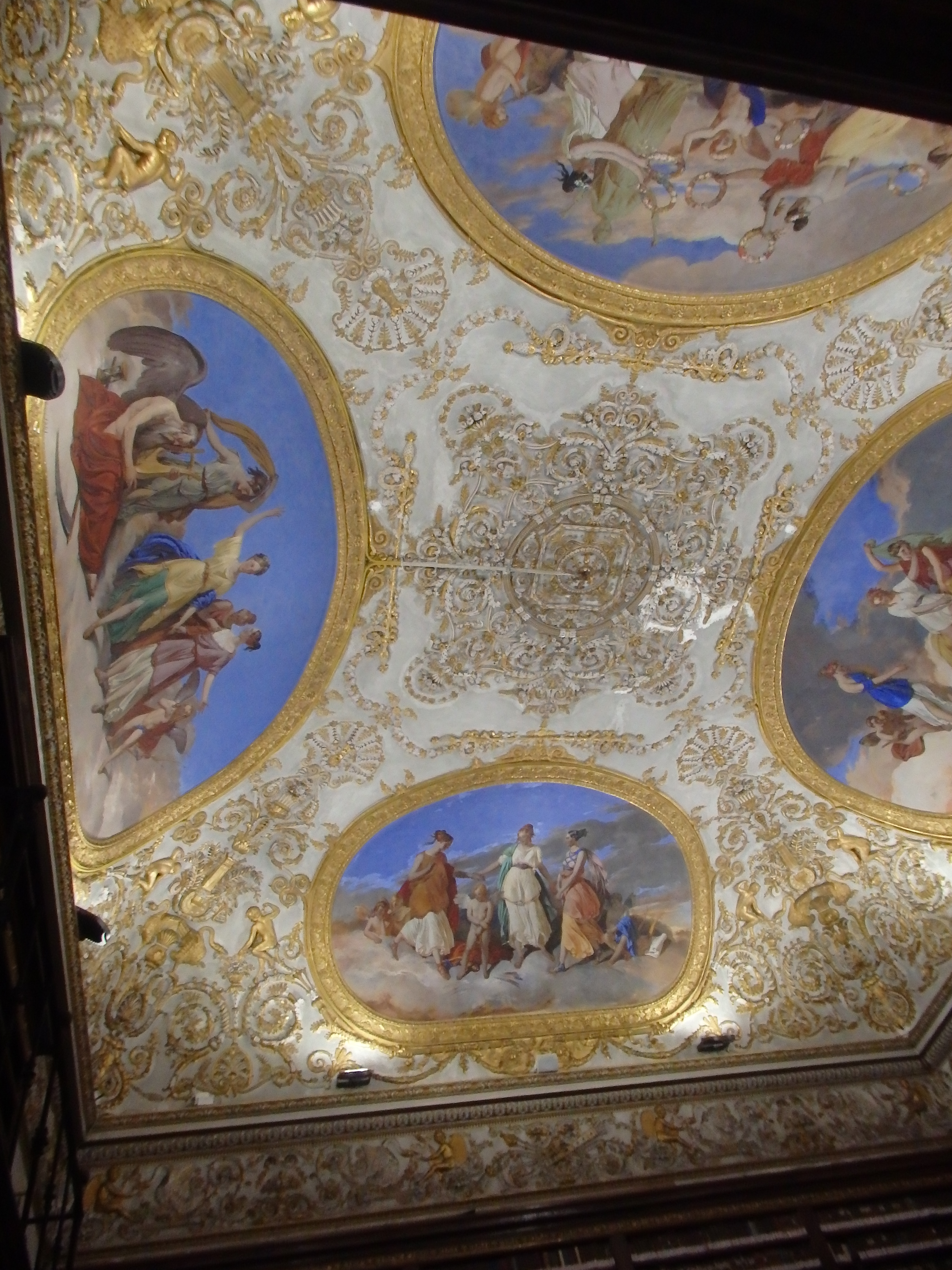
Techo de uno de los salones del "Apartamento de las Fiestas", actual Biblioteca Nacional.

En el ala oriental (actual Biblioteca Nacional), conformada por las ampliaciones de los siglos XVIII y XIX, se situaban el Apartamento de las Fiestas y el Apartamento del duque de Calabria, en el primer piso; y la Biblioteca Palatina, el Gabinete de Física del Rey y el Apartamento privado del Rey y de la Reina en la segunda planta.
La decoración de los nuevos espacios creados, así como las reformas en algunos de antiguos se alejó del neoclasicismo académico y adoptó una vertiente más ecléctica e historicista próxima a la exuberancia de Percier y Fontaine.
Pocos cambios tuvieron lugar durante el corto reinado de Francisco II, que el 6 de septiembre de 1860 tuvo que abandonar el palacio y la ciudad ante la amenaza de las tropas garibaldinas. Antes de partir el soberano empaquetó algunos de sus bienes más preciados, que salieron rumbo a Capua y a Gaeta, entre los que había la preciada Pala Colonna de Rafael, el retrato de Alejandro Farnesio de Tiziano, un busto de mármol de Pio IX, las reliquias de Santa Jasonia, sesenta-y-seis relicarios, un retrato de Luis XVIII, jarrones, porcelanas, un velador con vistas de París en placas de Sèvres, mantelería, ropa de casa, colchones y cojines, veintiséis cajas con la argenterie, siete déjeuners o ciento quince candelabros de plata. No obstante, gran parte del guardarropa de la reina María Sofía y la fortuna personal del rey depositada en el Banco di Napoli quedaron atrás.

### Los Saboya (1861-1919)

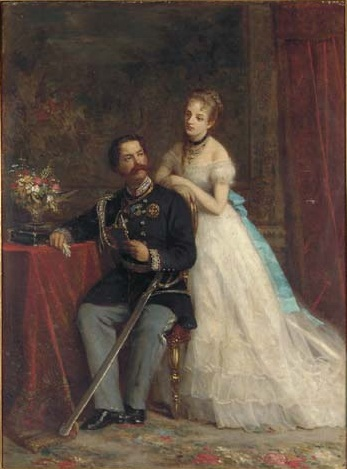
Umberto y Magherita durante su estancia en Nápoles.

Tras la caída del reino de las Dos Sicilias en 1860 y la proclamación del reino de Italia, el palacio se convirtió en residencia de los Saboya. El nuevo dueño del palacio, Víctor Manuel II de Saboya, visitó por primera vez el palacio el 7 de noviembre de 1860, apenas dos meses después de haber partido Francisco II de las Dos Sicilias, no parece que se volviera a alojar nunca más en él. Las visitas de la nueva dinastía a la ciudad fueron, por lo general, esporádicas. Solo de 1868 a 1870, el palacio sirvió de residencia estable al príncipe Humberto y la princesa Margarita, recién casados en abril del 1868. Fue precisamente en el palacio donde nació, el 11 de noviembre de 1869, el futuro rey Víctor Manuel III de Italia. La pareja abandonó la ciudad tras la toma de Roma en septiembre de 1870.
Tras ascender al trono en 1878, la nueva pareja real retornó a Nápoles, pero sus estancias siempre estuvieron envueltas de un sabor agridulce, en 1878 fueron víctimas del atentado de Passannante, en 1883 volvieron para confortar a los heridos del terremoto de Casamicciola y en 1885 a las víctimas del cólera. Más afortunada fue la visita de 1889 a raíz de la inauguración del Corso Umberto I. También el príncipe del Piamonte, futuro Víctor Manuel III, residió en Nápoles de 1891 a 1896. Con frecuencia, no obstante, la familia real prefirió el palacio de Capodimonte, más aislado y con un jardín más amplio.
Las primeras décadas después de la Unificación fueron también los de un lento proceso de vaciamiento de los tesoros palatinos: de 1862 a 1864 varias pinturas modernas fueron trasladas a Capodimonte, en 1864 se trasladó la Armería y en 1873 las porcelanas, ambas también a Capodimonte; en 1878 varios tapices se llevaron al Quirinal, en 1879 los instrumentos del Gabinete de Física fueron a la Universidad de Nápoles, antes de 1884 los carruajes reales partieron a Florencia, el archivo musical se cedió al Conservatorio en una fecha imprecisa y en 1921 llegó el turno del Archivo de la Real Casa, integrado en el Archivo Estatal de Nápoles.

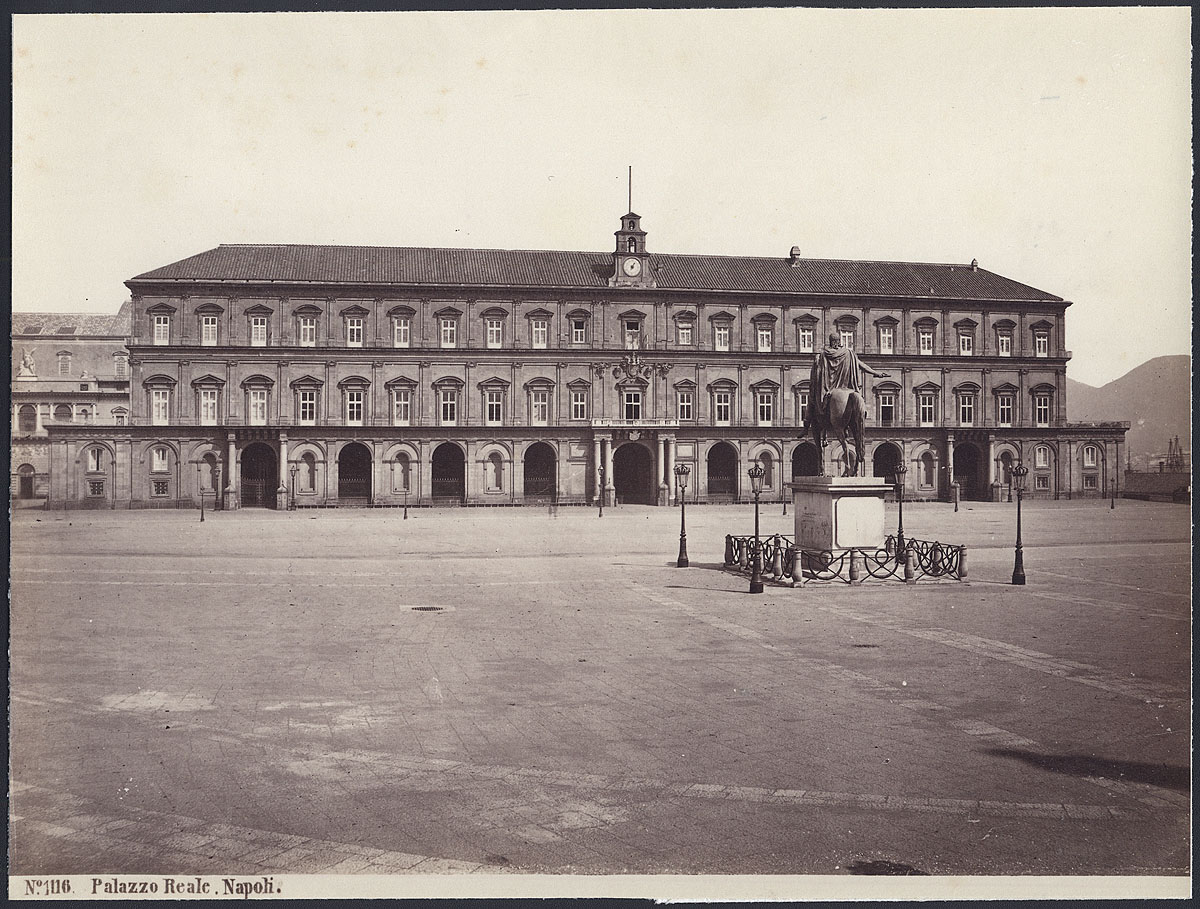
La fachada principal del palacio antes de la colocación de las esculturas en 1888.

Aun así, también cabe destacar algunas puntuales intervenciones en el palacio, como el suntuoso mobiliario neobarroco en el Primera Antecámara, realizado entre 1862-1864; los escudos de las provincias del nuevo reino de Italia pintados en el Salón de Hércules hacia 1868 o el marouflage de la Asunción de Domenico Morelli hecho para la Capilla Real en 1869. Otro cambio notable fueron la sustitución de las flores de lis borbónicas por la cruz de los Saboya en varios sitios del palacio, incluidos la escalera principal, el teatro de corte o el propio trono. Sin embargo, la intervención más importante y polémica sería la instalación, en 1888, en las hornacinas de la fachada principal, de ocho esculturas de los más importantes reyes de Nápoles, incluido Víctor Manuel II, a pesar de que nunca ostentó dicho título.
Asimismo, el núcleo del palacio de desplazó hacia el ala oriental, proceso que había empezado ya con la reforma de Fernando II. Umberto y Margherita se instalaron en el antiguo aposento de Carolina Bonaparte, del duque de Calabria y luego de Francisco II. Su hijo, el príncipe Víctor Manuel (III), lo hizo justo encima, en las estancias privadas de Fernando II. Los aposentos se decoraron con nuevos y suntuosos muebles neobarrocos y neorococó, así como con una extensa colección de pintura contemporánea que fue atesorando la reina Margherita.
En el antiguo corazón el palacio en el ala occidental, el llamado "Apartamento de Gala", estaba abierto regularmente al público.

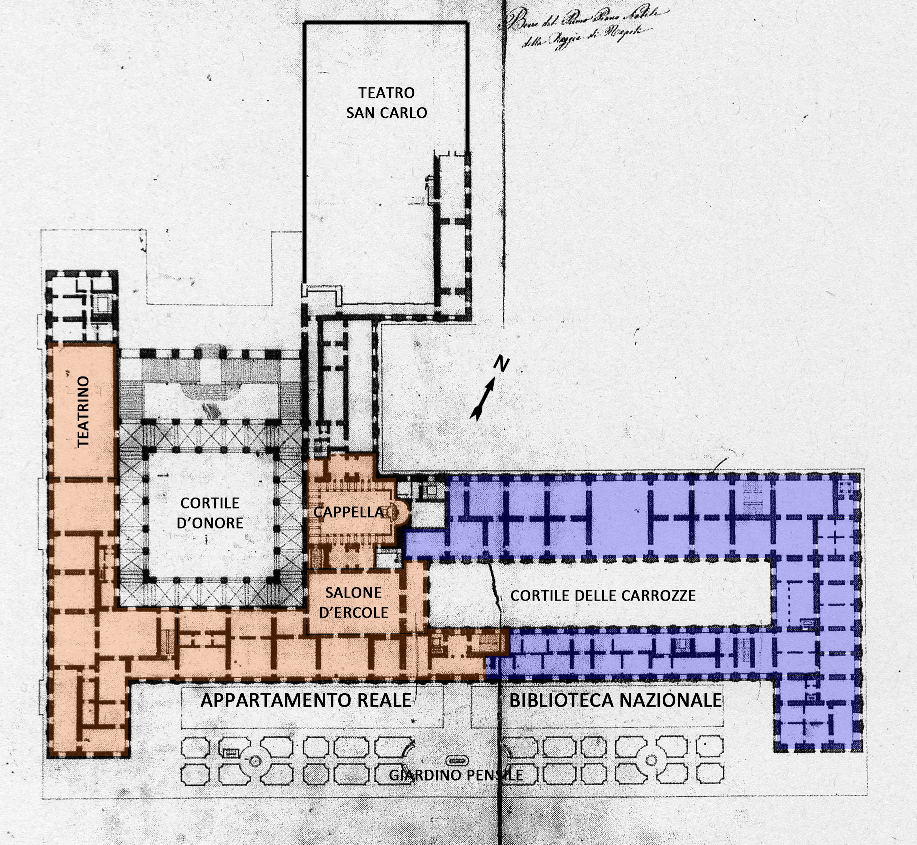
El Palacio Real de Nápoles tras las transformaciones de los años 20: en naranja en Apartamento Real, núcleo original del edificio; en azul el ala oriental, actual sede de la Biblioteca Nacional.

### La cesión al Estado (1919-1940)
El mayor cambio en la historia del Palacio Real de Nápoles tuvo lugar en 1919, cuando el rey Víctor Manuel III cedió el palacio, junto con muchas otras residencias reales, al Estado. Tres años después, entre 1922-1924, siguiendo el impulso de Benedetto Croce, la Biblioteca Nacional de Nápoles se instaló en el ala oriental del palacio, aquella que habían ocupado los distintos soberanos y su familia desde mediados del siglo XIX. Tal instalación provocó el traslado y almacenamiento del mobiliario y la pérdida de parte de la decoración para dar paso a los estantes de la biblioteca. Solo en el lado oeste permaneció abierto al público el "Apartamento de Gala", desde entonces llamado "Apartamento Real".
En 1931 se instalaron en el palacio los últimos miembros de la realeza que lo han habitado, del príncipe heredero Humberto (II) y su esposa la princesa María José de Bélgica. El 24 de septiembre de 1934 nació en el palacio su primogénita, la princesa María Pia de Saboya, desde entonces la pareja prefirió la intimidad de la Villa Maria Pia en Posillipo.

### De la Segunda Guerra Mundial al nuevo siglo (1940-2020)
Durante la Segunda Guerra Mundial el palacio sufrió daños importantes. El 4 de agosto de 1943, a causa de un bombardeo aliado, fue destruido el techo del teatrillo de corte, el de la capilla y el puente del jardín colgante además de otras zonas. A continuación, las tropas angloamericanas lo utilizaron, de 1943 a 1945, como welfare club. Durante este periodo, tuvieron lugar numerosos hurtos de obras de arte y la destrucción de gran cantidad de cortinas y colgaduras del Apartamento Real. Los muebles no corrieron tan mala suerte, puesto que al principio del conflicto fueron trasladados a un lugar seguro.
La restauración se realizó de 1950 a 1954: se recuperaron las obras pictóricas, en algunos casos, hechas de nuevo; se volvieron a colocar los muebles originales y se reconstruyeron los elementos de seda realizados originalmente en San Leucio utilizando los antiguos telares.
En 1994 la sede del gobierno regional, que se había ubicado en el Palacio Real desde principios del siglo XX, fue trasladada definitivamente a otro lugar. A mediados de la segunda década del siglo XXI se restauró la fachada y se renovaron algunas zonas del Apartamento Real, entre ellas el teatrillo de corte.

### El nuevo museo autónomo (2020-)
En 2020, a raíz de la reforma del Ministerio de Bienes y Actividades Culturales, el Palacio Real de Nápoles adquirió la categoría de "museo autónomo", dotado de autonomía científica, financiera, organizativa y contable.
Desde entonces se han iniciado varias campañas destinadas a revitalizar el conjunto museístico. En 2022 se inició la restauración de diecisiete alfombras del Apartamento Real en el centro de restauración de la Venaria Reale, esto forma parte de un proyecto de catalogación conservadora de los objetos y obras de arte del palacio, que servirá de base para iniciar la restauración de cuatro salones del palacio, eliminando las restauraciones arbitrarias de la posguerra y buscando recrear los interiores en base al inventario de 1907, el último antes de la cesión del palacio en 1919.
En 2023 tuvo lugar la exposición temporal Palazzo Reale: danni di guerra e restauri. Una storia per immagini dal 1943 agli anni Cinquanta, sobre los daños producidos en la Segunda Guerra Mundial por los bombardeos aliados en 1943, la posterior ocupación hasta 1945 y los trabajos de restauración de posguerra. El mismo año abrió el primer museo dedicado al tenor Enrico Caruso, ubicado en la antigua cochera del Cortile delle Carrozze.
Finalmente, en 2024, se abrió la exposición permanente Museo della Fabbrica del Palazzo Reale di Napoli, que busca servir de introducción a la visita y explicar la historia y evolución arquitectónica del edificio, centrándose no solo en las partes abiertas al público, si no en todo el conjunto monumental.

## Descripción exterior

### La fachada principal

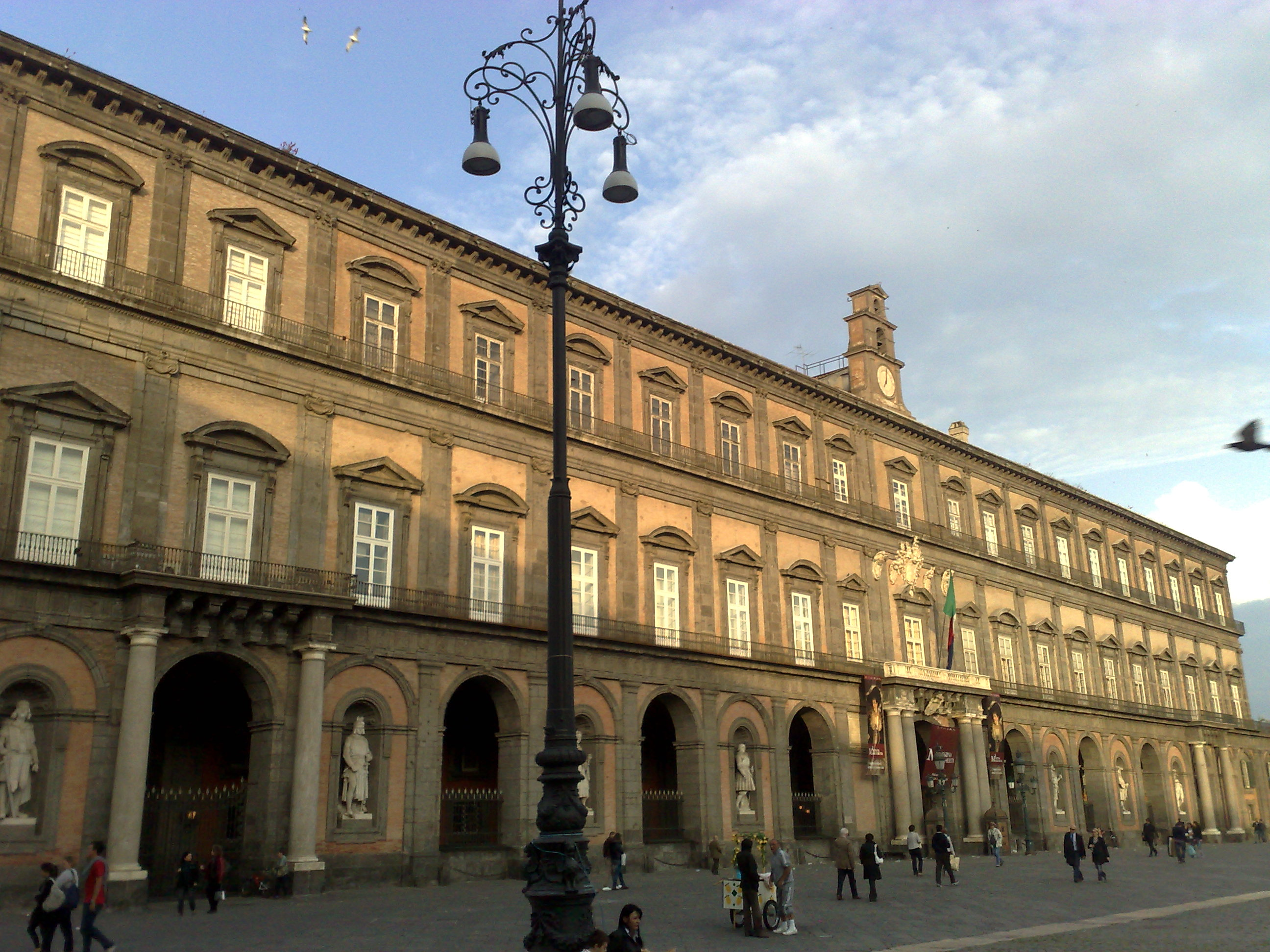
La fachada principal.

La fachada principal del Palacio Real da hacia la plaza del Plebiscito y fue completada en 1616. Tiene una longitud de ciento sesenta y nueve metros y hasta 1843 estaba junto a la del Palacio Virreinal, que fue derribado para abrir la Piazza Trieste e Trento. La fachada está realizada en ladrillos de arcilla rojiza cocida, piperno y piedra volcánica de los Campos Flégreos. La impronta tardorrenacentista y manierista se observa en la superposición de varios órdenes, típica de los edificios teatrales de la antigua Roma, como el Coliseo o el teatro de Marcelo; mientras que la manierista se puede apreciar en el diseño modular de la fachada que podría repetirse hasta el infinito ya que no tiene ningún elemento que marque su inicio o su final, de la misma manera que, en la parte alta, no encuentra una conclusión debido a la falta de cornisa. No obstante, en origen la cornisa se encontraba coronada por obeliscos, jarrones y tres espadañas posicionadas en la vertical de cada entrada. Todo ello fue eliminado a principios del siglo XIX, conservándose solo la espadaña central con el reloj.
La articulación arquitectónica sigue los tratados de Vitrubio: las pilastras organizan verticalmente y los tres órdenes (a nivel del suelo encontramos el orden toscano, seguido del jónico y, por último, el corintio) lo hacen horizontalmente. Por otro lado, destaca el uso bicromático de los materiales para resaltar los elementos arquitectónicos (en piedra gris) sobre los paños del muro (en ladrillo rojizo), técnica que tendría mucho éxito en Nápoles.
Originalmente, la parte inferior presentaba pórticos a lo largo de toda su longitud, una decisión muy innovadora para la época, proyectada por Fontana para que el pueblo pudiera pasear también con mal tiempo. Sin embargo, tras la revuelta de Masaniello y a causa de los problemas estructurales de los pilares, que estaban siendo aplastadas, en 1753 los arcos fueron tapiados según el proyecto de Luigi Vanvitelli. En los nuevos muros se abrieron hornacinas, pero no fue hasta 1888 cuando en ellas se colocaron las estatuas de los principales reyes de Nápoles, con la intención de mostrar una cierta continuidad entre la Casa de Saboya y las anteriores dinastías de la historia napolitana. De izquierda a derecha se reconoce a Roger II de Sicilia, obra de Emilio Franceschi; Federico II de Suabia, de Emanuele Caggiano; Carlos de Anjou, de Tommaso Solares; Alfonso V de Aragón, de Aquiles De Osas; Carlos V de Habsburgo, de Vincenzo Gemito; Carlos de Borbón, de Raffaele Belliazzi; Joaquín Murat, de Giovanni Battista Amendola y Víctor Manuel II de Saboya, de Francesco Jerace.

Estatuas situadas en las hornacinas de la fachada principal
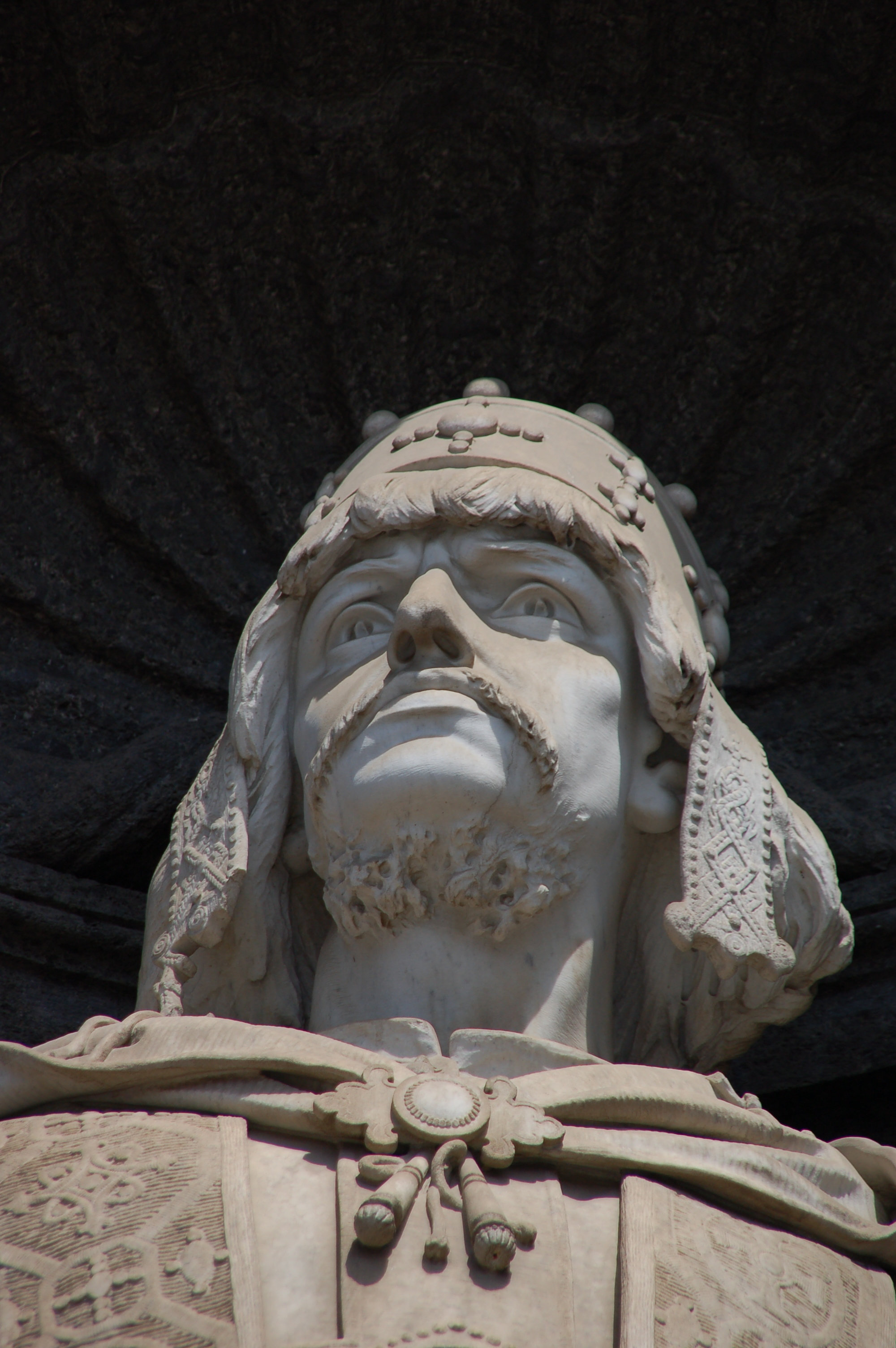
Roger II de Sicilia.
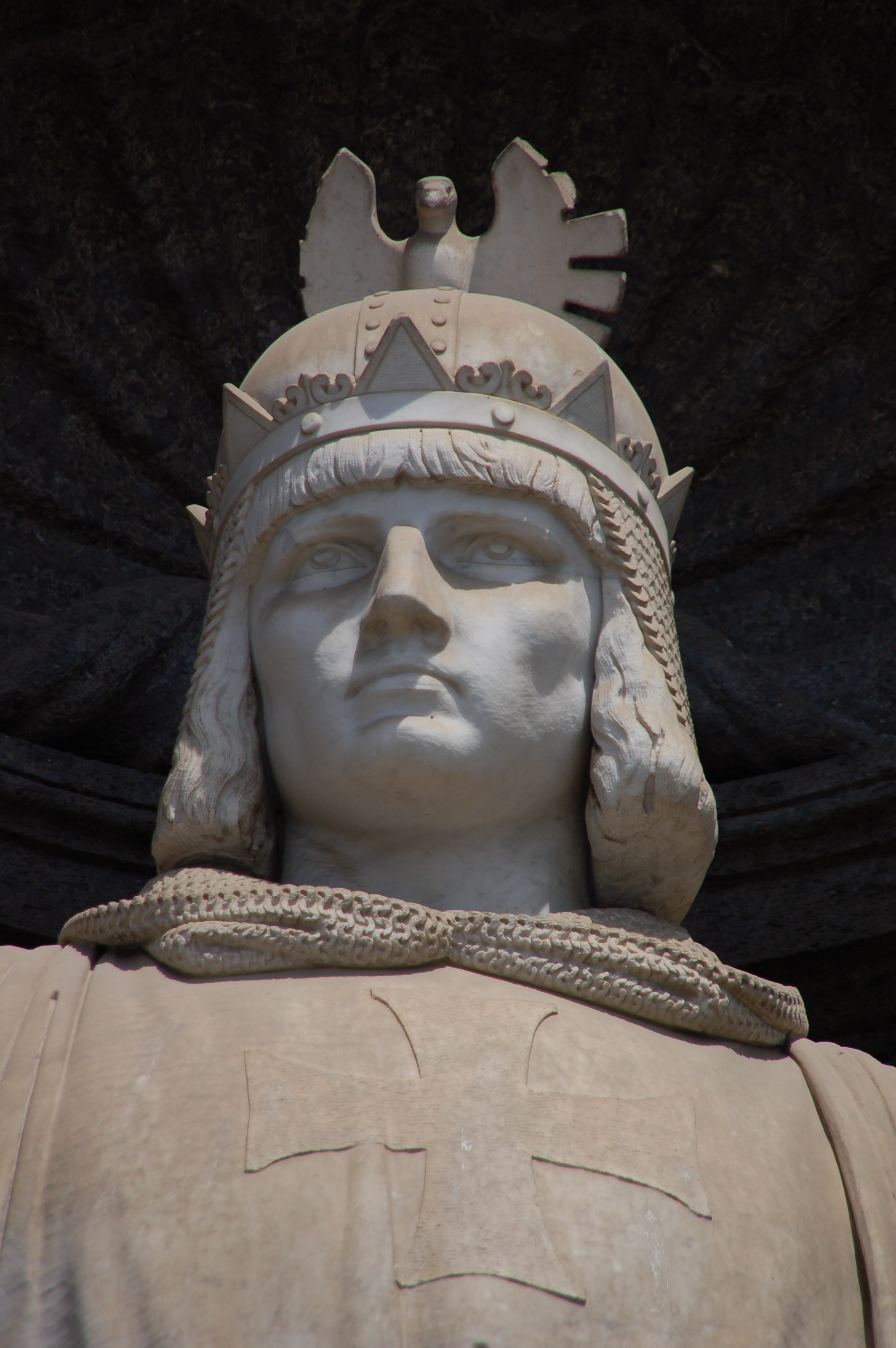
Federico II Hohenstaufen.
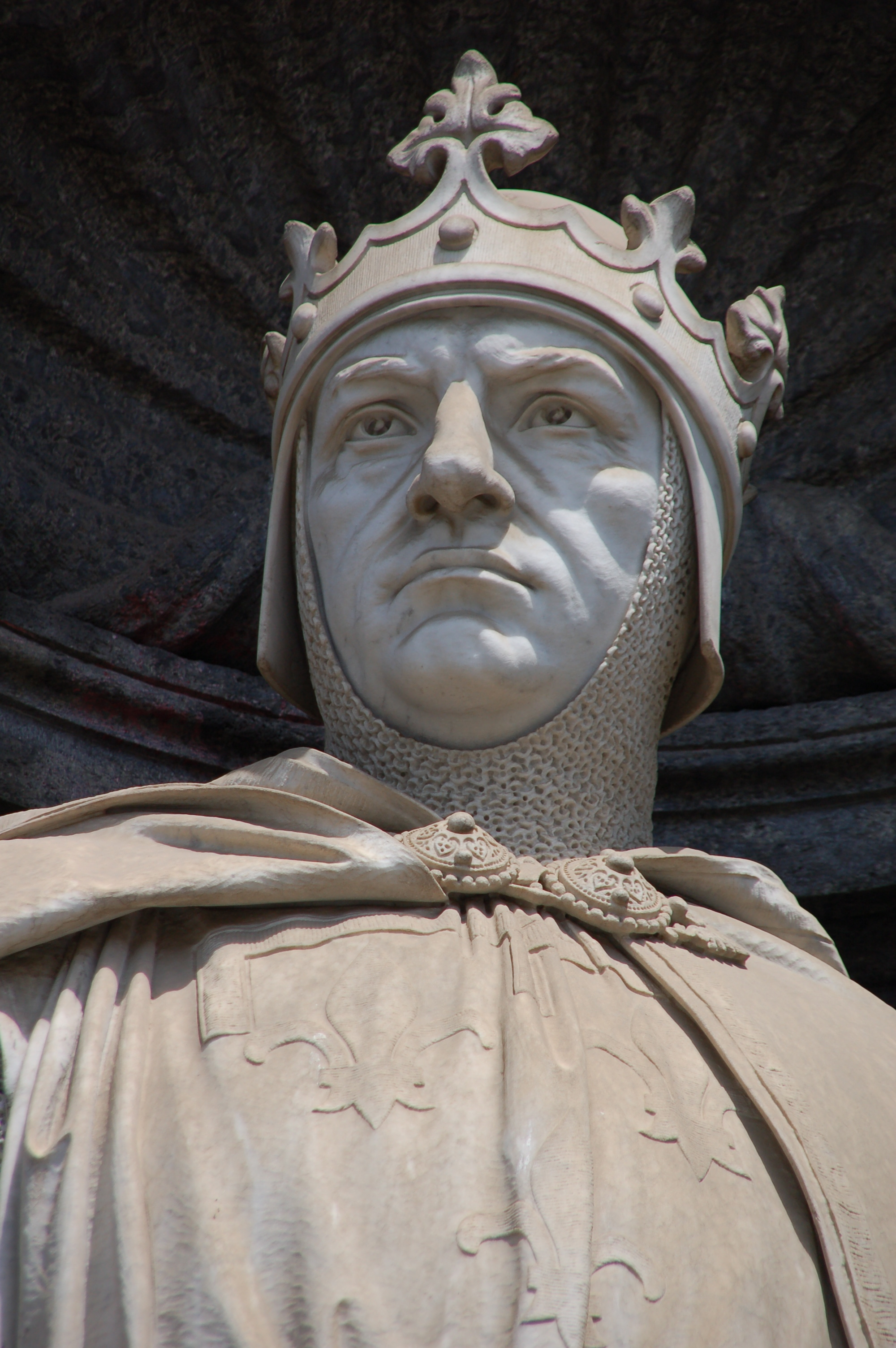
Carlos de Anjou.
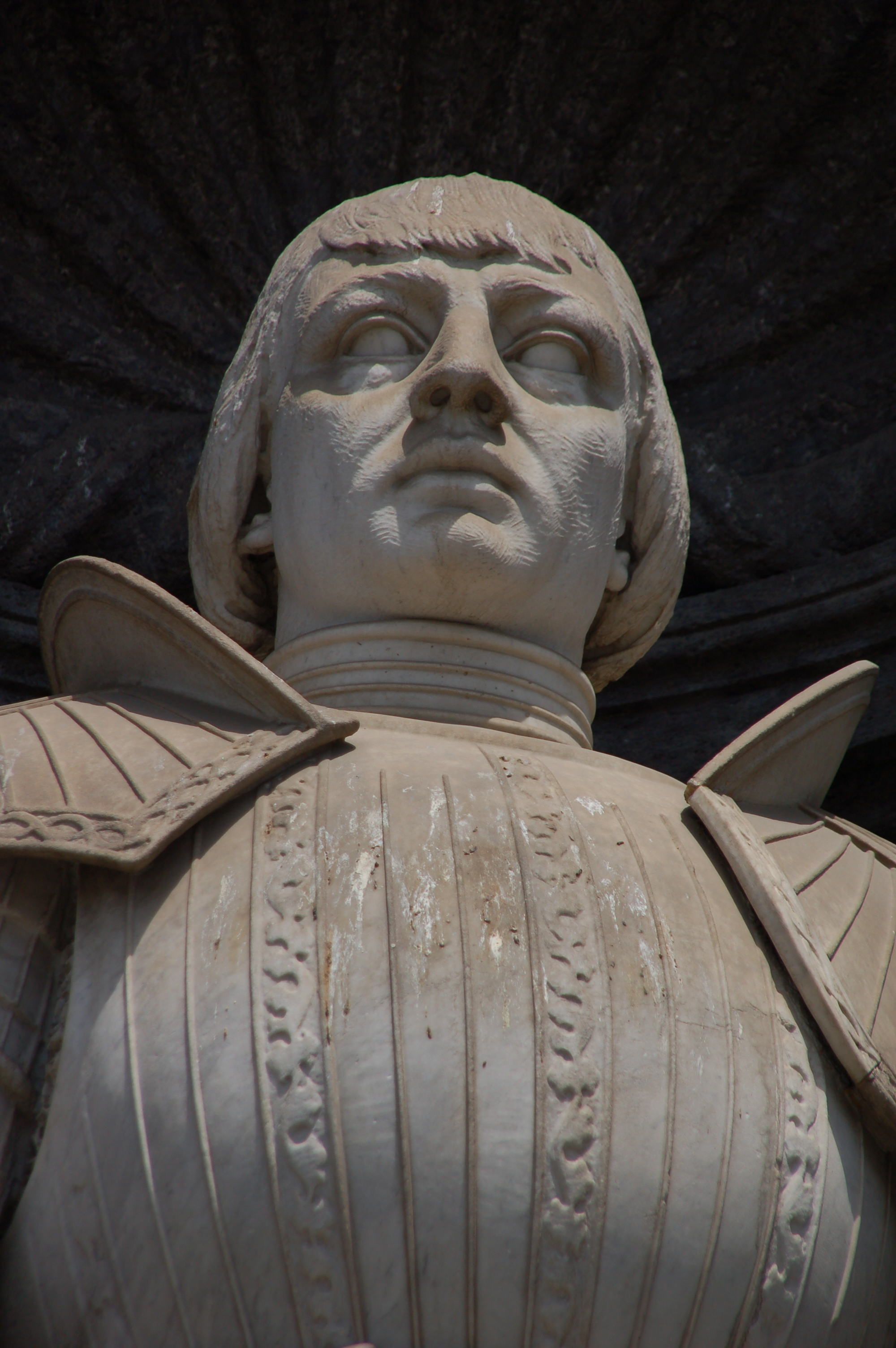
Alfonso V de Aragón.
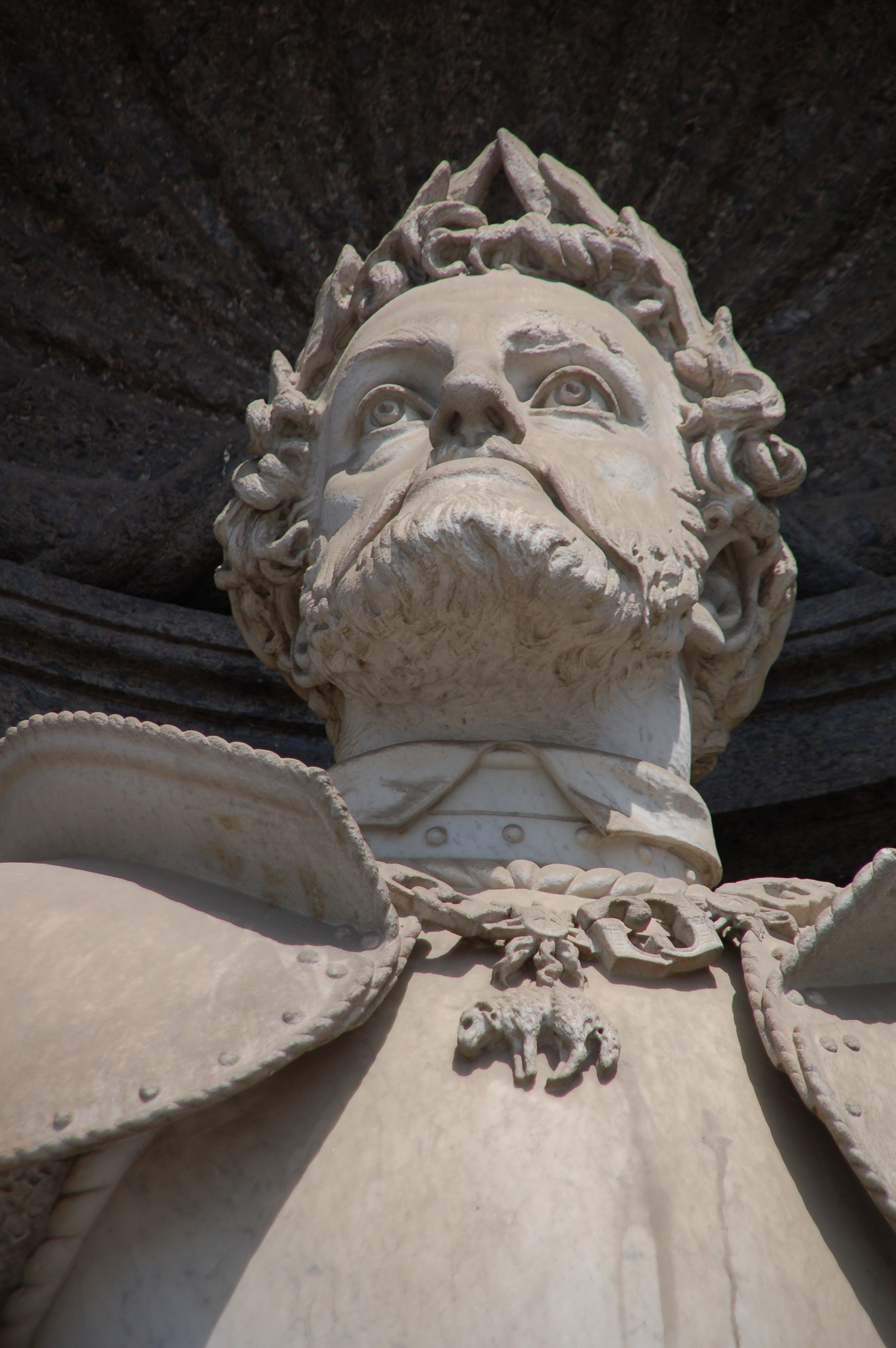
Carlos V de Habsburgo.
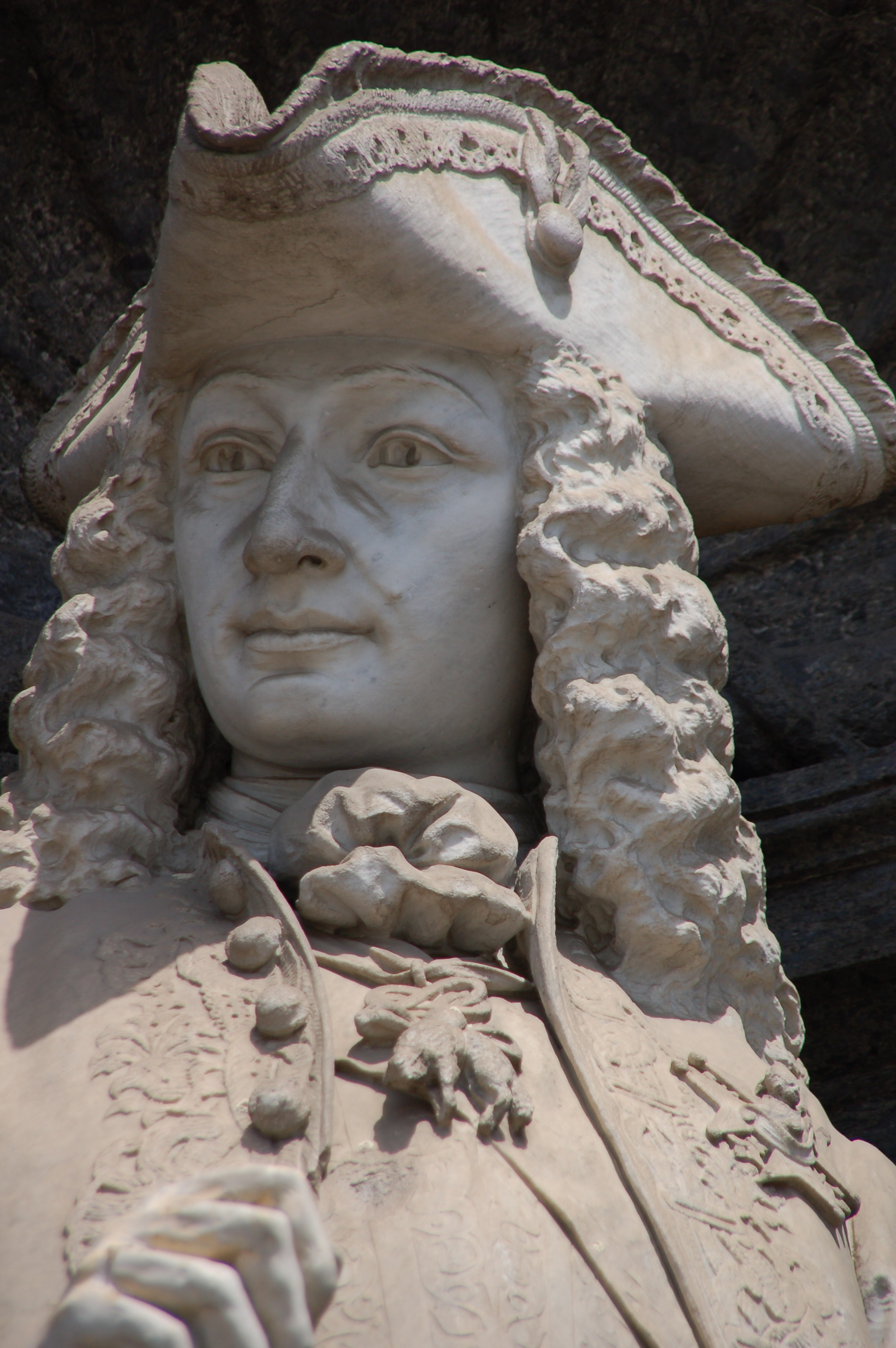
Carlos VII de Nápoles.
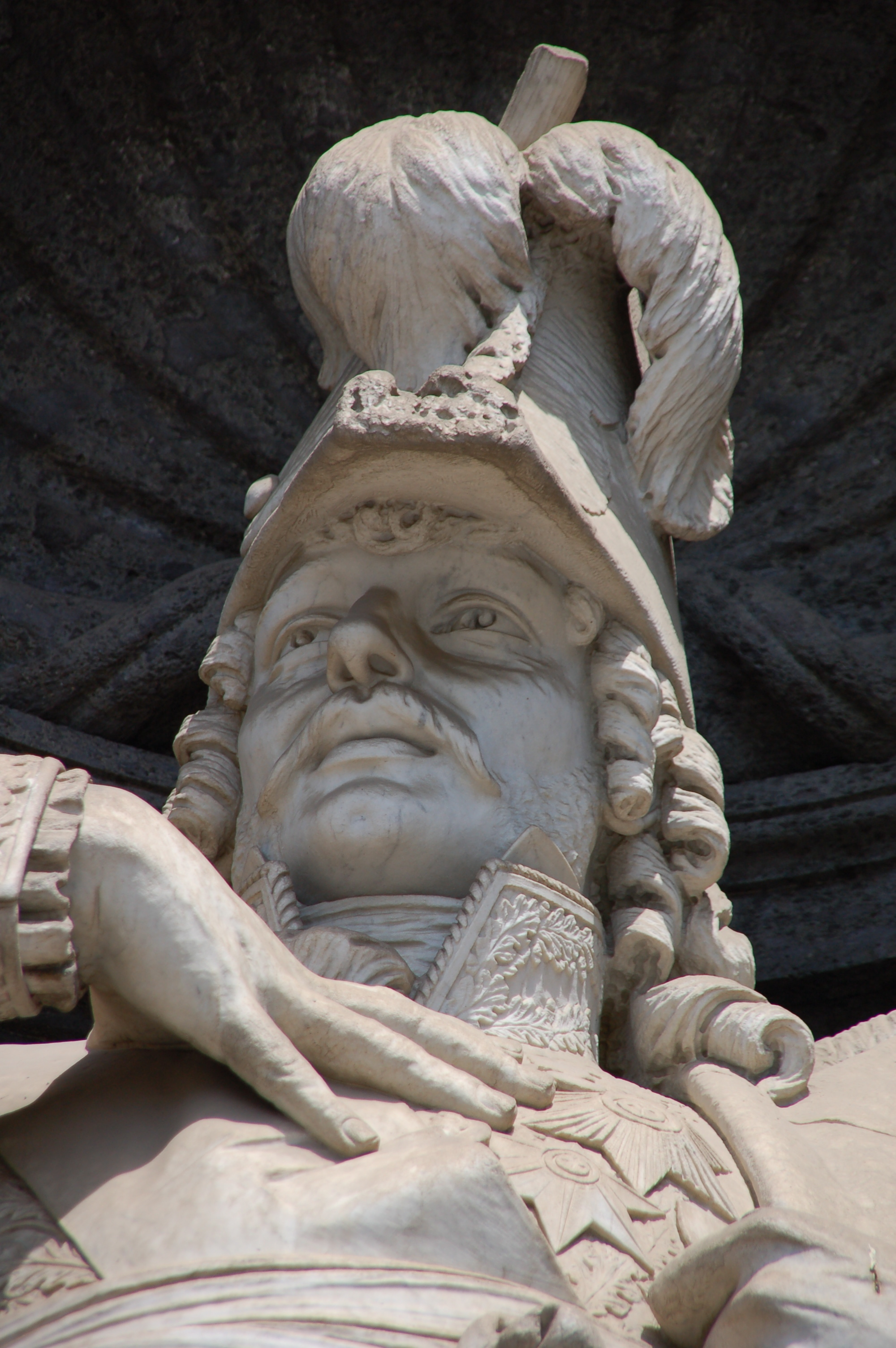
Joaquín Murat.
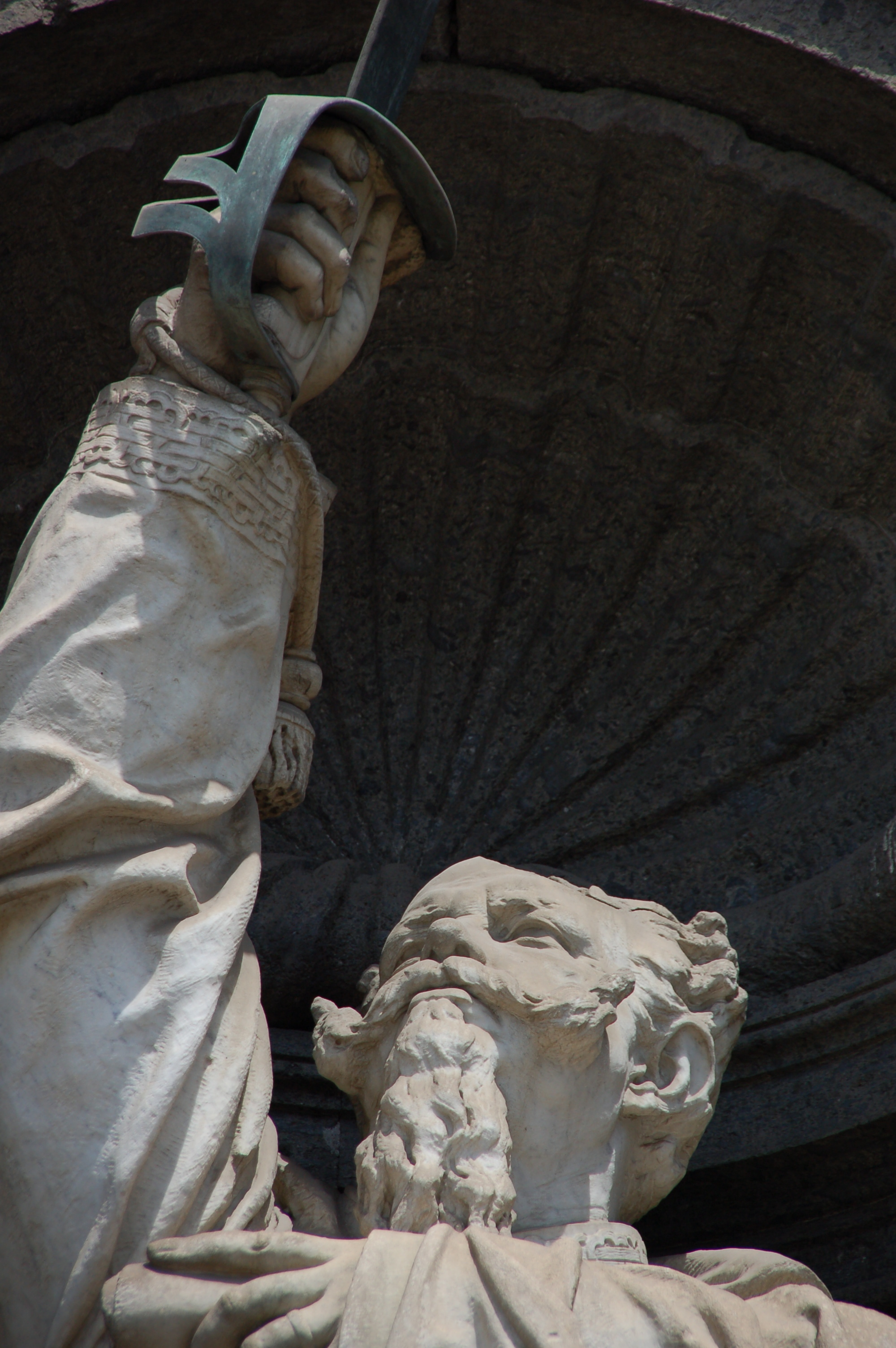
Víctor Manuel II.

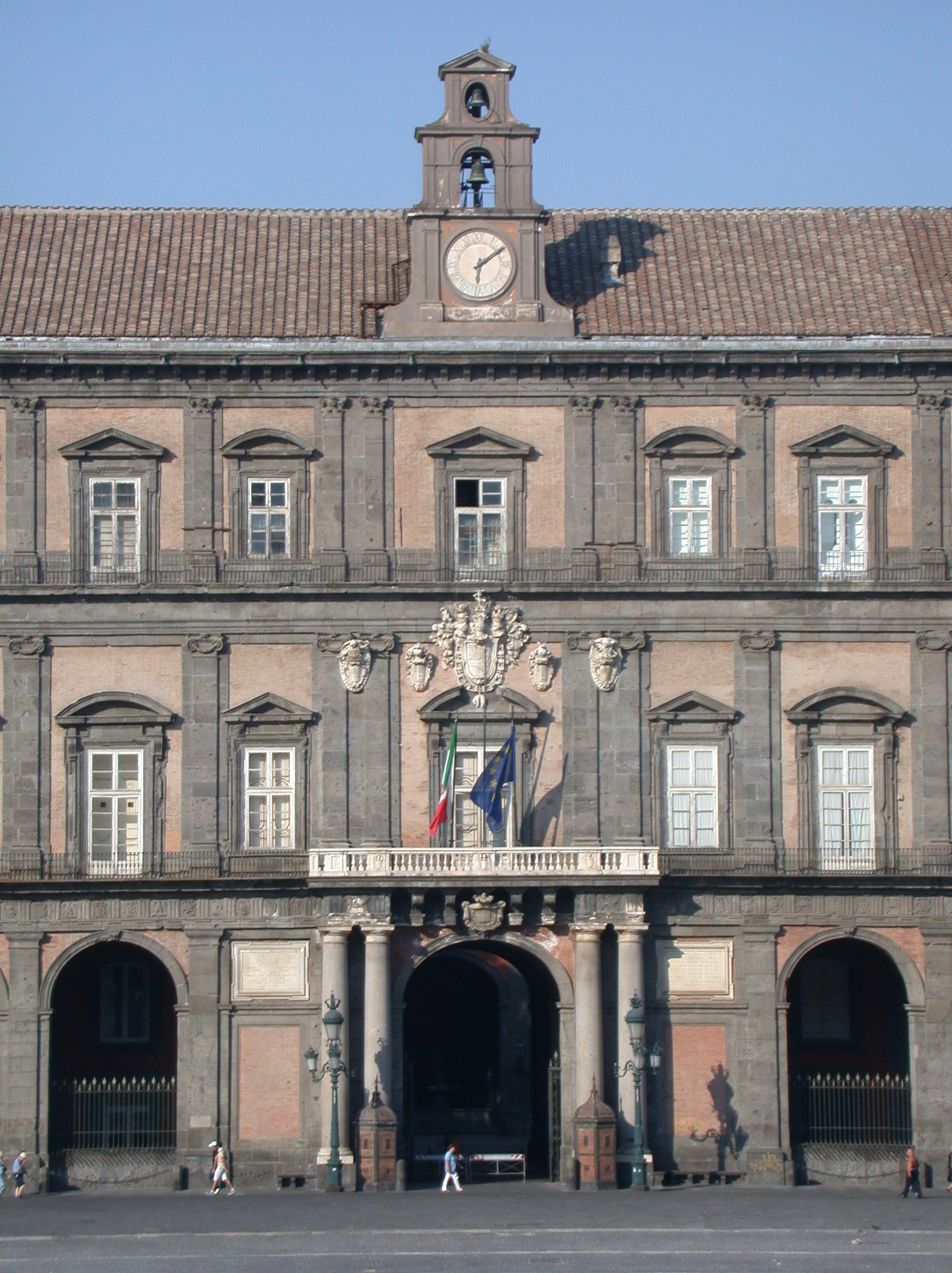
La entrada principal

En el centro de la fachada principal se abre el portal de entrada, flanqueado por dos columnas geminadas de granito, y coronado con el escudo de Felipe III de España, ya previsto por Fontana para subrayar la función pública del palacio. Junto a este, a cada lado, se encuentran dos escudos de dimensiones menores pertenecientes a Juan Alonso Pimentel de Herrera y Pedro Fernández de Castro, virreyes de Nápoles cuando se construyó el palacio. Debajo de la cornisa del balcón se encuentra el escudo de los Saboya. También figuran dos placas: una en recuerdo del inicio de las obras por orden de Fernando Ruiz de Castro y de su esposa Catalina de Zúñiga; y la otra, con una inscripción que alaba la belleza del edificio. Debajo de las placas había, hasta principios del siglo XVIII, dos estatuas que representaban la Religión y la Justicia. Las dos garitas que hay a ambos lados de la entrada principal fueron realizadas en los primeros años del siglo XVIII. A lo largo de la fachada y en el patio de honor hay, entre la planta baja y la primera planta, un friso con triglifos y metopas en el que se encuentran los emblemas de la Monarquía Hispánica y sus posesiones en Europa, obtenidas en gran parte tras la paz de Cateau-Cambrésis, en 1559: el castillo de tres torres de Castilla; el león rampante de León; la culebra que devora a un cautivo, que simboliza el ducado de Milán; el escudo con las cuatro barras verticales de Aragón; la cruz con las cuatro cabezas de moro, símbolo del reino de Cerdeña; y los emblemas de Navarra, Austria, Portugal, Granada y Jerusalén.

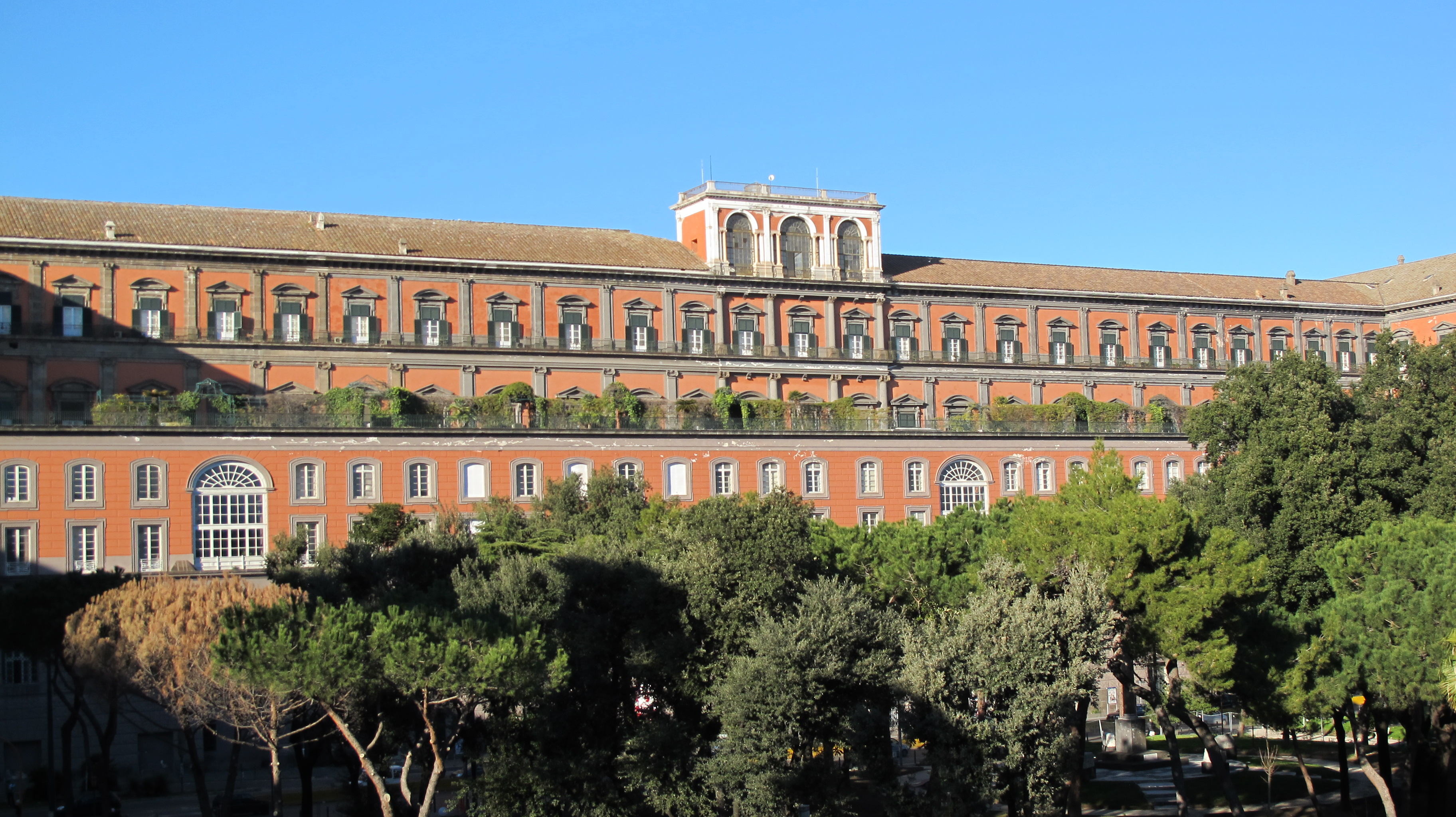
La fachada (sur) de la Via Acton.

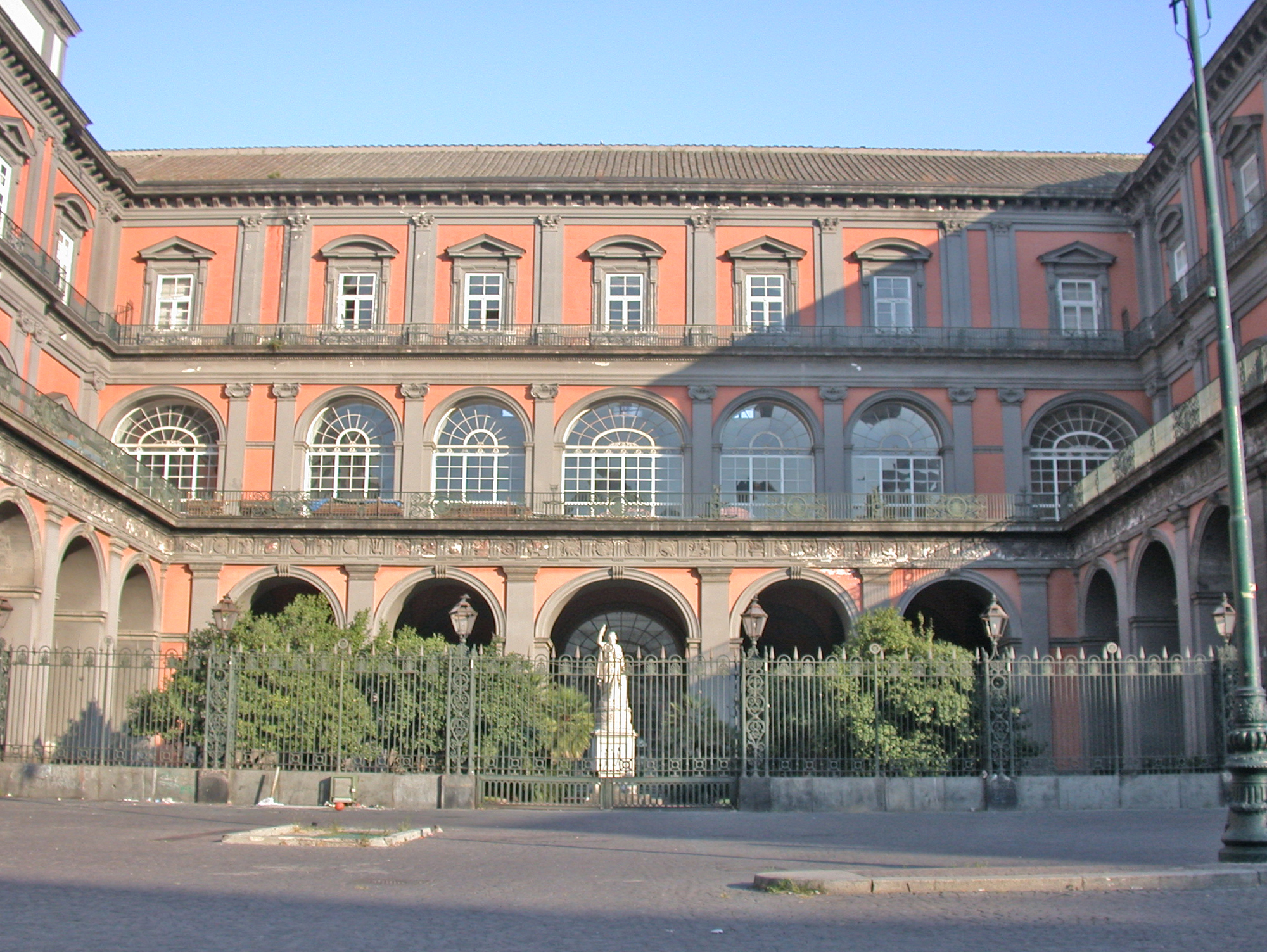
La fachada (norte) de la Piazza Trieste e Trento.

### Las otras fachadas
La más extensa de todas, la que recorre la Via Acton al sur, fue construida en diferentes fases: su mitad oriental a inicios del siglo XVII según los diseños de Fontana y la mitad este, incluyendo el belvedere central, de 1837 a 1844 por Gaetano Genovese. Del mismo arquitecto también es la fachada norte que da a la Piazza Trieste e Trento, completada entre 1841 y 1843 tras la demolición del Palacio Virreinal. Mientras que a los arquitectos Francesco Gavaudan y Pietro Gesuè corresponde la unión al teatro de San Carlos.
Ambas fachadas imitan la articulación arquitectónica ideada por Fontana para la principal, y ambas tienen forma de C y acogen un jardín en su centro, la fachada sur los llamados Jardines Colgantes y la norte el Jardín Italia, en cuyo centro se encuentra la estatua de la Libertad, realizada por Francesco Liberti en 1861, una clara referencia a la unificación italiana. Además, esta fachada norte está parcialmente porticada para sostener una terraza. Tiene una entrada acristalada que da directamente a la escalera de honor, decorada con dos parejas de estatuas en yeso provenientes del Palazzo degli Studi y que se colocaron allí durante la restauración de Genovese. Se trata de copias del Hércules Farnesio y de la Flora Farnesia por un lado, y de la Minerva y de Pirro y Astianacte por el otro.

### Los patios

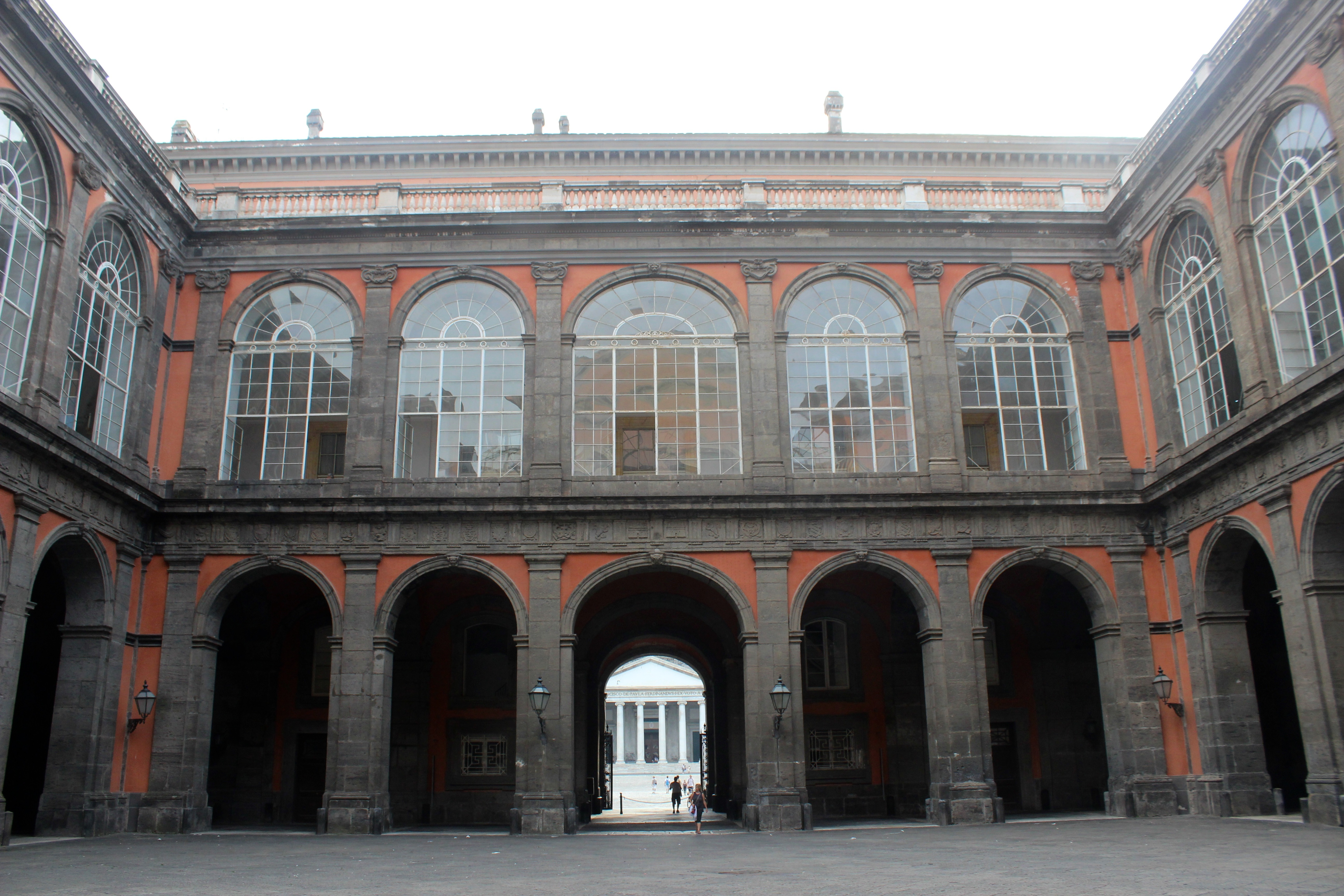
El patio de honor.

Según el proyecto original de Domenico Fontana, ante cada entrada, se debían abrir tres patios, que estarían conectados entre sí mediante corredores abovedados. Sin embargo, finalmente solo se construyó el patio de la entrada central, el llamado Patio de honor (Cortile D'Onore), que tiene forma cuadrada, con cinco arcos en cada lado. El arco central de cada lado es un arco rebajado de mayores dimensiones que los otros. Alrededor del patio, en el primer piso, se encuentra una logia, en origen abierta, pero que finalmente fue cerrada con amplios ventanales. En una hornacina en la parte oriental del patio estaba situada originalmente una cisterna que, durante los años cuarenta del siglo XIX, fue sustituida por una fuente decorada con una estatua de la Fortuna. La fuente, realizada en 1742 por Giuseppe Canart, fue encargada por Carlos de Borbón y originalmente estaba situada cerca del puerto. Tras una investigación, en algunos lugares se ha descubierto una pavimentación en ladrillo con forma de espina de pez.

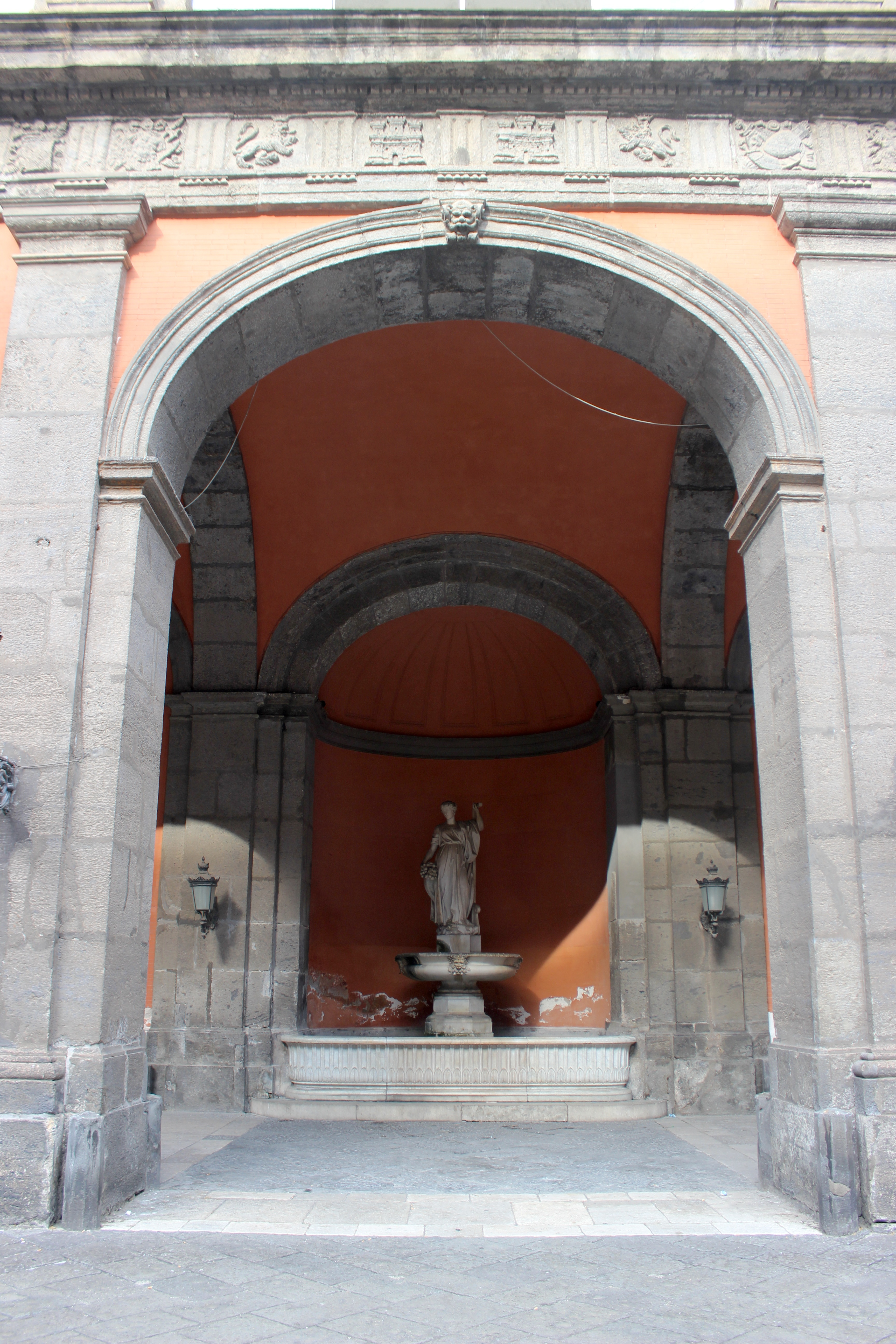
La fuente con la estatua de la Fortuna.

Durante la construcción del nuevo brazo meridional del palacio entre 1758 y 1760, se crearon dos nuevos patios: uno en el mismo eje del patio de honor, justo detrás de él, que recibe el nombre de Patio de los Carruajes, mientras que el otro es el Patio del Belvedere.
A pesar de haber sido construidos en épocas diferentes, el Patio de los Carruajes (Cortile delle Carrozze), así llamado porque contenía las cocheras, se acerca arquitectónicamente al estilo que Domenico Fontana dio al palacio, aunque no faltan elementos diferentes como el uso de estuco en lugar del piperno y las pilastras angulares. El patio tiene forma rectangular, y dispone en el centro de una cisterna elíptica de mármol. Está conectado al patio de honor y a la explanada de los bastiones mediante dos pasillos de servicio con arcos rebajados. La cochera, realizada en 1832 por Giacinto Passaro, sustituyó a la existente desde el siglo anterior, obra de Ferdinando Sanfelice, sobre todo por cuestiones de estética, ya que la nueva se alineaba a la fachada del palacio mientras que la precedente se situaba de forma oblicua. La nueva cochera es un espacio dominado por una línea central de nueve columnas de orden dórico, en las que todavía hoy se pueden admirar escudos rojos con la corona de Humberto I de Saboya. La distribución de las ventanas fue modificada por Genovese en 1837 para adaptarla a las exigencias del Patio del Belvedere.
El Patio del Belvedere (Cortile del Belvedere) nació como límite hacia el mar del primer núcleo del palacio y tenía originalmente forma de C. Estaba cerrado por una logia, que se modificaría como consecuencia de la construcción de los nuevos cuerpos del palacio en el siglo XVIII, con la inserción de arcos rebajados en la parte oriental. Posteriormente, el patio sufrió modificaciones entre 1837 y 1840, cuando, para el acceso al patio, se creó un arco triunfal con semicolumnas jónicas y corintias de piperno falso. Entre la planta baja y el primer piso, el patio está decorado con una banda dórica con metopas, también de falso piperno, y triglifos. Desde el Patio del Belvedere, se puede acceder a diferentes zonas del palacio: a la izquierda se encuentra la Escalera de los Invitados, que conduce al Vestíbulo (sala XX) del Apartamento Real y al pequeño puente, destruido en los bombardeos de la Segunda Guerra Mundial y reconstruido sobre los mismos apoyos, que lo une directamente a los jardines colgantes. Desde el patio se accede también a un apartamento privado con decoraciones de estilo pompeyano, reservado originalmente para los encuentros oficiales de Fernando II de las Dos Sicilias, que se convertiría posteriormente en sede de la superintendencia; y también a un puente que, superando el foso defensivo, llevaba al bastión del Castel Nuovo y a una cuesta que conducía a las caballerizas.

## El Apartamento Real
El Apartamento Real (en italiano Appartamento Reale) es la parte actualmente abierta a los visitantes y está situado en el piano nobile de núcleo occidental del palacio. A lo largo de su historia ha sufrido diferentes cambios de uso y nombre: de 1616 a 1734 fue utilizado como aposentos de los virreyes españoles y austríacos y sus consortes; de 1734 a 1806 fue el apartamento público y privado del rey y la reina de Nápoles; de 1806 a 1815 sirvió como apartamento "de honor" y "ordinario" de José Bonaparte y Joaquín Murat; luego se llamó "Gran Apartamento de S.M. el Rey" y Fernando I y Fernando II fueron los últimos en habitarlo. Tras la reforma de 1837-1844 por Gaetano Genovese, se llamó "Apartamento de Etiqueta del Rey y de la Reina" y se destinó solo a recepciones, pues los soberanos se trasladaron al segundo piso del ala oriental. En las guías de viaje de principios de siglo se le llamaba sencillamente "Apartamento de Gala", y podía ser visitado de jueves a domingo de 11 de la mañana a 4 de la tarde previa solicitud de un permiso.
Cuando el palacio dejó de ser propiedad de la Corona y pasó al Estado en 1919, el Apartamento Real pasó a convertirse en uno de los institutos de antigüedades y arte (actualmente llamados museos nacionales italianos). Su actual aspecto de museo se debe a la restauración realizada entre 1950 y 1954 para paliar los daños sufridos durante la Segunda Guerra Mundial, cuando varios techos fueron dañados por los bombardeos aliados y las colgaduras de seda de veinte salas se eliminaron al transformar el apartamento en un Welfare Club (club social) para las tropas inglesas de ocupación.
En origen, para acceder a los cuartos del rey se utilizaban llaves de plata y de oro, custodiadas por los gentilhombres de cámara, algunas de las cuales se encuentran en el Museo Cívico Gaetano Filangieri cedidas por nobles napolitanos.

### Las colecciones
La decoración actual representa los gustos de las diferentes dinastías y personajes históricos que lo han habitado, así como distintos mensajes políticos propios de un edificio que representaba la cúspide del poder en el reino. Como fecha de referencia se toma el inventario realizado por los Saboya en 1874, que describe las estancias tras las modificaciones tardoborbónicas (1837-1844) y algunos ligeros cambios introducidos tras la Unificación en 1860.
En primer lugar destacan los frescos. Estos cubren esencialmente la época virreinal con obras de Corenzio de inspiración renacentista romana o Caracciolo en una línea más caravaggesca; el periodo barroco de Carlos de Borbón con grandes frescos alegóricos con trampantojos de Solimena, Vaccaro o De Mura; y por último obras historicistas y neomedievales de mediados del siglo XIX.
Las pinturas de las salas también corresponden a distintas épocas, destacando las escuelas septentrionales y europeas de los siglos XVI y XVII provenientes de la colección Farnesio heredada por Carlos de Borbón; la pintura caravaggesca y los retratos holandeses que Domenico Venuti compró para Fernando I y los grandes retratos aúlicos de la familia real. También hay pintura más intima y contemporánea proveniente de los aposentos del ala oriental como pintura trovadour encargada por los Murat a autores como Forbin o la pintura de crónica de los grandes momentos de los reinados Francisco I y Fernando II obra de Salvatore Fergola y Frans Vervloet. No obstante, debido al envío de los cuadros más relevantes al Real Museo Borbonico entre 1829-1832 y a los traslados de cuadros a Capodimonte a partir de 1862, la colección de cuadros del palacio presenta hoy un aspecto más disperso y empobrecido que antaño, con sus series e iconografías fragmentadas. En el inventario de 1874 primaba, sobre todo, que los cuadros crearan un ambiente suntuoso junto con los muebles, tapices, colgaduras floreadas y grandes espejos neobarrocos.
El mobiliario, de estilo barroco, rococó e historicista, fue realizado por ebanistas napolitanos entre el siglo XVIII y el XIX o traído desde Francia durante la estancia en Nápoles de Murat, junto con alfombras y tapices, algunos de ellos tejidos en la Real Fábrica de Tapices de Nápoles. También destacan los relojes franceses, las porcelanas, sobre todo de Sèvres, chinas y rusas; las esculturas de bronce y mármol y las obras en piedras duras. Muchas de las piezas expuestas provienen de otras partes del palacio, en especial del ala oriental, que fue completamente desamueblada cuando en ella se instaló la Biblioteca Nacional.
En cualquier caso, el palacio no goza de una auténtica colección, sino de piezas sueltas, puesto que en el transcurso del siglo XIX, por iniciativa de los Borbones y sobre todo de los Saboya, numerosas obras se transfirieron a otros museos (ver Historia).

### Planta
El Apartamento Real está compuesto por una escalera de honor, un deambulatorio, una capilla, los jardines colgantes y la Galería y el Salón de Hércules, además de las dependencias que conforman el apartamento del Rey y el apartamento de la Reina.
| \| - ██ Escalera de Honor - ██ Deambulatorio - ██ Apartamento del Rey 1 Teatrillo de corte 2 Primera Antecámara 3 Salita Neoclásica 4 Segunda Antecámara 5 Tercera Antecámara 6 Sala del Trono 7 Pasadizo del General 8 Sala de los Embajadores 9 Sala de María Cristina 10 Oratorio 11 Sala del Gran Capitán 12 Sala de los Flamencos 13 Despacho del Rey 29 Sala de los Guardias de Corps \| - ██ Apartamento de la Reina 14 Cuarto Salón de la Reina 15 Tercer Salón de la Reina 16 Segundo Salón de la Reina 17 Primer Salón de la Reina 18 Segunda Antesala de la Reina 19 Primera Antesala de la Reina 20 Vestíbulo 23 Primer trascuarto 24 Segundo trascuarto 25 Tercer trascuarto 26 Paso de la Reina 27 Alcoba de María Amalia de Sajonia 28 Pasadizo 34 Boudoir de la Reina - ██ Galería y Salón de Hércules. 21 Galería 22 Salón de Hércules - ██ Capilla Palatina - ██ Jardines Colgantes \| | Pianta |
| - ██ Escalera de Honor - ██ Deambulatorio - ██ Apartamento del Rey 1 Teatrillo de corte 2 Primera Antecámara 3 Salita Neoclásica 4 Segunda Antecámara 5 Tercera Antecámara 6 Sala del Trono 7 Pasadizo del General 8 Sala de los Embajadores 9 Sala de María Cristina 10 Oratorio 11 Sala del Gran Capitán 12 Sala de los Flamencos 13 Despacho del Rey 29 Sala de los Guardias de Corps | - ██ Apartamento de la Reina 14 Cuarto Salón de la Reina 15 Tercer Salón de la Reina 16 Segundo Salón de la Reina 17 Primer Salón de la Reina 18 Segunda Antesala de la Reina 19 Primera Antesala de la Reina 20 Vestíbulo 23 Primer trascuarto 24 Segundo trascuarto 25 Tercer trascuarto 26 Paso de la Reina 27 Alcoba de María Amalia de Sajonia 28 Pasadizo 34 Boudoir de la Reina - ██ Galería y Salón de Hércules. 21 Galería 22 Salón de Hércules - ██ Capilla Palatina - ██ Jardines Colgantes |

| - ██ Escalera de Honor - ██ Deambulatorio - ██ Apartamento del Rey 1 Teatrillo de corte 2 Primera Antecámara 3 Salita Neoclásica 4 Segunda Antecámara 5 Tercera Antecámara 6 Sala del Trono 7 Pasadizo del General 8 Sala de los Embajadores 9 Sala de María Cristina 10 Oratorio 11 Sala del Gran Capitán 12 Sala de los Flamencos 13 Despacho del Rey 29 Sala de los Guardias de Corps | - ██ Apartamento de la Reina 14 Cuarto Salón de la Reina 15 Tercer Salón de la Reina 16 Segundo Salón de la Reina 17 Primer Salón de la Reina 18 Segunda Antesala de la Reina 19 Primera Antesala de la Reina 20 Vestíbulo 23 Primer trascuarto 24 Segundo trascuarto 25 Tercer trascuarto 26 Paso de la Reina 27 Alcoba de María Amalia de Sajonia 28 Pasadizo 34 Boudoir de la Reina - ██ Galería y Salón de Hércules. 21 Galería 22 Salón de Hércules - ██ Capilla Palatina - ██ Jardines Colgantes |

### Escalera de honor
La cara norte del patio, ortogonal respecto a al fachada, originalmente lo ocupó modesta escalera de dos rampas, obra de Domenico Fontana. No obstante, después de la revuelta antiespañola de 1647, el virrey Iñigo Vélez de Guevara encargó una nueva y monumental escalera a Francesco Antonio Picchiatti. El nuevo espacio se construyó entre 1650 y 1670 en piperno, y se inspiró en la inmensa escalera del Real Alcázar de Toledo, realizada por Alfonso de Covarrubias y Juan de Herrera entre 1550 y 1605. La nueva escalera, que ocupaba un lado entero del patio de honor, se edificó acorde con la importancia que el ceremonial de los Austrias daba a estos espacios. Montesquieu la definió en 1729 como la más bonita de Europa, no obstante tuvo que rehacerse de nuevo tras el incendio de febrero de 1837.

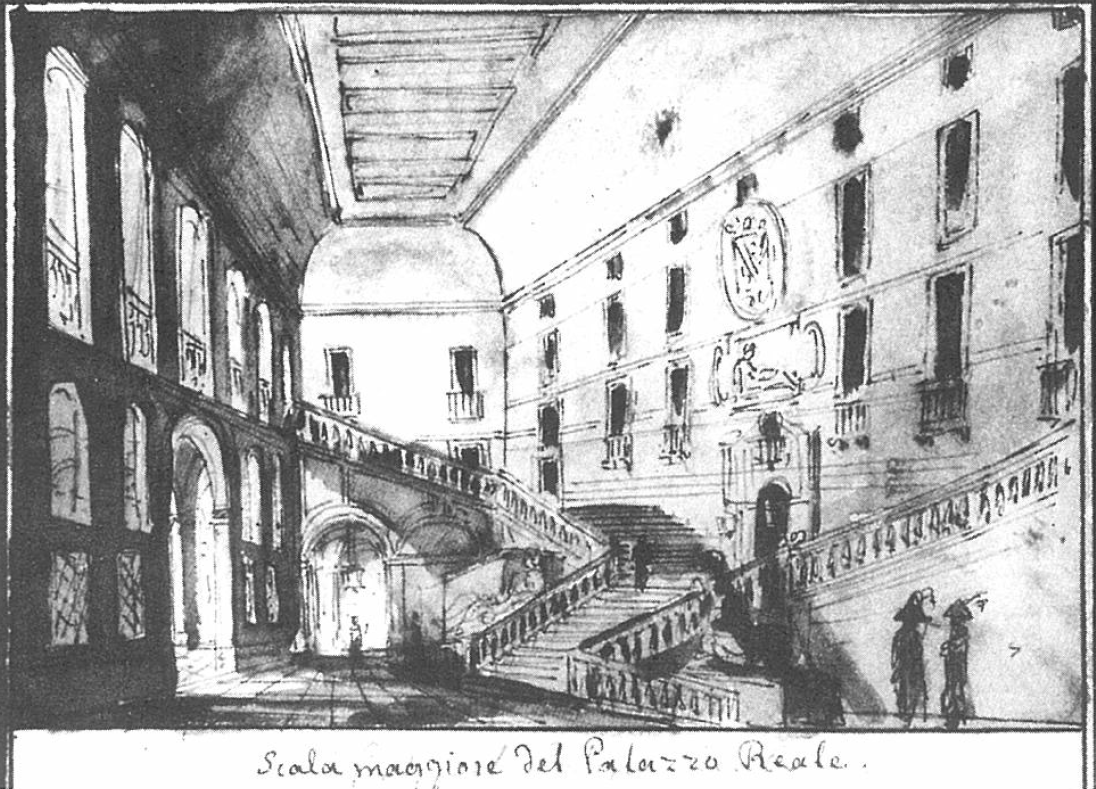
La escalera de Picchiatti representada en un grabada de inicios del siglo XIX de Baldassare Cavallotti.
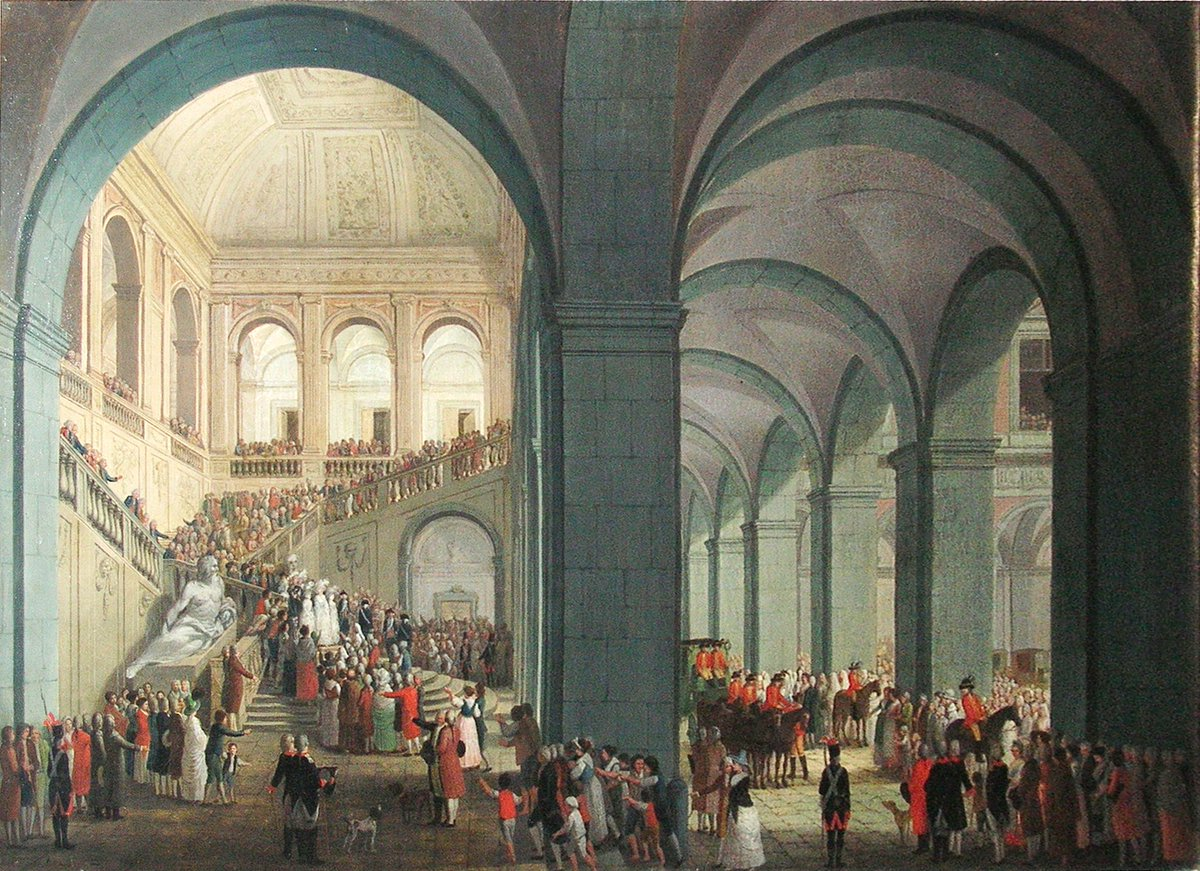
La representación idealizada de la escalera de Picchiatti en el cuadro Lo Scalone di Palazzo Reale, con le principesse Maria Teresa e Maria Luisa di Borbone pintado por Antonio Dominici en 1790.
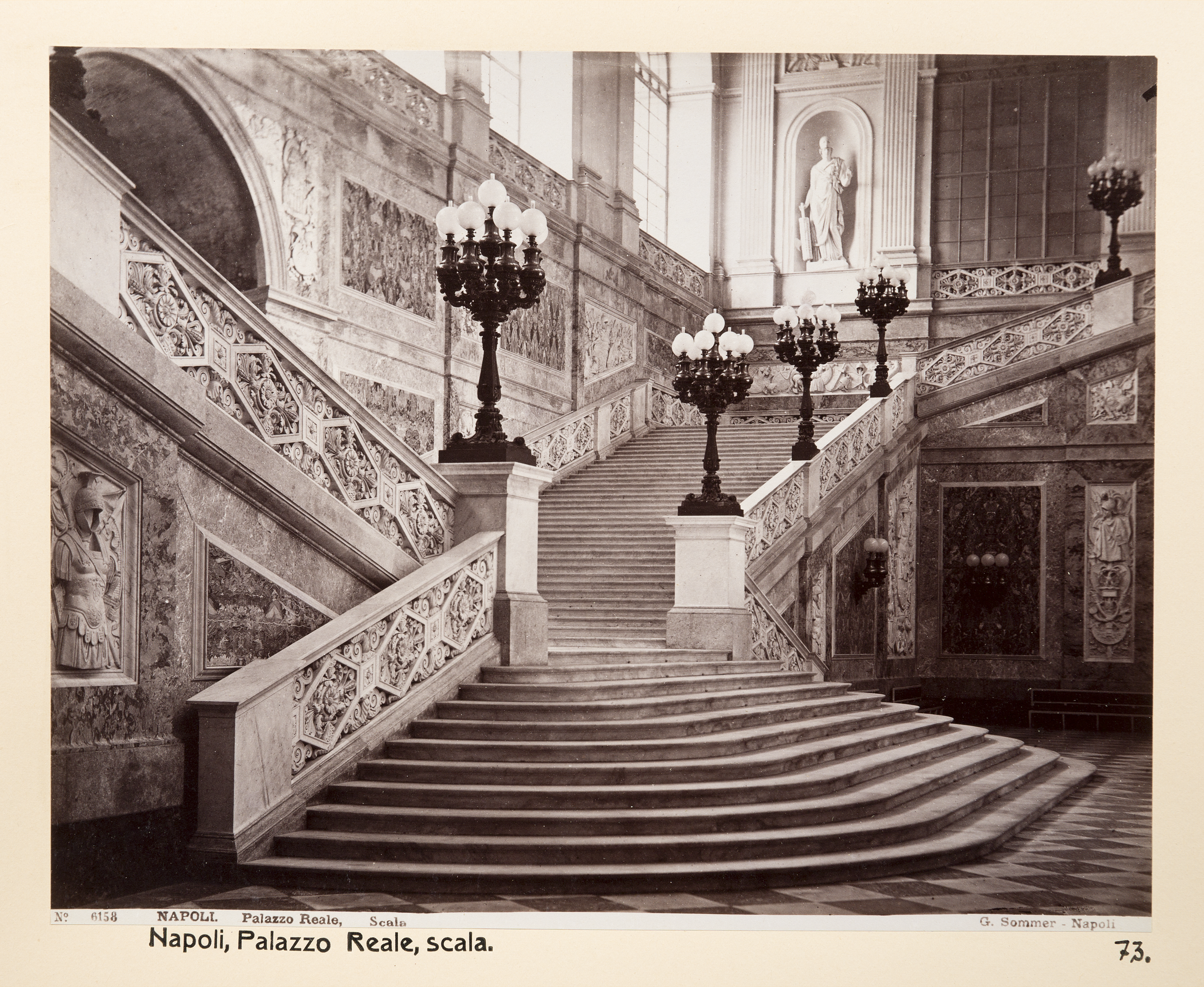
La escalera tras la remodelación de Genovese y Gavaudan, con la balaustrada con varias torchères.
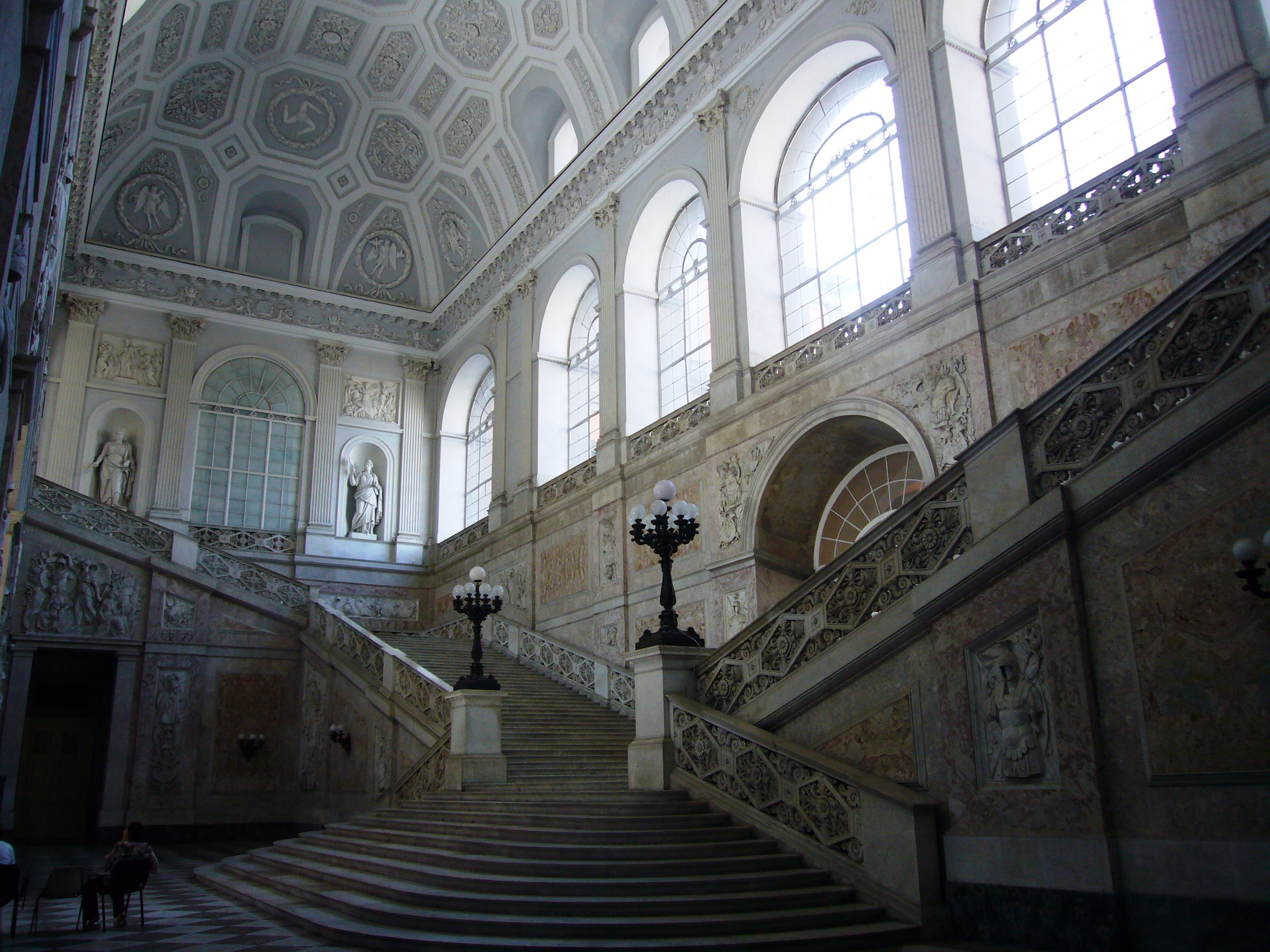
La escalera en la actualidad, nótese la ausencia de varias torchères.

El nuevo diseño en un grandioso estilo tardoneoclásico corrió a cargo de Gaetano Genovese. En 1841 se resolvió el problema de luminosidad de la escalera con el derribo del anexo Palacio Virreinal, la creación de la Piazza Trieste e Trento y la apertura de grandes ventanales con montura de hierro. Sin embargo, no fue hasta 1858 cuando Francesco Gavaudan terminó la decoración caracterizada por suntuosos mármoles como el mármol rosado, el porto venere, el rojo de Vitulano, la breccia rosata de Sicilia, el mármol de Mondragone y el lumachino de Trapani. Por su parte, la bóveda claustral que la cubre está decorada con estucos blancos sobre fondo gris, que representan guirnaldas y los escudos del reino de Nápoles, del de Sicilia, de Basilicata, de Calabria y, aunque fue añadido posteriormente, de la Casa de Saboya. Por último, las paredes laterales están decoradas con esculturas de las virtudes cardinales: a un lado, la Fortaleza de Antonio Calì y la Justicia de Gennaro Calì; al otro, la Clemencia de Tito Angelini y la Prudencia de Tommaso Scolari; y, flanqueando el tramo central, dos bajorrelieves en mármol de Carrara que representan la Victoria entre el Genio de la fama y el Valor, de Salvatore Irdi, y la Gloria entre los símbolos de la Justicia, la Guerra, la Ciencia, el Arte y la Industria, de Francesco Liberti.

### Deambulatorio

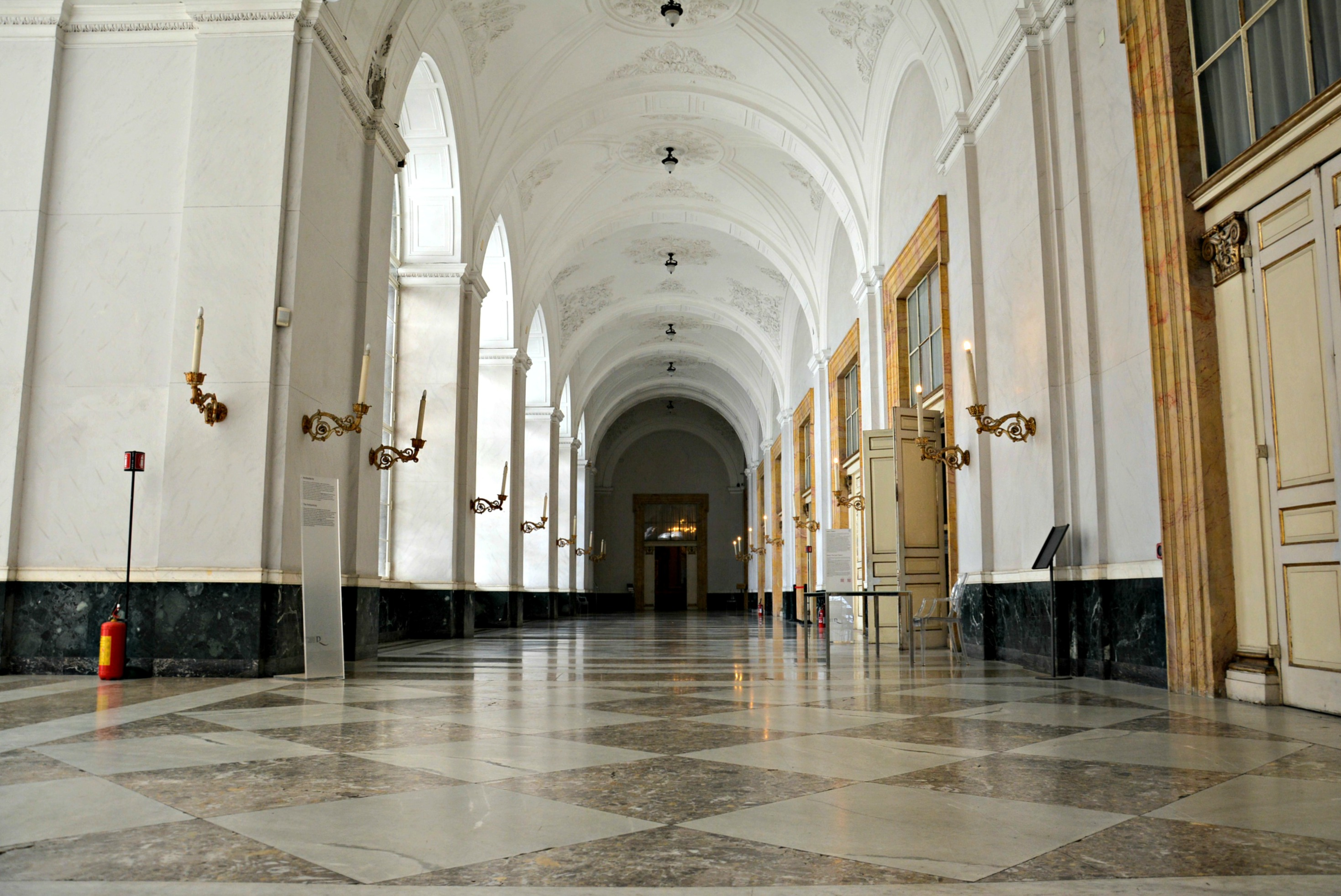
Un pasillo del deambulatorio.

El deambulatorio del primer piso está constituido por cuatro pasillos que rodean el patio de honor: en un principio se trataba de una logia abierta que, durante la restauración del siglo XIX, se cerró utilizando amplias ventanas. En esta época se decoraron las bóvedas con estucos de Gaetano Genovese. En el deambulatorio se abren los cuartos del apartamento real: en el primer brazo, el que discurre paralelo a la fachada hacia la plaza del Plebiscito, se encuentra el teatrillo de corte y las salas de audiencia; en el segundo se encuentran los trascuartos del antiguo apartamento privado, que dan al jardín colgante; en el tercero, orientado al este, se encuentran el salón de Hércules y la capilla real; y por último, el cuarto brazo da a la escalera de honor y desde él se puede observar a través de una vidriera la Piazza Trieste e Trento, con vistas, en la lejanía, de la cartuja de San Martino. Esta distribución se ha conservado sin cambios, tal y como estaba proyectada en el diseño de Domenico Fontana. Las puertas que dan al deambulatorio están lacadas en blanco, son de estilo neoclásico y se realizaron en los años treinta del siglo XIX.

### Apartamento del Rey

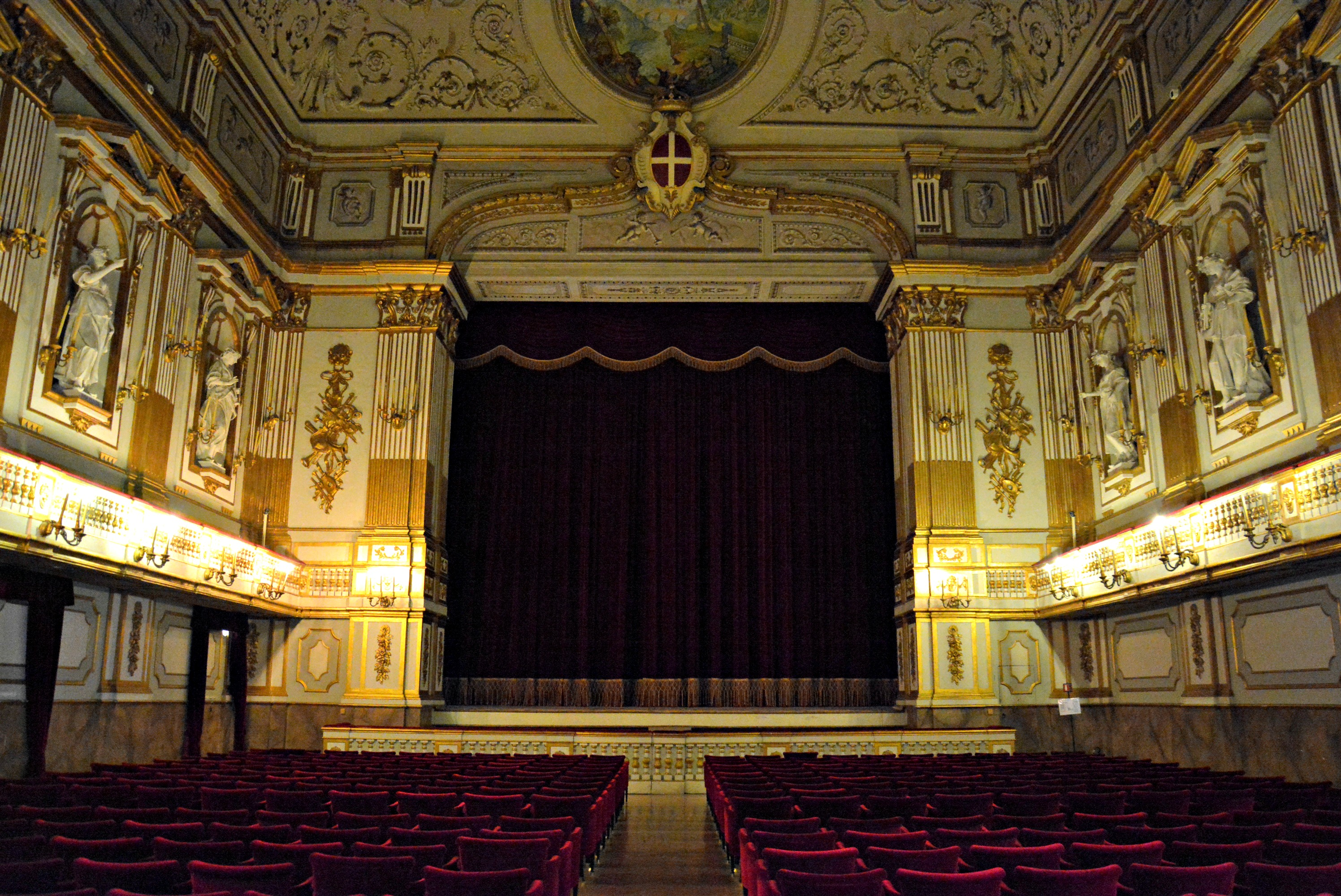
El Teatrillo de corte.

El Teatrillo de corte (sala I) fue en origen la "Sala Regia" o "Sala Maggiore" y constituía el espacio más grande según el proyecto de Fontana. Desde un principio se usó para bailes, comedias y festejos, y a partir de 1648 Picchiatti decoró su techo con suntuosos estucos dorados y pinturas por orden del virrey conde de Oñate. Esta reforma corrió paralela a la creación de otra gran sala ceremonial en el palacio, la "Sala de los Virreyes" (actual Salón de Hércules). Durante el reinado de Carlos de Borbón se usó regularmente para representaciones teatrales y en ella se montó un amplio escenario. Su aspecto actual, no obstante, data de 1768, cuando con motivo de la boda de Fernando IV y de María Carolina de Habsburgo-Lorena fue totalmente rehecha por Ferdinando Fuga en un estilo barroco clasicista.
Tras los graves daños sufridos durante la Segunda Guerra Mundial, el escenario y el techo tuvieron que ser reconstruidos entre 1950-1954, con frescos pintados por Francesco Galante, Alberto Chiancone, Vincenzo Ciardo y Antonio Bresciani. Estos autores retomaron en sus pinturas los temas de los frescos originales de Antonio Dominici y Crescenzio La Gamba. En las hornacinas hay las estatuas originales de cartapesta realizadas por Angelo Viva, que representan a Minerva, Mercurio, Apolo y las nueve Musas.

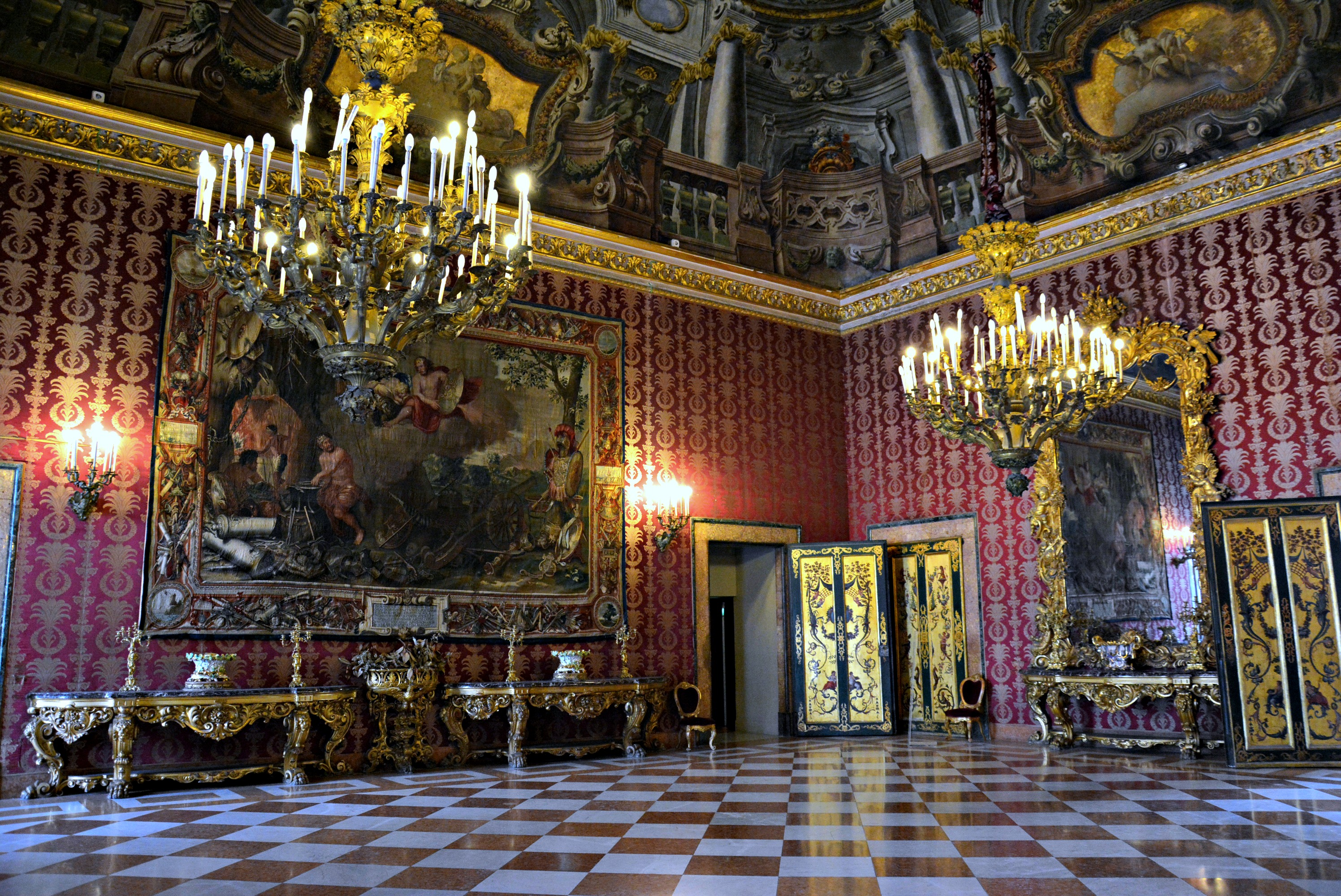
La Primera Antecámara (sala II).

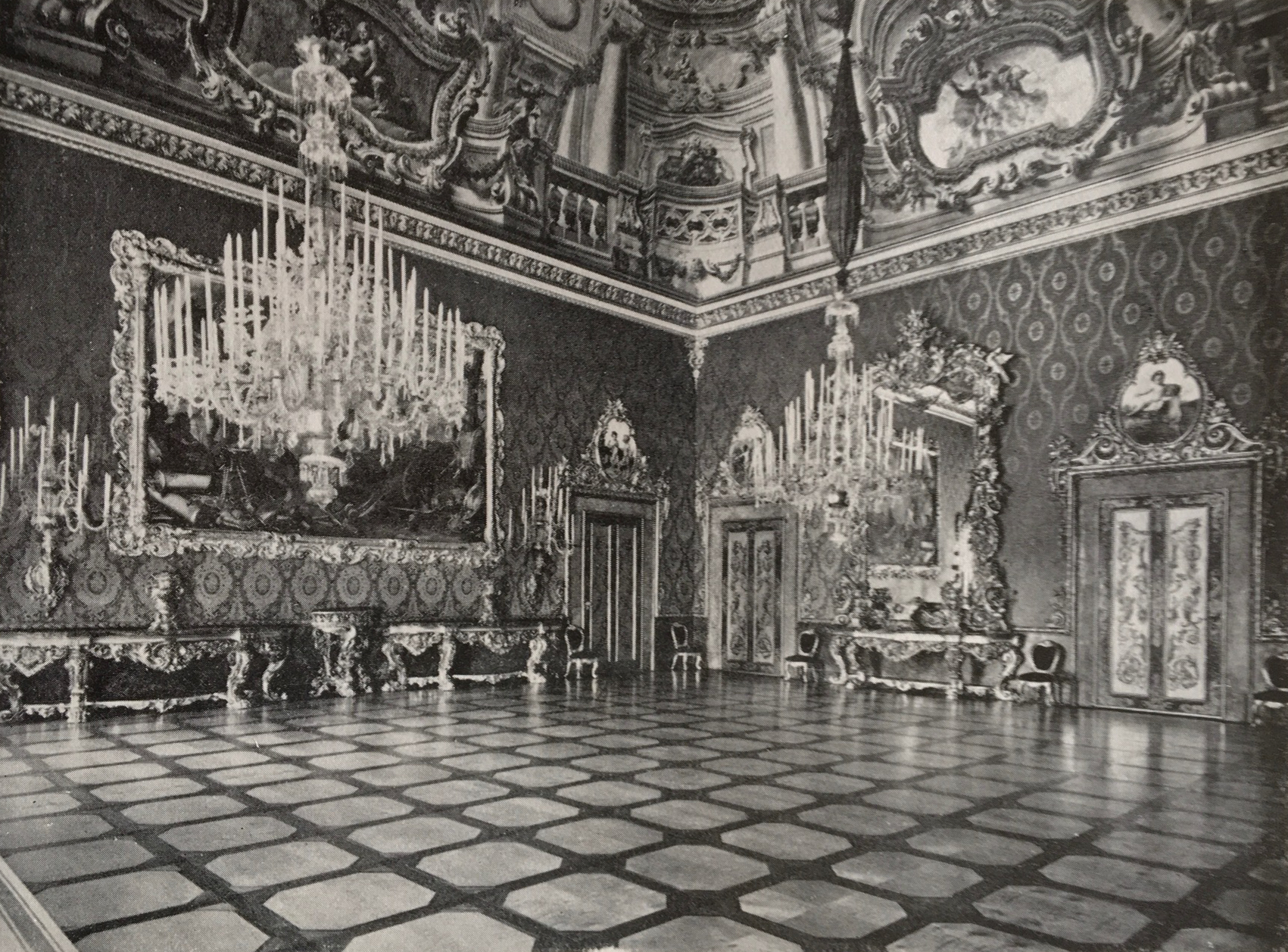
La Primera Antecámara con toda su decoración neobarroca antes de los estragos de la Segunda Guerra Mundial.

La Primera Antecámara (sala II) sirvió en época de Carlos de Borbón de "Sala de la Guardia de Corps" mientras que en época de los Saboya se la llamó "Comedor del Cuerpo Diplomático". De época carolina destaca sobre todo el fresco, realizado entre 1737 y 1738, en conmemoración de la boda entre el monarca y María Amalia de Sajonia. Pintado en una bóveda claustral, fue obra de Francesco De Mura, mientras que los trampantojos corrieron a cargo de Vincenzo Re. Representa el Genio Real y las virtudes del Rey y de la Reina (estas son Fortaleza, Justicia, Clemencia y Magnimidad para el soberano, y Lealtad, Prudencia, Valor y Belleza para la reina). También fue pintada Imeneo, diosa de las bodas, aplastando la Maldad. En los cuatro lados se encuentra la Alegoría de las cuatro partes del mundo, en monocromo, sobre fondo dorado. En un caballete está expuesto un fragmento de la antigua decoración barroca temprana de la bóveda, datada de 1622-29 y que representaba las hazañas del Gran Duque de Alba. Las puertas, pintadas con témpera sobre fondo dorado, se atribuyen al taller de Antonio Dominici y fueron realizadas entre 1774 y 1776.
Toda la decoración de la sala fue completamente rehecha en estilo neobarroco en 1862 por Pietro Cheloni, siendo el primer espacio redecorado en época saboyana. Junto con las grandes consolas y espejos también se colocaron dos grandes tapices gobelinos, regalo de la nunciatura apostólica a la corte de Nápoles en 1719 y dedicados al Rey Sol, representado a través de la Alegoría de los Elementos. No obstante, durante la ocupación aliada esta sala se usó como salón de espectáculos para las tropas inglesas, por lo que varios elementos de decoración se perdieron, como el parqué, los suntuosos marcos de los tapices, los apliques de las paredes o las sobrepuertas rocalla con medallones. Actualmente completan el amueblamiento taburetes que se remontan al 1815.
La Salita Neoclásica (sala III), llamada así por su estilo decorativo, fue diseñada por Gaetano Genovese. En sus paredes se observan pinturas como la Escalera del Palacio Real con la salida de las princesas de Borbón después de la boda, de Antonio Dominici, y la Capilla Real de Nápoles con las bodas de María Teresa y María Luisa de Borbón con Francisco II de Habsburgo y Fernando III de Lorena, evento que se celebró el 12 de agosto de 1790. Hay además varios cuadros en témpera sobre papel, realizados por Anton Hartinger y Franz Xaver Petter, que pertenecían a María Isabel de Borbón. En una hornacina de la exedra se encuentra una estatua de mármol de Giovanni De Crescenzo que data de 1841 y representa a una Ninfa alada.

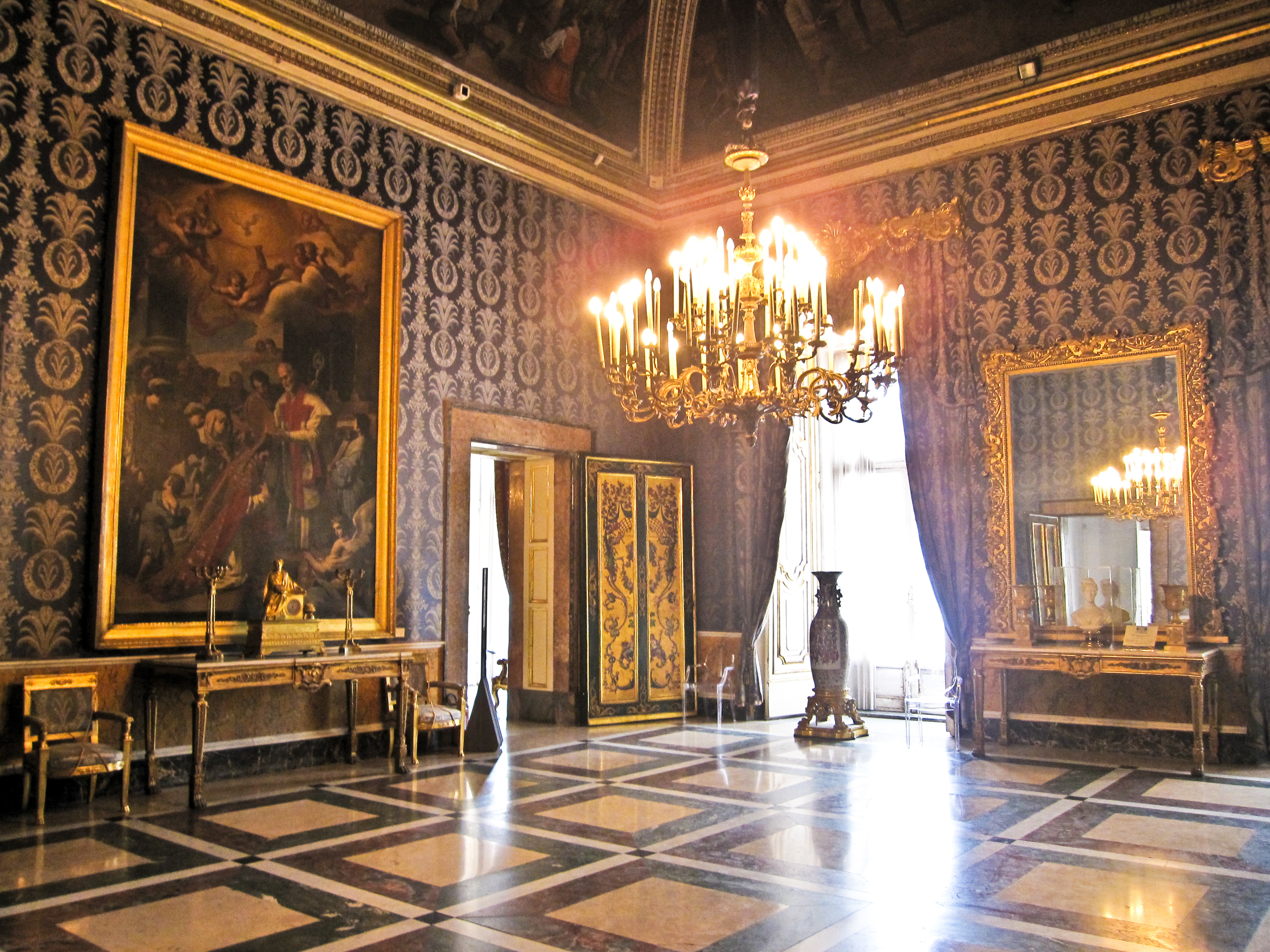
La Segunda Antecámara (sala IV).

La Segunda Antecámara (sala IV) era en época de Carlos de Borbón la "Antecámara de los Oficiales". Conserva un techo de época virreinal y estilo manierista que representa los episodios gloriosos del reinado de Alfonso V de Aragón, mismo tema que se encuentra en algunos palacios romanos construidos también por Fontana para el papa Sixto V, y fue pintada por Belisario Corenzio y su taller hacia el 1622. En las paredes están expuestas pinturas del Seicento como Vestición de san Aspreno, obra de Massimo Stanzione. Antaño también colgó la célebre Pala Colonna de Rafael, adquirida por el rey Fernando IV y que Francisco II se llevó al exilio en 1860; actualmente se encuentra en el MET de Nueva York. El mobiliario incluye una consola de fabricación napolitana de 1780, sillones y espejos decimonónicos y otros muebles de estilo Imperio trasladados aquí por la familia Murat. Además, hay relojes y candelabros del broncista Pierre-Philippe Thomire y jarrones de porcelana china del siglo XIX, que Nicolás I de Rusia regaló a Fernando II con ocasión de su viaje a Nápoles en 1845.

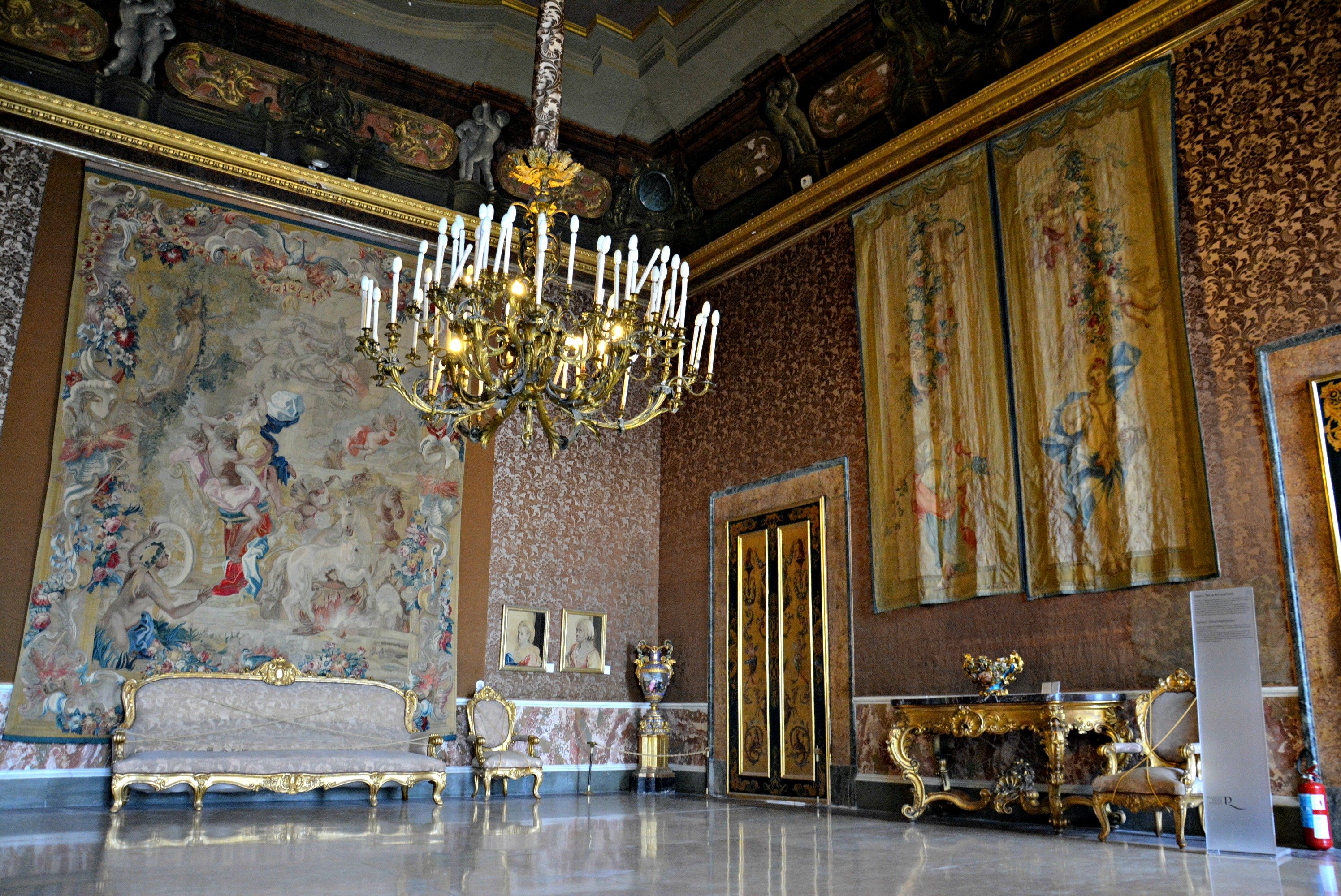
La Tercera Antecámara (sala V).

La Tercera Antecámara (sala V) se conocía en el siglo XVIII como "Antecámara de los Titulados". Su techo está decorado con un fresco de Giuseppe Cammarano, Palas Atenea coronando a la Fidelidad, realizado en 1818, y que hace referencia a la restauración de Fernando I al trono del reino de las Dos Sicilias. Las paredes están decoradas con una serie de tapices de manufactura napolitana entre los que se encuentra el Rapto de Proserpina de Pietro Duranti, realizado en 1762 a partir de un cartón preparatorio de Girolamo Starace Franchis, que fue recomendado por Luigi Vanvitelli. Este convive con otras cuatro obras, dos de Sebastiano Pieroni, la Cabeza de viejo y la Cabeza de vieja; una de Antonio Rispoli, Retrato de mujeres jóvenes con manto azul; y otra de Gaetano Leurie, Figura de mujer con pendientes. Completan las obras pictóricas de la sala el Retrato de dama de Nicholas Lanier y Lot y sus hijas de Massimo Stanzione. El mobiliario es de estilo barroco y neorrococó y consta de una consola y espejos de la segunda mitad del siglo XIX. Como adornos se observan jarrones de porcelana francesa del siglo XIX, decorados con figuras bíblicas y bailarinas de Pompeya, obra de Raffaele Giovine, quien pintó también otros dos jarrones, de 1842, de manufactura de Sèvres, colocados sobre pequeñas columnas y decorados con escenas y motivos florales.

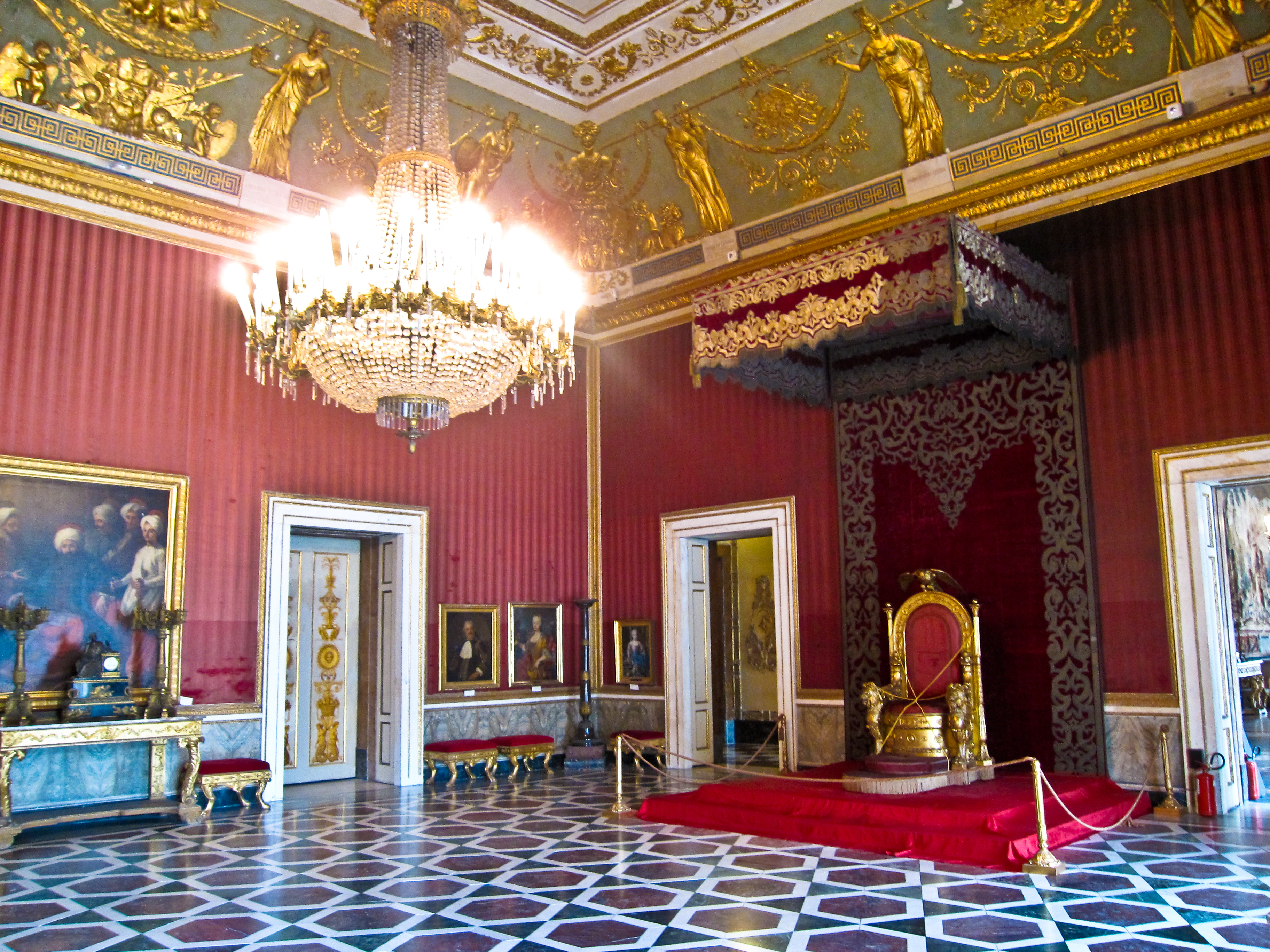
La Sala del Trono (sala VI).

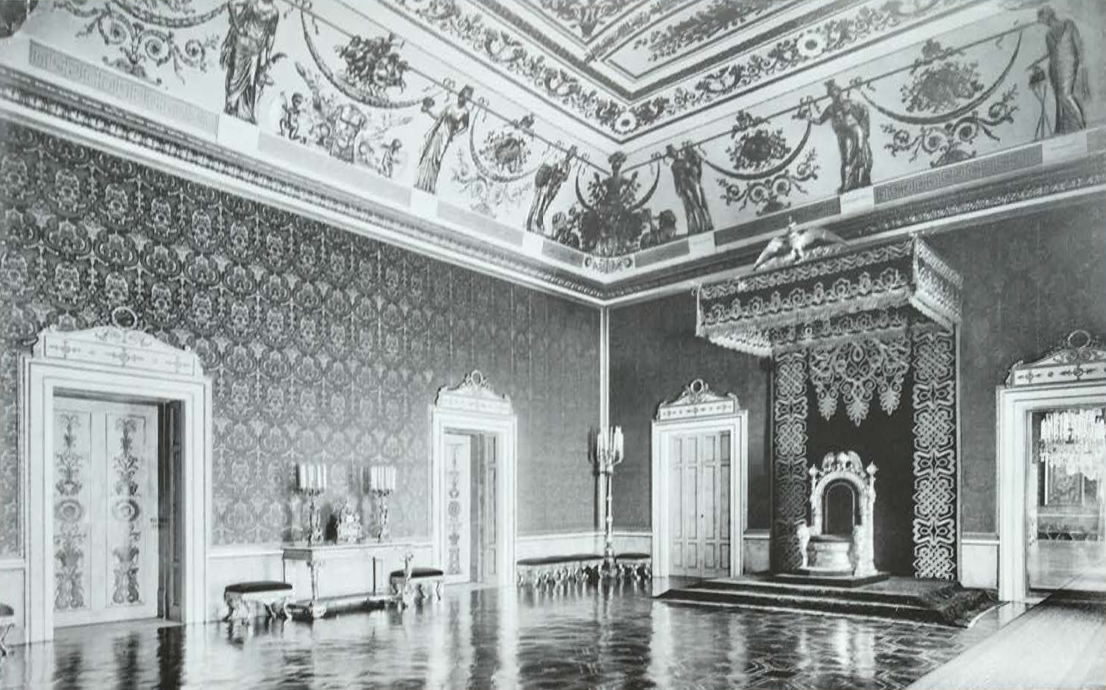
La Sala del Trono a finales de siglo.

La Sala del Trono o del Besamanos (sala IV) sufrió varios cambios decorativos a lo largo de su historia, pero su función se mantuvo inalterada (a excepción del periodo muratiano). La decoración barroca con suntuosas colgaduras y un gran fresco ilusionista fue rehecha en 1818, cuando Fernando I quiso borrar la memoria del interludio francés redecorando el espacio más simbólico del palacio. Antonio De Simone diseñó un nuevo techo estucado realizado por Valerio Villareale y Domenico Masucci que representa a las Catorce provincias del Reino de las Dos Sicilias en forma de figuras femeninas con coronas. Ese mismo año también se instaló una nueva colgadura y un dosel de terciopelo rojo bordado con flores de lis bordadas al hilo del oro. Todo ello cambió radicalmente en época de los Saboya, las lises doradas se eliminaron en 1862 y en 1877 se instaló un nuevo "brocado de Turín" y un dosel del Palacio Real de Palermo. Tras la pérdida del brocado durante la ocupación aliada, éste fue sustituido por la colgadura actual más sencilla.
Los muebles, por su parte, datan de la década de 1840 y fueron hechos en estilo Imperio en talleres napolitanos; se complementan con cuatro torchères en las esquinas de época de Murat y fabricadas en Sarreguemines, y tres sillas del siglo XVIII de madera dorada, forradas con terciopelo amaranto. El trono, también de época tardoborbónica (1850s) y de estilo Imperio, imita el trono de Napoleón Bonaparte en las Tullerías, diseñado por Percier y Fontaine. El águila en posición dominante y el escudo de armas de los Saboya fueron añadidos después de 1860. Dada la suntuosidad de sus colgaduras, el Salón del Trono no se encontraba adornado con pinturas, sin embargo desde el siglo XX en él se exhiben varios retratos reales.
Al llamado Pasadizo del General (sala VII) se accede mediante un pasillo decorado con estucos de color blanco y oro, recibió su actual aspecto neoclásico entre 1841 y 1845. Entre los lienzos expuestos destacan las Historias de Judit de Tommaso De Vivo, varias pinturas de tema religioso de artistas napolitanos y uno de François Marius Granet. En la sala se encuentra una estatua en madera de caoba y bronce del artista Thomire, que pertenecía a Carolina Bonaparte y representa a Psique. El mobiliario está compuesto por un taburete decimonónico de factura inglesa, cuyas patas tienen forma de garra de león y están adornadas en su parte anterior con reproducciones de conchas.

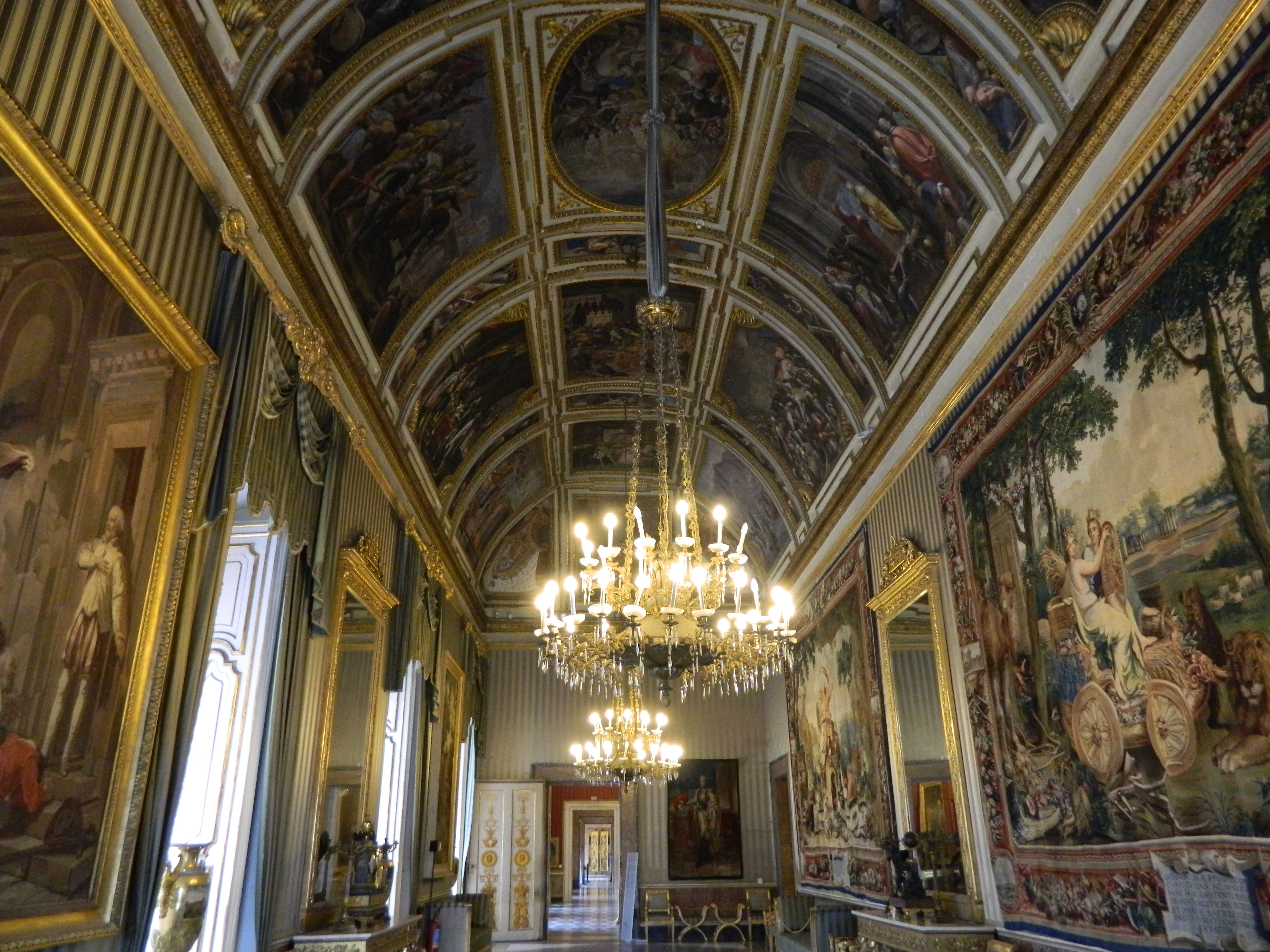
El Salón de los Embajadores (sala VIII).

El Salón de los Embajadores (sala VIII) era un espacio de transición entre los cuartos de recepción cara a la plaza y los privados cara al mar, aquí esperaban los embajadores a ser recibidos por el monarca en la sala siguiente. Fue concebida como una galería al modo francés, es decir un espacio donde el propietario exponía sus más preciadas colecciones de arte. No obstante se trataba de un espacio restringido, que en época virreinal se usaba para las reuniones del más importante órgano de gobierno, el Consejo Colateral. Precisamente de esa época datan las pinturas del techo, insertadas en catorce compartimentos rodeados de estucos dorados y que representan los grandes momentos de la Casa de Austria y varios episodios de la vida de Ferrante de Aragón. Estas pinturas, realizadas en la tercera década del siglo XVII, se atribuyen a Belisario Corenzio y a su taller, con la ayuda de Onofrio y Andrea di Lione; excepto las dedicadas a Mariana de Austria, atribuidas a Massimo Stanzione, y posteriores al 1640. En las cuatro esquinas del techo se encuentran los escudos borbónicos, aunque durante las restauraciones aparecieron, debajo de ellos, los emblemas de Fernando Ruiz de Castro, mecenas de la obra.
En origen, la estancia se encontraba decorada con gran cantidad de cuadros, no obstante entre 1829 y 1832 gran parte de la colección pictórica antigua del palacio fue enviada al Real Museo Borbonico, entonces la sala se revistió con una colgadura azul (actualmente en la Segunda Antecámara) y cuatro tapices: Alegoría del Mar y Alegoría de la Tierra de Louis Ovis de la Gira; y otros dos gobelinos con la Historia de Enrique IV datados de 1790 y adquiridos como modelo para una serie de tapices destinados al Real Casino de Carditello. El mobiliario es de estilo imperio de 1840 y destacan dos relojes de época napoleónica, decorados respectivamente con la Alegoría del tiempo y el Genio de las Artes.

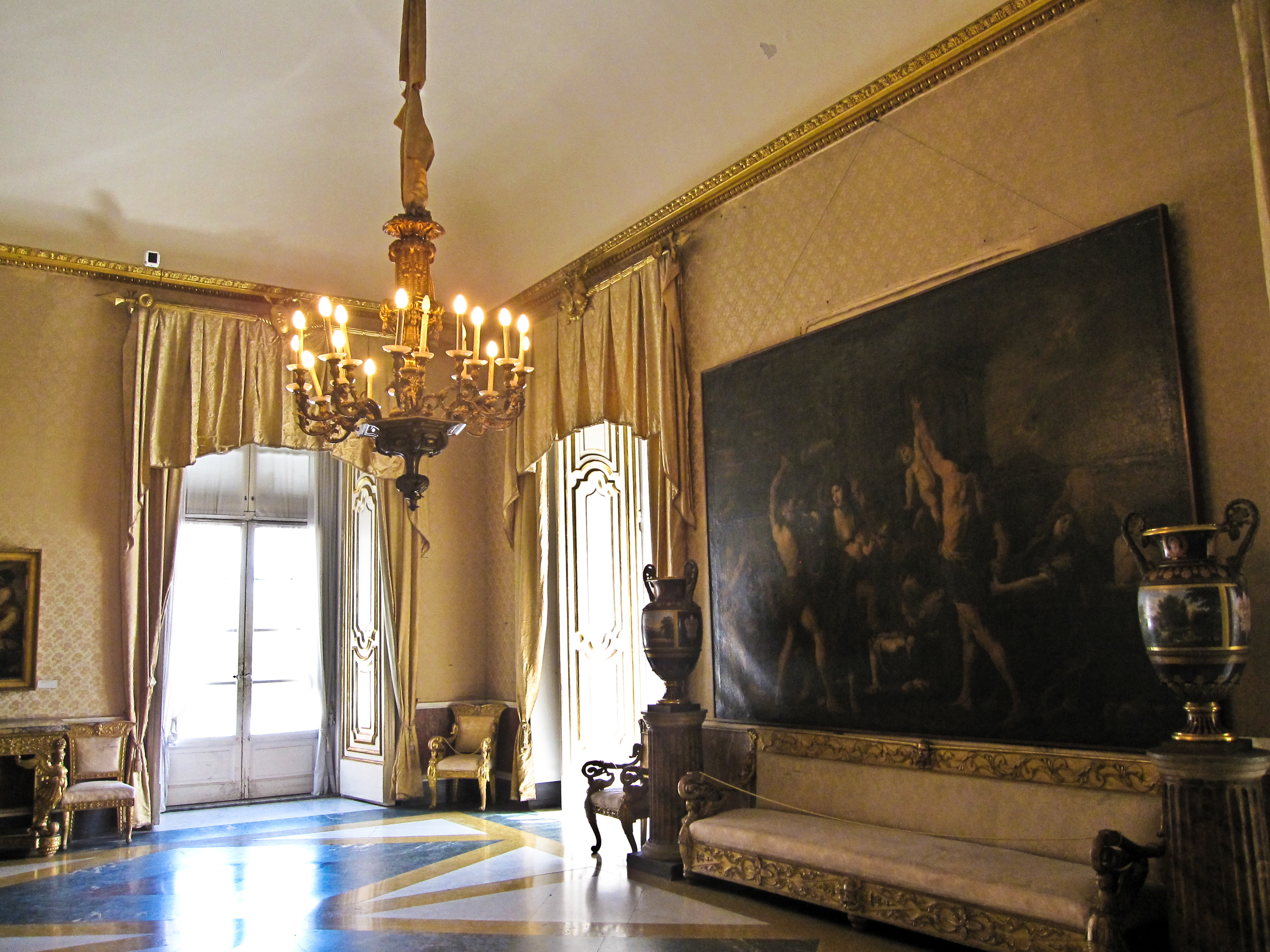
La Sala de María Cristina (sala IV).

La ahora llamada Sala de María Cristina (sala IX) en honor a la primera esposa de Fernando II, fue en época de Carlos de Borbón la "Estancia donde S.M. de viste", mientras durante el periodo francés era la "Estancia à léver", era por lo tanto un espacio semipúblico destinado a la recepciones matutinas o levers. Además, permitía acceder a los aposentos privados del rey en el Ala del Belvedere y al jardín colgante. A partir de la reforma de 1837-1844 perdió su uso habitacional y se convirtió en el "Salón del Consejo". En origen, fue decorada con un fresco de Nicolo Maria Rossi de 1737 representando el Sitio de Gaeta (1734), pero en 1763 tuvo que rehacerse la bóveda por problemas estructurales hiciéndose un nuevo fresco de El carro de la Aurora de Francesco de Mura. Desafortunadamente éste se perdió durante los bombardeos y la ocupación aliada de Nápoles (1943-1946).
Las pinturas que decoran la sala son de tema sagrado y datan de los siglos XVI y XVII, como Virgen con el Niño y Virgen con el Niño y san Juan, atribuidas a Pedro de Rubiales, quien se inspiró para su realización en la obra de Filippino Lippi; Circuncisión de Jesús, de la escuela de Ippolito Scarsella; y Matanza de los Inocentes, de Andrea Vaccaro. El mobiliario es de hacia 1840 y entre los adornos se encuentran dos jarrones de porcelana de Sèvres, decorados por Jean-Baptiste-Gabriel Langlacé con Estaciones, regalados por la duquesa de Berry a su padre Francisco I en 1830. Además, hay dos relojes, uno con la imagen de una Mujer africana, de 1795, y otro con retratos de Juan II de Francia y Felipe el Audaz.
El antiguo Oratorio particular de Rey (sala X), es una pequeña habitación situada junto a la Sala de María Cristina. En sus paredes están expuestos cinco lienzos de 1760, provenientes de la capilla real de Capodimonte. Todos ellos tienen como tema la Natividad, y fueron obra de Francesco Liani, pintor de corte durante el reinado de Carlos de Borbón. En el centro del cuarto hay un altar de madera del siglo XIX y detrás el sarcófago de cobre plateado de María Cristina de Saboya, que murió en 1836 en el parto del futuro Francisco II, fue enterrada en la basílica de Santa Clara y posteriormente beatificada.
La Sala del Gran Capitán (sala XI), debe su nombre al ciclo de frescos Historias de Gonzalo de Córdoba, de Battistello Caracciolo, que tiene como tema episodios de la conquista española del reino de Nápoles por parte de Gonzalo Fernández de Córdoba, llamado el Gran Capitán. Durante el siglo XVIII, esta estancia, que carecía de ventanas, sirvió de dormitorio al ayuda de cámara del rey. Los cuadros expuestos en las paredes provienen de la colección Farnesio y entre ellos destacan Pier Luigi Farnese, atribuido a Tiziano, una serie de epigramas figurativos obra de Otto van Veen, y un tapiz con la Alegoría de la Castidad proveniente la serie de las Virtudes Conyugales.El mobiliario data del siglo XVIII y cuenta con consolas y sofás de estilo Luis XVI, tallados por artesanos napolitanos.
La llamada Sala de los Flamencos (sala XII) era, como la estancia anterior, un espacio oscuro y sin iluminación directa en el siglo XVIII, servía como antecámara trasera. Con las reformas de mediados del siglo XIX se convirtió en un espacio de recepción y en 1840 Gennaro Maldarelli pintó en el techo Tancredo devuelve a Constanza al emperador Arrigo VI siguiendo una estética neogótica con referencias a la antigua historia de Sicilia. Rodean el techo elaborados estucos de la misma época con escudos de las cuatro provincias napolitanas. La sala se llama así debido a las numerosas pinturas flamencas del siglo XVII que la adornan, y que fueron compradas por Domenico Venuti para Fernando IV en 1802 en Roma. Entre los adornos muebles se encuentra un reloj del 1730 de Charles Clay, con un organillo mecánico en su interior capaz de producir diez tonos diferentes; y una mesa jardinière con vistas de las residencias rusas y una jaula para pájaros realizada por la fábrica Popov de Gorbunovo en Moscú, que fue regalada a Fernando II durante el viaje del zar Nicolás I a Nápoles en 1846.

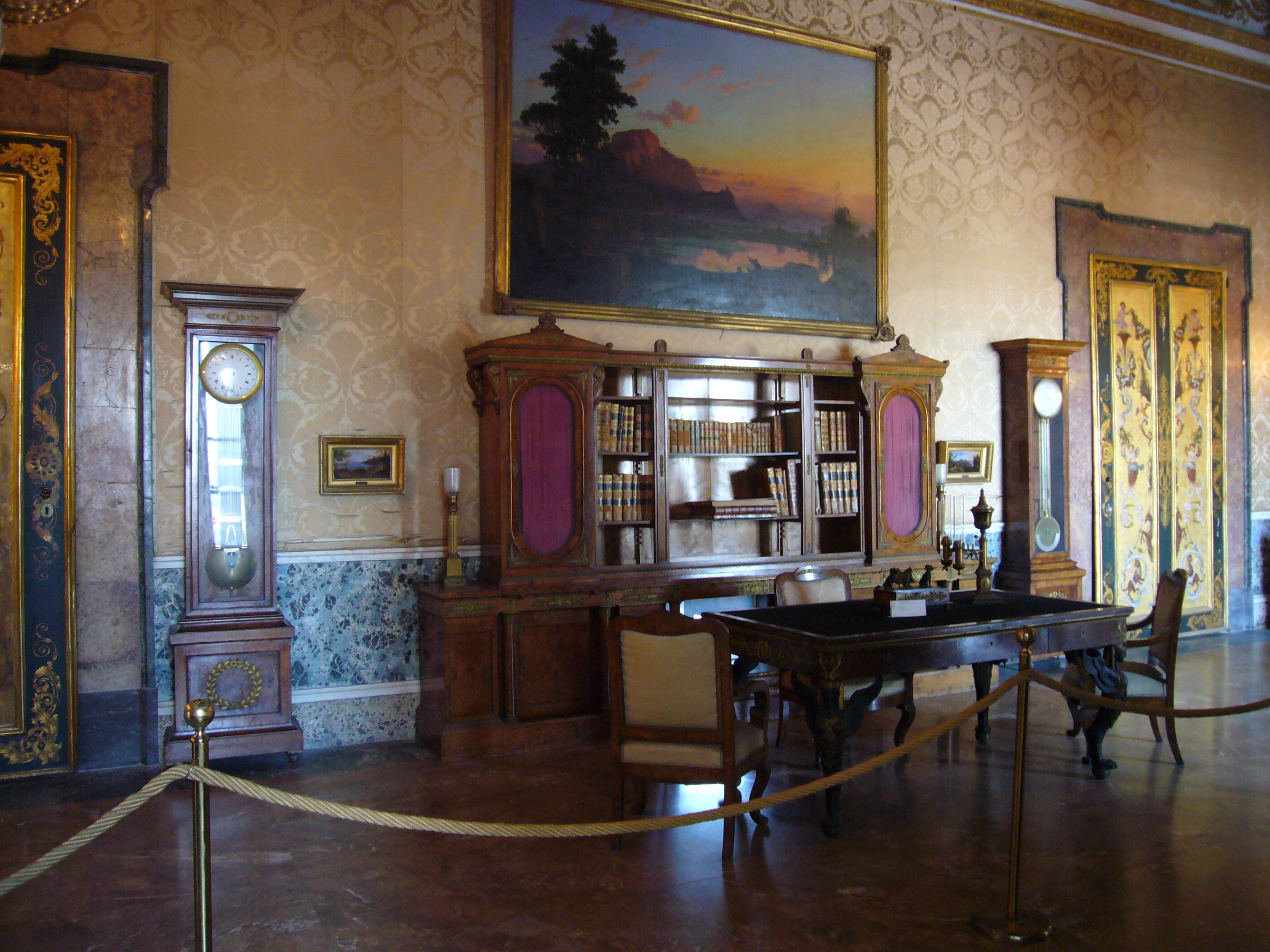
El Despacho del Rey (sala XIII).

Lo que hora se conoce como el Despacho del Rey (sala XIII) es una creación moderna. Bajo Carlos de Borbón este espacio lo ocupaban dos estancias sin ventanas: un trascuarto y la escalera que subía a los cuartos de las camaristas. La reforma de Genovese cambió radicalmente el espacio, reconvertido en una lujosa sala de paso hacia el "Apartamento de Etiqueta de la Reina". Fue también Gennaro Maldarelli quien pintó en 1840 otro fresco neogótico, en este caso el Desembarco de Roger el Normando en Otranto. En la década de 1920, en esta sala se instalaron los muebles provenientes del despacho de Fernando II en el ala oriental, desalojada para albergar la Biblioteca Nacional. Dichos muebles (escritorio, cómoda y secrétaire) fueron realizados por el ebanista parisino Adam Weisweiler y el broncista Pierre-Philippe Thomire entre 1808 y 1811 para los aposentos de Napoléon en el Palacio del Quirinal. En 1814, tras la caída del imperio francés, Murat ordenó trasladarlos a Capodimonte. El resto de la decoración se complementa con dos jarrones de porcelana de Sèvres regalados en 1817 por Luis XVIII y decorados con retratos de dicho soberano y de su hermano el conde de Artois; y un reloj y un barómetro de 1812, también franceses.
La denominada Sala de los Guardias de Corps (sala XXIX) se conocía en el siglo XVIII como "Sala oscura", dada su ausencia de ventanas. Actualmente está decorada con tapices: el ciclo de tapices Alegoría de los elementos (1740-1746), inspirada en los modelos de la Fábrica de Tapices Gran Ducal de Florencia; y un tapiz que representa la Alegoría de la Inocencia proveniente de la serie de Virtudes Conyugales. Del mobiliario destacan los taburetes con patas con forma de espadas entrecruzadas de época de Murat, un reloj de Bailly de 1812 con una escultura de Thomire que representa la Meditación, y sobre una consola, un busto de cera de la reina María Carolina de Austria.

### Apartamento de la Reina
Actualmente, esta enfilada de estancias cara al mar se visita en sentido inverso, entrando por los espacios más íntimos y saliendo por las salas más públicas. Luego se hace el recorrido en sentido contrario por la hilera de trascuartos, situados cara al patio.

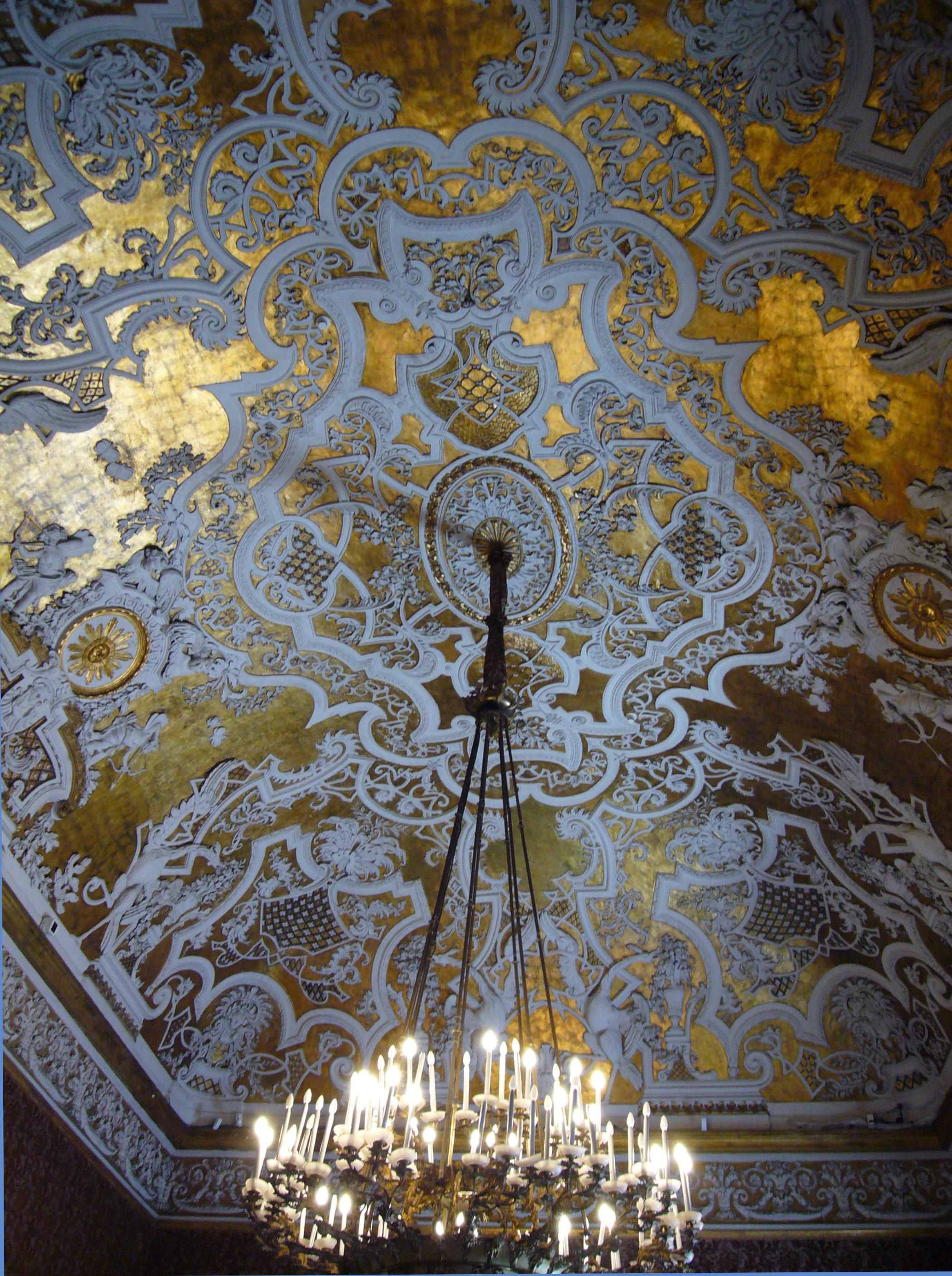
El techo rocalla del Cuarto Salón de la Reina (sala XIV).

El Cuarto Salón de la Reina (sala XIV) recibió esta denominación tras la reforma de Genovese, pues en el siglo XVIII fue la "Estancia de la alcoba de la Reina". El alcoba con la cama se situaba donde ahora está la puerta central (sala XXVII), al lado de la cual había dos pequeños pasos que conducían a los trascuartos, el de la izquierda servía de cabinet o retrete (sala XXXIV) y el de la derecha de oratorio (sala XXXVI). Precisamente de época carolina es el techo estucado de estilo rococó obra de Giovanni Battista Natali, en él figuran palomas, símbolo de la fidelidad conyugal, putti que disparan flechas de amor, hipogrifos y jarrones con flores. En las paredes hay cuadros de la escuela napolitana de los siglos XVII y XVIII, entre ellos Orfeo y las bacantes y Encuentro de Raquel y Jacob, de Andrea Vaccaro, y dos lienzos de Luca Giordano provenientes de la iglesia de Santa Maria del Pianto. Los muebles napolitanos estilo Imperio datan de 1840-41, el reloj con carillón es inglés del siglo XVIII, mientras que el tablero de la mesa es de piedras duras, fue fabricado por el Opificio delle pietre dure de Florencia y regalado por Leopoldo II de Toscana a Francisco I.

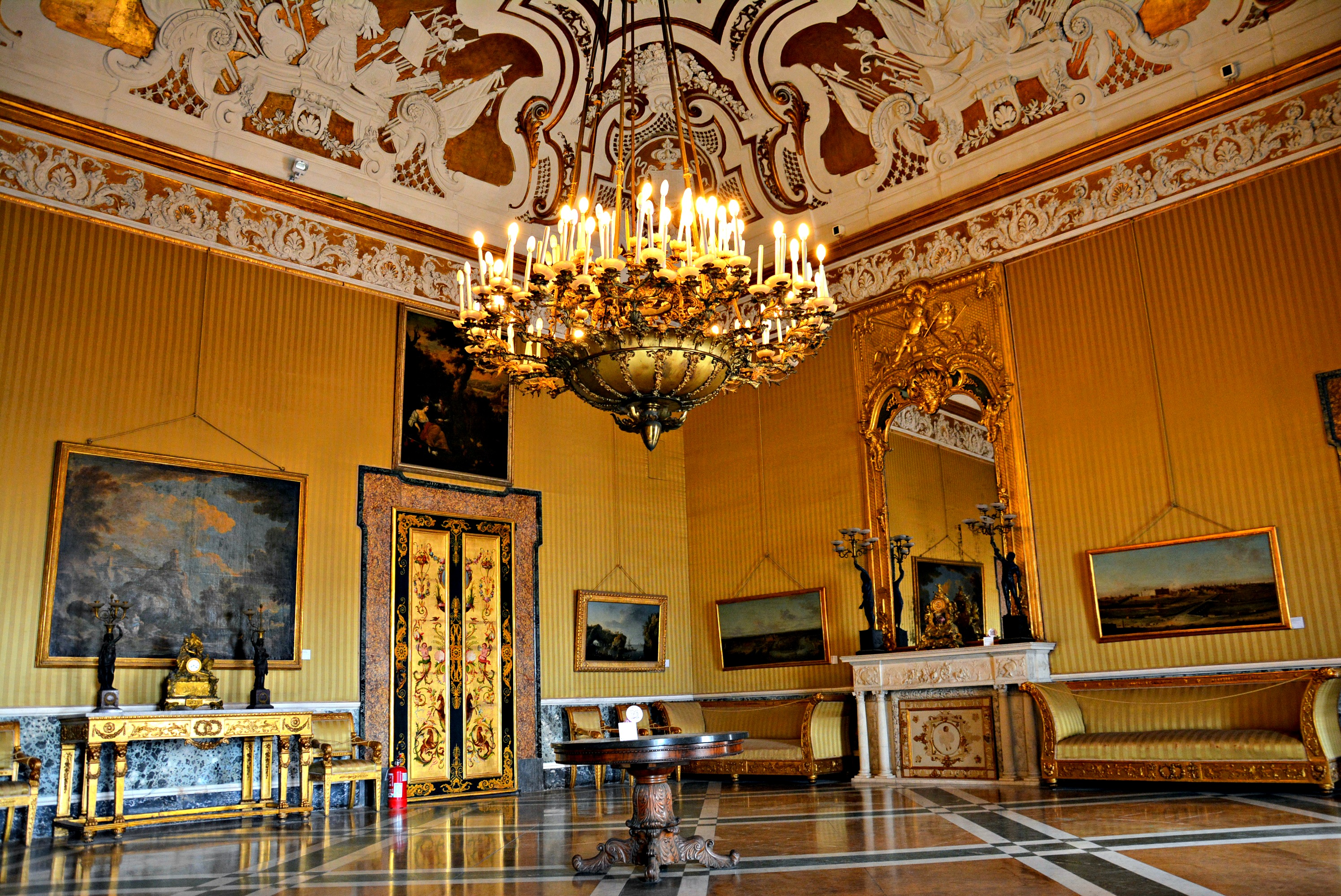
El Tercer Salón de la Reina (sala XV).

El Tercer Salón de la Reina (sala XV) fue la "Sala del Besamanos" de María Amalia de Sajonia y María Carolina de Austria, y también conserva un techo rocalla de estucos blanco y oro con representaciones de panoplias. También es denominada Sala de los Paisajes debido los cuadros de paisajes de los siglos XVI al XIX que se exponen; como obras de Pieter Mulier, representaciones de palacios reales españoles de Antonio Joli, pintura de crónica de Jakob Philipp Hackert, los Puertos marítimos de Orazio Grevenbroeck, Puesta de la primera piedra de la basílica de San Francisco de Paula de Aniello de Aloysio, y Entrada en Nápoles de Fernando I de Paolo Albertis. El mobiliario Imperio data de 1840, al igual que la chimenea, que reproduce el mosaico de la batalla entre Darío y Alejandro Magno en la casa del Fauno de Pompeya; en el centro de la sala hay una mesa de mármol y piedras blandas de Giovanni Battista Calì con una representación de Nápoles vista desde el mar y Fernando II en uniforme militar.

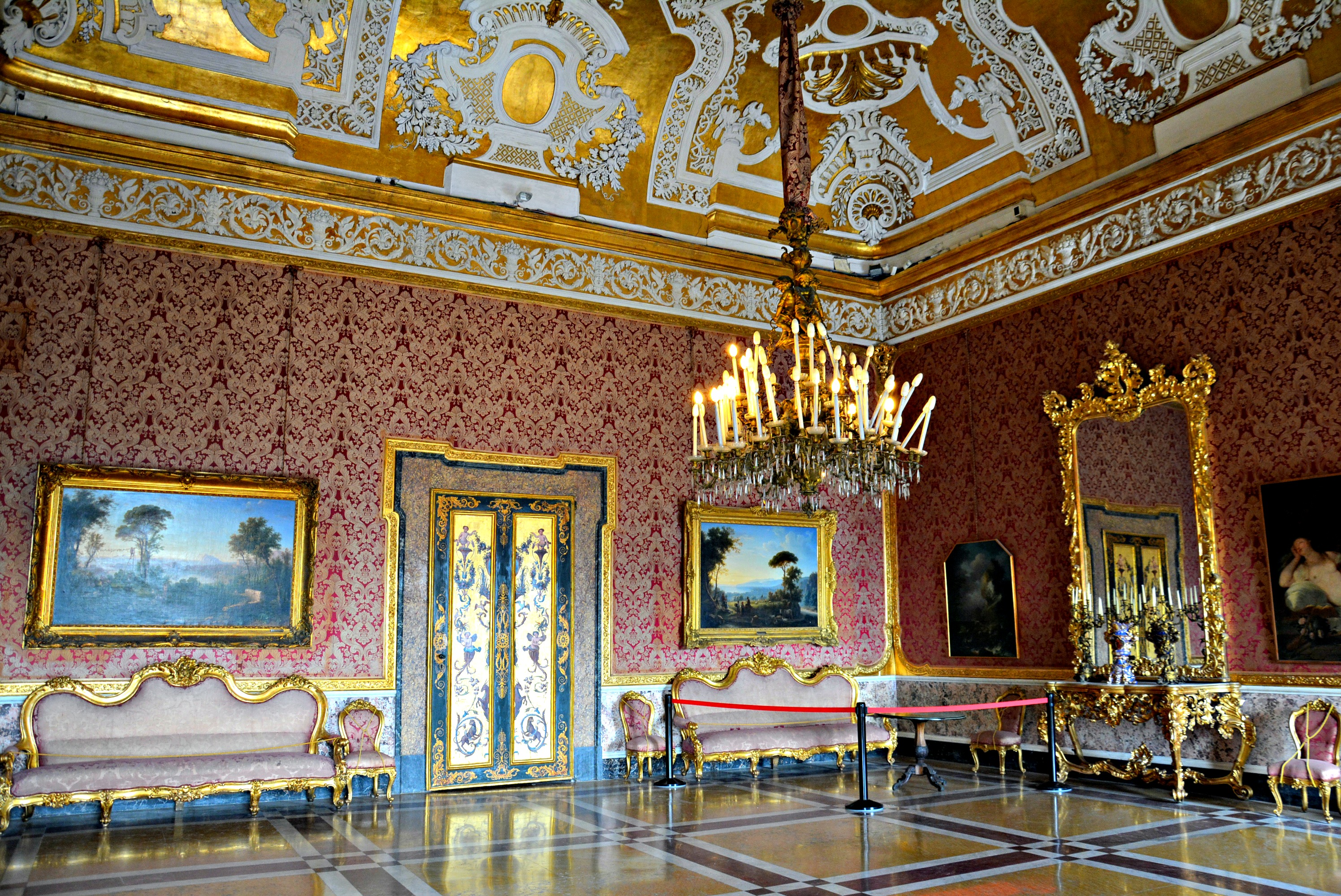
El Segundo Salón de la Reina (sala XVI).

El Segundo Salón de la Reina (sala XVI) sirvió de "Antecámara de la Reina" en el siglo XVIII y de nuevo conserva un techo de estilo rococó en estuco blanco y oro. En las paredes hay cuadros como Venus, Eros y un sátiro y Batalla de Horacio Cocles de Luca Giordano,  Perseo y Andrómeda y Rapto de Europa de Ilario Spolverini; dos representaciones de batallas de Pietro Graziani; Naufragio fantástico de Leonardo Coccorante; y dos lienzos con el mismo tema, Nocturno con incendio de Troya, atribuidos a Diego Pereira. El mobiliario, en este caso, es de estilo neobarroco y fue añadido por los Saboya a finales del siglo XIX, mientras que la chimenea de mármol es de época de Genovese.

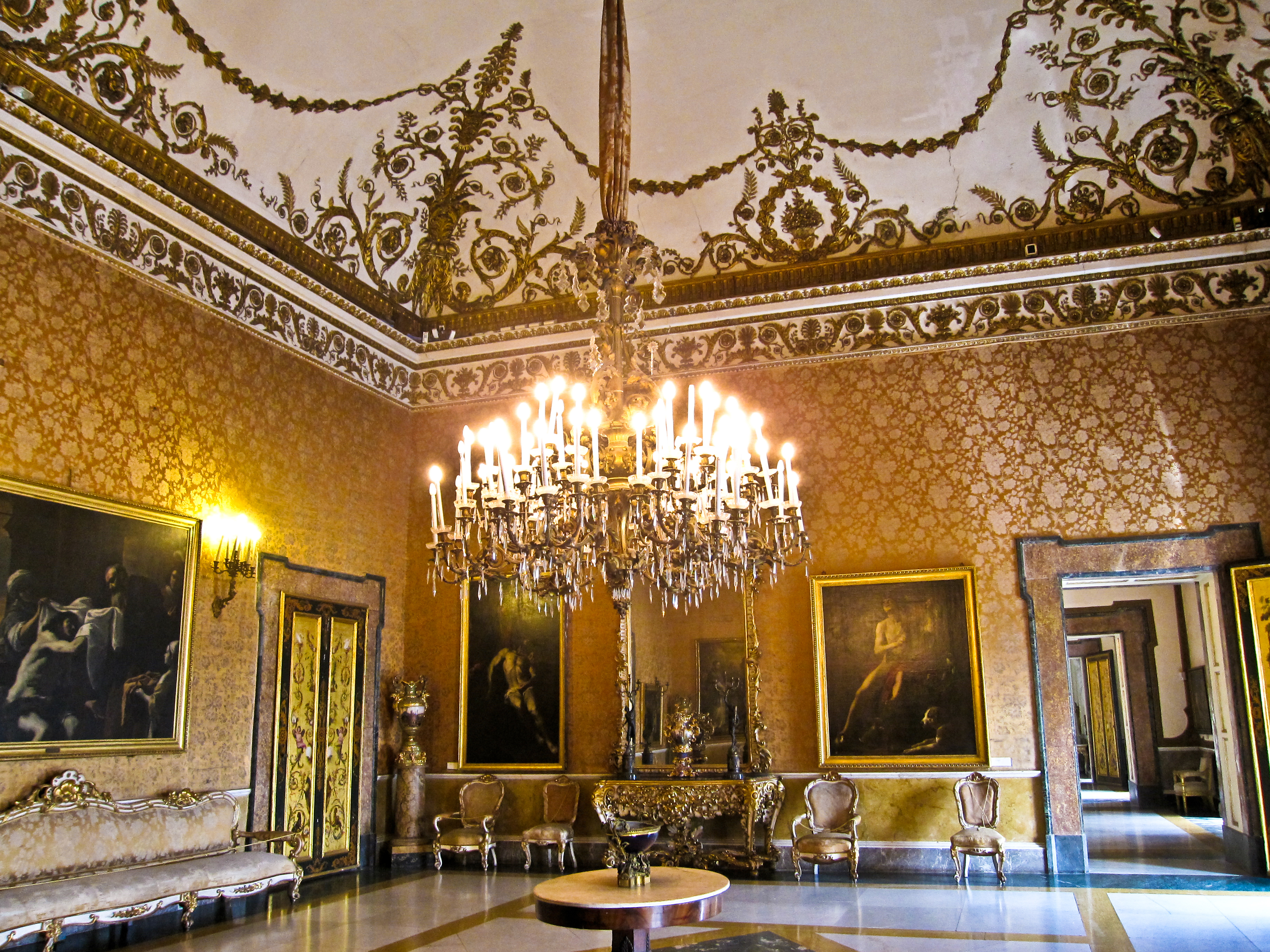
El Primer Salón de la Reina (sala XVII).

El Primer Salón de la Reina (sala XVII) era la "Sala de la Guardia de Corps de la Reina" en el siglo XVIII, pero tuvo que ser completamente reconstruido tras el incendio de 1837, de esa época data el techo de Gaetano Genovese, muy parecido al de las dos estancias siguientes y a los del ala oriental. En las paredes hay cuadros del siglo XVII de la escuela italiana y otras escuelas europeas pertenecientes a la antigua colección del palacio: Regreso del hijo pródigo de Mattia Preti, Orfeo de Gerard van Honthorst, San Jerónimo de Guercino, datado en 1640, y Disputa de Jesús entre los doctores de Giovanni Antonio Galli. El mobiliario napolitano neobarroco en blanco y oro, compuesto por un sofá «extragrande», sillones y una consola, data de época de los Saboya; y el reloj francés con una estatua en porcelana de María Estuardo, de 1840 aproximadamente.
La Segunda Antesala de la Reina (sala XVIII) presenta un techo en estuco blanco y oro de la reforma de Genovese bajo Fernando II, mientras que los muebles son del reinado de Joaquín Murat, de fabricación napolitana, y el jarrón chino del siglo XVIII. Las pinturas expuestas en la sala pertenecen a la colección Farnesio y son en su mayoría de artistas emilianos del siglo XVII.
La Primera Antesala de la Reina (sala XIX) ha recibido posteriormente el nombre de Sala de los Bodegones debido, precisamente, a los bodegones que cuelgan de sus paredes, un género muy extendido en Nápoles durante los siglos XVIII y XIX. Muchos provienen de las casas de campo y las residencias de caza de los reyes borbónicos. El mobiliario está compuesto por consolas napolitanas de estilo imperio del siglo XIX, jarrones de porcelana de Sèvres de estilo rococó y una mesa doble.

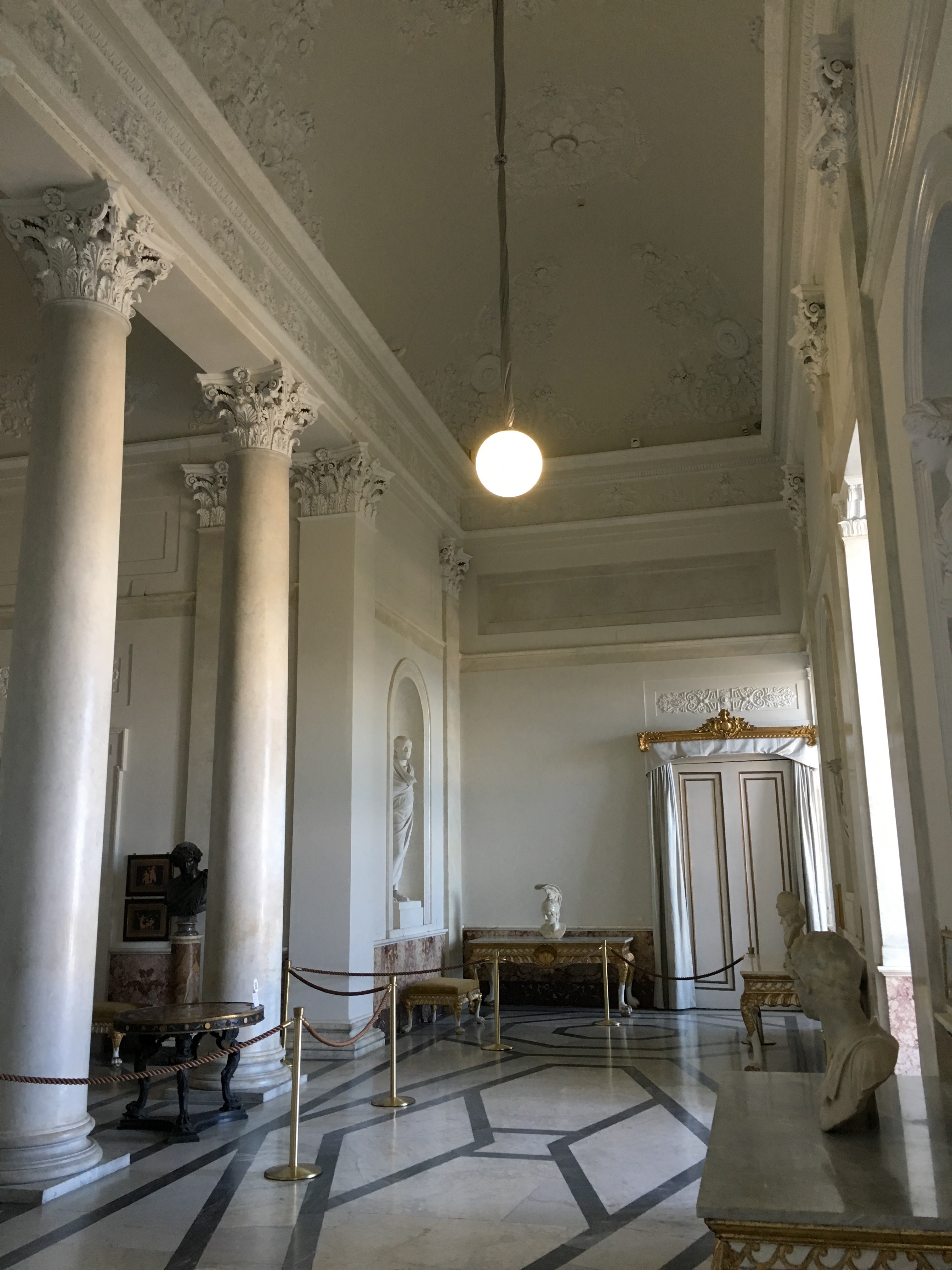
El Vestíbulo (sala XX).

El Vestíbulo (sala XX) es un gran espacio neoclásico situado en el centro de la fachada sur del palacio. Fue creado durante la reforma de Genovese (1837-1844), que concibió un espacio en forma de T articulado a través de columnas y pilastras corintias. Constituía el fulcro del palacio, conectando el "Apartamento de Etiqueta de la Reina", la Escalera de Invitados, el jardín colgante y el ala oriental del palacio. La bóveda está revestida en estuco blanco y en las paredes hay cuatro hornacinas que albergan copias en yeso de esculturas romanas. El resto de obras expuestas también hacen referencia a la cultura neoclásica: grabados inspirados en las escenas de los jarrones griegos de la colección Hamilton, realizados por Wilhelm Tischbein entre 1791 y 1795; y tres témperas preparatorias para el libro de grabados Le Antichità di Ercolano Esposte, de 1757 y 1792; mobiliario Biedermeier; o una mesa neopompeiana de bronce y mármol decorada con sátiros que sostienen conchas (en origen medallones-retrato de la familia real) regalo de la reina María Isabel a su esposo Francisco I por su cumpleaños del 4 de octubre de 1827. Además, hay un reloj astronómico con forma de templete, un reloj francés de época napoleónica con esmaltes de Coteau, el busto de bronce Antínoo como Dioniso de Guglielmo Della Porta, y las esculturas de mármol Roma Aeterna de Pietro Tenerani y Aquiles con el casco de un discípulo de Thorvaldsen.

### Galería y Salón de Hércules
La denomina Galería (sala XXI) da directamente hacia el Patio de los Carruajes y, como el cercano Vestíbulo (sala XX), era un nexo de unión entre el núcleo occidental del palacio y el ala oriental. Los espejos en las paredes están colocados entre pilastras de estilo neoclásico, mientras que el mobiliario se compone de consolas de finales del siglo XVIII de color blanco y oro, además de sillones que datan del decenio francés, un centro de mesa de bronce dorado y porcelanas francesas del siglo XIX.

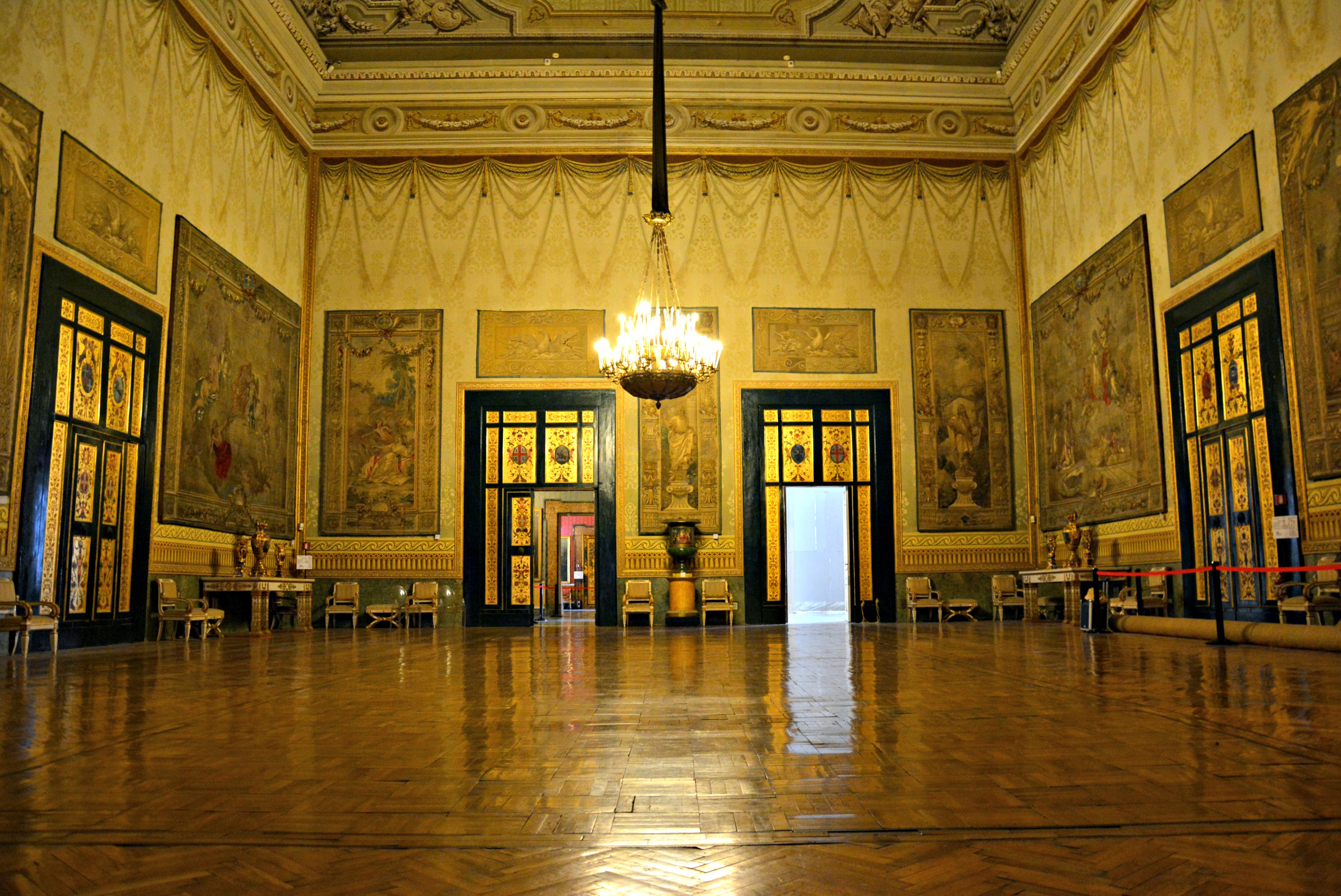
El Salón de Hércules (sala XXII).

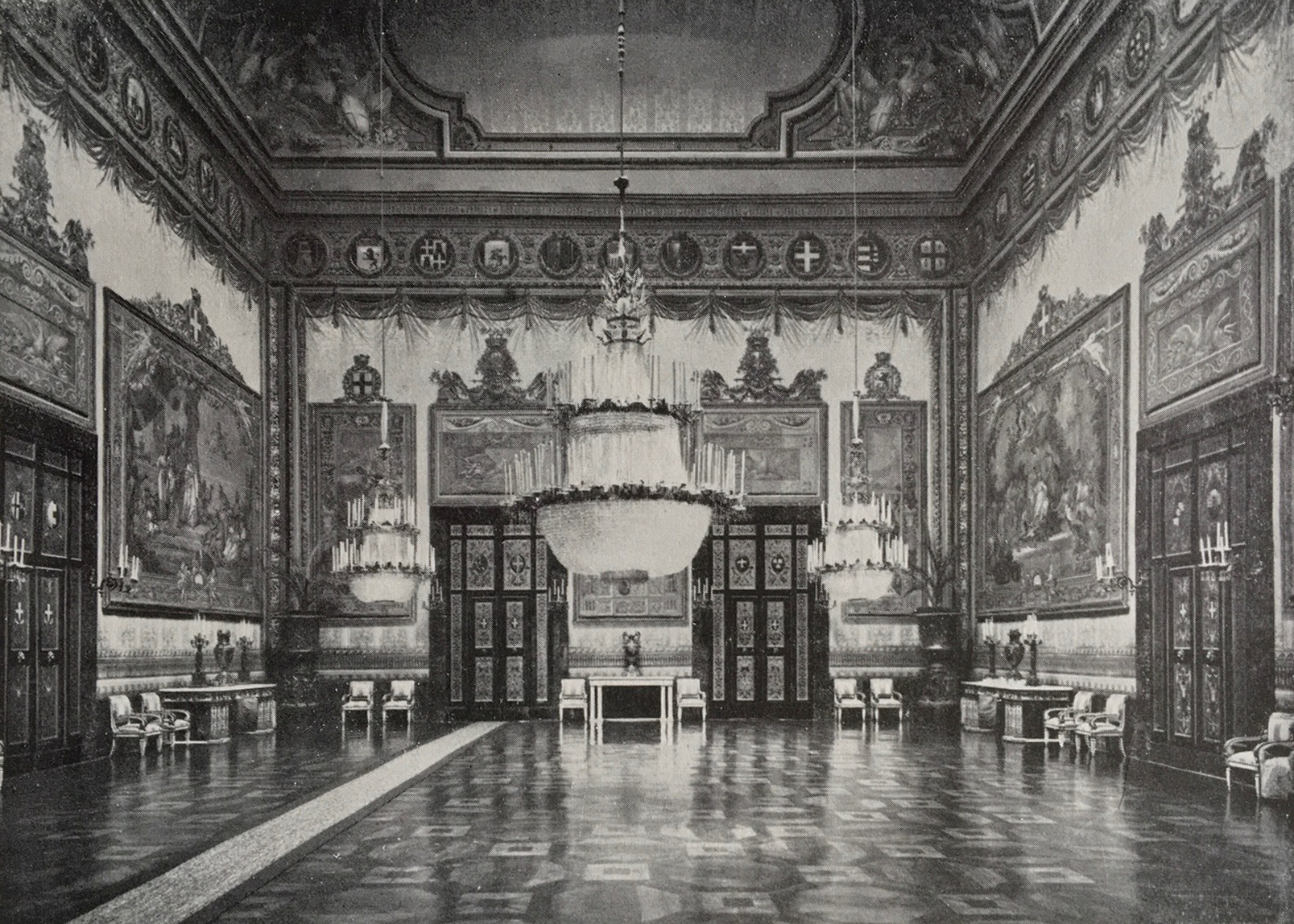
El Salón de Hércules hacia 1900.

El Salón de Hércules (sala XXII) no existía en el proyecto original de Domenico Fontana, siendo añadida a partir de 1648 por el virrey Iñigo Vélez de Guevara e inaugurada en 1652 con motivo de los festejos por el fin de la Guerra dels Segadors. Se decoró entonces con una serie de retratos de los virreyes españoles desde 1503 obra de Massimo Stanzione, luego proseguida por Paolo De Matteis, recibiendo por ello el nombre de "Sala de los Virreyes". Como la "Sala Regia" (sala I) se usó para grandes festejos y celebraciones teatrales. Bajo el reinado de Murat, entre 1807-1809, el arquitecto Antonio De Simone redecoró completamente el espacio, retirando los retratos y convirtiéndolo en un antiquarium con yesos de la colección de antigüedades como el Hércules Farnesio, del cual tomó el nombre.
A partir de 1866 fue de nuevo redecorada con un friso con los escudos de las provincias de la Italia unificada (destruido durante los bombardeos aliados), el escudo de los Saboya y una serie de tapices de Historias de Eros y Psique fabricados entre 1783 y 1789 por la Real Fábrica de Tapices de Nápoles. Los tapices, en un estilo tardorococó que anuncia el neoclasicismo, se inspiran en la fábula de Apuleyo y fueron realizados por Pietro Duranti a partir de cartones de Fedele y Alessandro Fischetti.
También decora la sala una alfombra francesa de la segunda mitad del siglo XVII hecha por la Manufactura de la Savonnerie para el Louvre y posteriormente trasladada a Nápoles por Murat; presenta motivos vegetales y animales, a los que se añaden las cuatro partes del mundo y las insignias de Francia y Navarra. Los muebles y adornos son: consolas de estilo neoclásico que provienen de la Primera Antecámara (sala II) antes de la reforma de 1862; un reloj con marquetía Boulle, decorado con un Atlante que sostiene el globo terráqueo, obra de Isaac Thuret; un jarrón de porcelana verde de Sèvres con una viñeta que representa a Homero entre los alfareros de Samos, de Antoine Béranger, donado a Francisco I en 1830; y dos jarrones neorocalla "extragrandes" de Limoges de 1847, provenientes del Salón del Baile del ala oriental y que fueron pintados en Nápoles por Raffaele Giovine con escenas que ilustran la abdicación de Carlos de Borbón en favor de Fernando IV en 1759.

### Trascuartos de la Reina
Esta enfilada de estancias privadas y de servicio de la soberana se situaba detrás de la principal, cara al patio de honor. Actualmente presenta una recopilación de muebles y cuadros de distintas épocas provenientes de diferentes zonas del palacio.

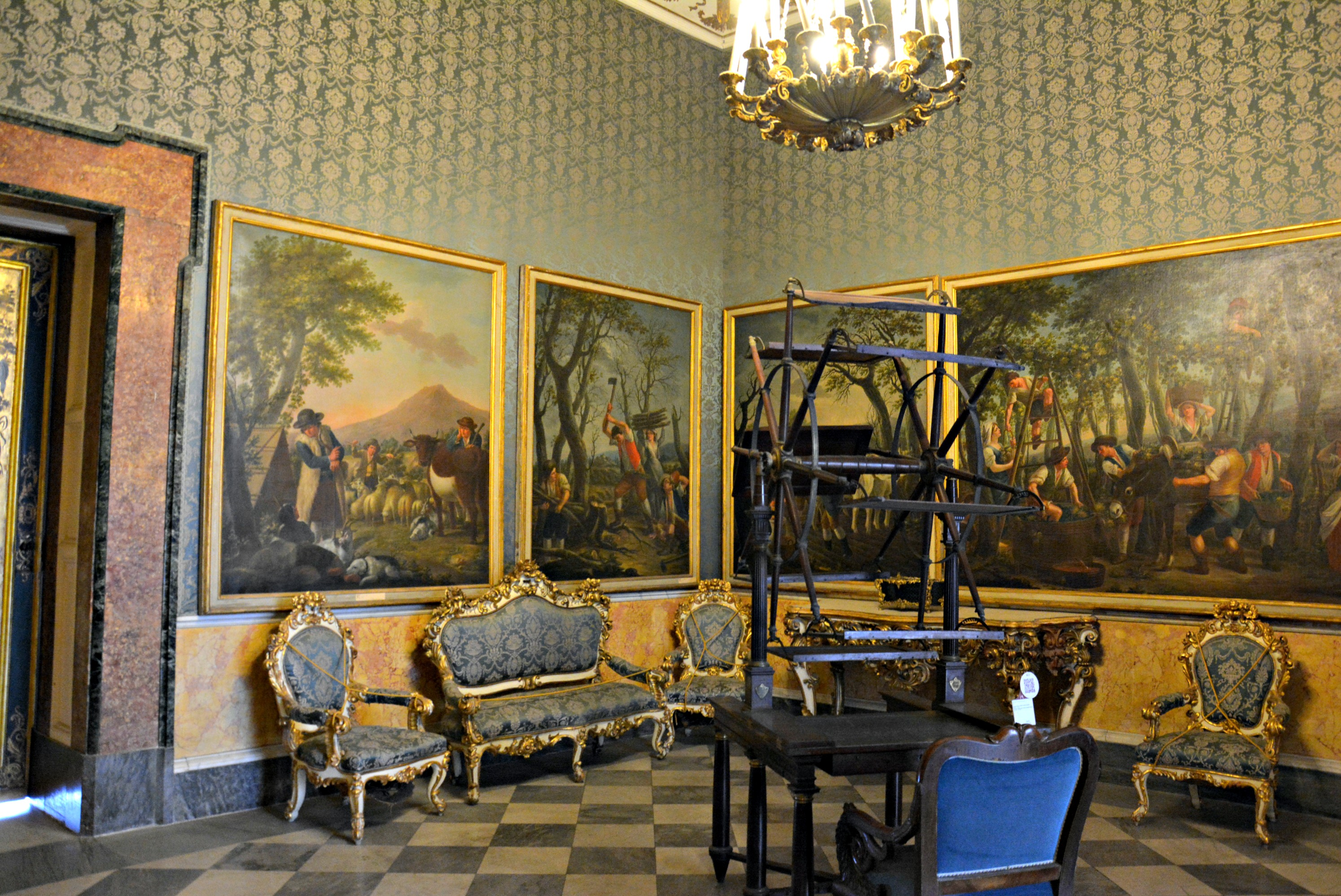
El primer trascuarto (sala XXIII).

El primer trascuarto (sala XXIII) tiene un techo estilo neoclásico diseñado por Genovese. En las paredes están expuestos seis lienzos de las Estaciones y el trabajo en los campos obra de Francesco Celebrano y provenientes del Palacio Real de Carditello. Los muebles son de estilo neobarroco y de fabricación napolitana. En el centro de la sala hay un atril giratorio, típico de los monasterios, realizado por Giovanni Uldrich en 1792. Proviene de la biblioteca de María Carolina de Borbón y permitía consultar al mismo tiempo varios libros, colocados en ocho pisos colgantes que se podían acercar al escritorio girando una manivela.

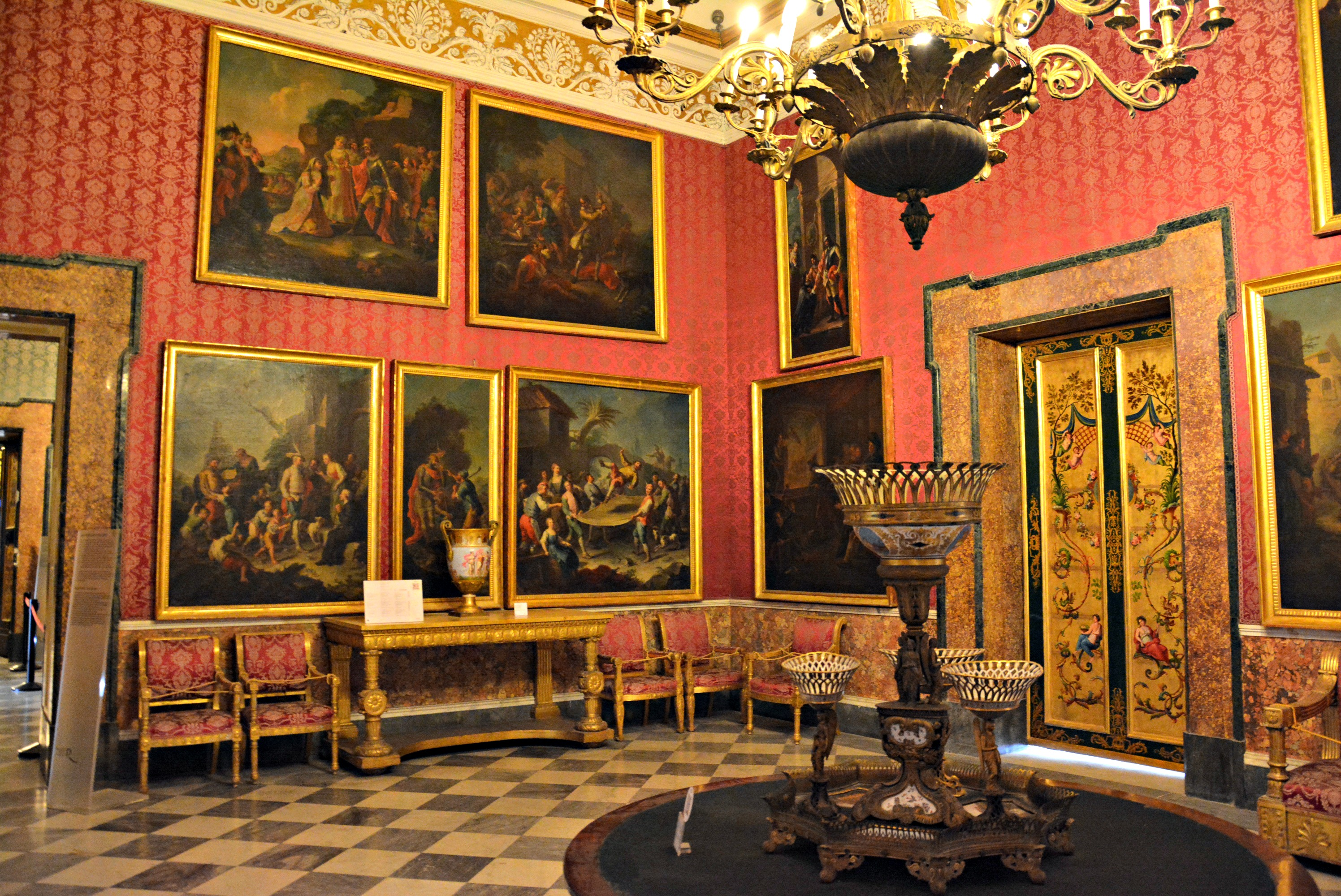
El segundo trascuarto (sala XXIV), dedicado a don Quijote.

El segundo trascuarto (sala XXIV) sirvió en el siglo XVIII como gabinete donde guardar la colección de porcelana de la reina, y aún conserva el techo rocalla de estucos dorados y blancos del siglo XVIII. Ahora está dedicada a don Quijote ya que en ella cuelgan diecinueve lienzos preparatorios, de treinta y ocho realizados, que tienen por tema las Historias de don Quijote y sirvieron como modelo para una serie de tapices, tejidos entre 1758 y 1779 por Pietro Duranti en la Real Fábrica de Tapices de Nápoles; fueron encargados por Carlos de Borbón para el dormitorio del rey del Palacio Real de Caserta y posteriormente trasladados al Palacio del Quirinal de Roma. Los muebles datan del primer quindenio del siglo XIX. La sala está adornada con dos jarrones de porcelana de Sèvres, decorados por Etienne Le Guay con una Alegoría de la Música y de la Danza de 1822; y un centro de mesa de porcelana y latón dorado, con placas de porcelana pintadas por Raffaele Giovine con los palacios reales de Nápoles, Capodimonte y Caserta, donado a Fernando II por el Ayuntamiento de Nápoles con ocasión de la promulgación de la Constitución de 1848.
El tercer y último trascuarto (sala XXV) también conserva el techo rocalla con motivos reticulares de la segunda mitad del siglo XVIII. En las paredes están colocados lienzos de paisajes y costumbristas de pintores activos en Nápoles en el siglo XIX. Además, también se pueden observar tapices como Alegoría del Aire, del Agua y de la Tierra de Domenico Del Ross realizados por la Real Fábrica de Tapices de Nápoles entre 1746 y 1750, e inspirados en los de la Fábrica de Tapices Gran Ducal de Florencia. El mobiliario está compuesto por consolas inglesas del siglo XVIII, pintadas en blanco y oro; taburetes con patas de cabra que datan del reinado de Joaquín Murat; muebles (escritorio y librería neogótica franceses de 1830s) del despacho de René Ilarie Degas (abuelo de Edgar Degas) en el Palazzo Pignatelli di Monteleone, donados en 1993 por Nicola Jannuzzi y Olga Guerrero de Balde; y el Retrato de Therèse Aurore Degas de Joseph-Boniface Franque.
El ahora llamado Paso de la Reina (sala XXVI) es uno de los pasos laterales de su alcoba (sala XXVII) que comunicaban el anterior trascuarto con su dormitorio (sala XIV), en el siglo XVIII sirvió como oratorio privado. En 1990, durante una restauración, se eliminó el falso techo, sacando a la luz un fresco que representa la Alegoría de la unión matrimonial, pintado por Domenico Antonio Vaccaro con ocasión de la boda de Carlos de Borbón y María Amalia de Sajonia en 1738, como testimonia la firma y la fecha presentes en el fresco y las peticiones de pago del artista en 1739. De estilo rococó con trazos neomanieristas, la obra se cubrió en torno a 1837 cuando las habitaciones privadas se trasladaron a la segunda planta. Las pinturas tienen tema literario y romántico, como Infierno de Dante de Tommaso De Vivo y Tasso en Sorrento de Beniamino De Francesco. Entre el mobiliario destaca una mesa de taracea sorrentina.
La Alcoba de María Amalia de Sajonia (sala XXVII) contenía la cama de la soberana, y estuvo abierta hasta 1837 con un gran arco al dormitorio (sala XIV). Su techo fue decorado en el curso del siglo XIX con estucos, cubriendo los frescos precedentes realizados en 1739 por Nicola Maria Rossi. Entre los cuadros de costumbres napolitanas expuestos cabe mencionar Dos pescadores de Orest Adamovič Kiprenskij, presentado en la Exposición Napolitana del 1829; Bandida herida de Luigi Rocco del 1837; Bendición pascual de Raffaele D'Auria; y Pescador adormilado, de Salvatore Castellano.
El llamado Boudoir de la Reina (sala XXXIV) es el otro paso lateral que comunicaba con su dormitorio (sala XIV), en origen servía de retrete. También tras la demolición del falso techo salió a la luz otro fresco de Domenico Antonio Vaccaro que representa la Alegría de la Majestad Regia con la Paz, la Fortuna y el Dominio. En las paredes están colocadas varias obras chinas o chinescas provenientes de la Villa Favorita de Resina como: una serie de pequeñas acuarelas dibujadas en Cantón a mediados del siglo XVIII que reproducen los temas tratados en un texto chino, el Gengzhitu, como el cultivo del arroz, la producción de porcelana y la manufactura de la seda; o representaciones de un Mandarín y una Dama china a tamaño natural, obra de Lorenzo Giusto de 1797. En las vitrinas hay orinales, servicios de escritorio, instrumentos de la Imprenta Real, fragmentos de pavimento, un escritorio de granito y mármol con forma elíptica y una mesa de pórfido.
La sala XXVIII es un pasadizo.

## La Capilla Palatina
La actual Capilla Palatina (sala XXX) es una recreación interpretativa realizada tras los bombardeos de la Segunda Guerra Mundial.

### La capilla barroca

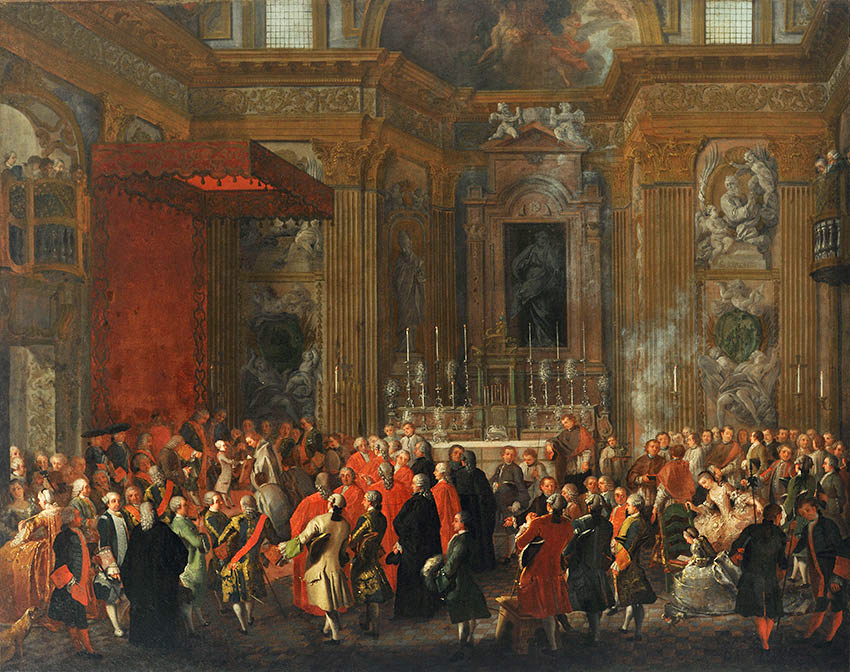
La Capilla Palatina en los siglos y.

La capilla, ya prevista en el proyecto de Fontana, fue iniciada en 1643 por el duque de Medina de las Torres y terminada y consagrada a la Asunción por el almirante de Castilla en 1646. La obra fue dirigida por Francesco Antonio Picchiatti, mientras que los mármoles fueron hechos por Giulio y Andrea Lazzari , los frescos del ábside por Giovanni Lanfranco, los de la cúpula por Charles Mellin, los cuadros de San Jenaro y San Paolino de Nola en los laterales del presbiterio por Onofrio de Lione y el gran cuadro del altar con la Inmaculada fue obra de José de Ribera. Décadas más tarde, el virrey Pedro Antonio de Aragón ordenó enviar el cuadro de Ribera a España y en su lugar colocar una gran estatua de la Inmaculada esculpida en mármol por Cosimo Fanzago en 1639.
Ulteriores modificaciones tuvieron lugar en el periodo virreinal: hacia 1656 el conde de Castrillo encargó suntuosas pinturas y estucos para las paredes a Giovan Battista Magno; mientras que en 1688, tras el derrumbe de la cúpula a causa de un terremoto, Niccolò De’ Rossi y Giacomo del Pò pintaron las historias sacras sobre la cornisa (parcialmente conservadas), terminadas solo en 1705.

### La capilla neoclásica

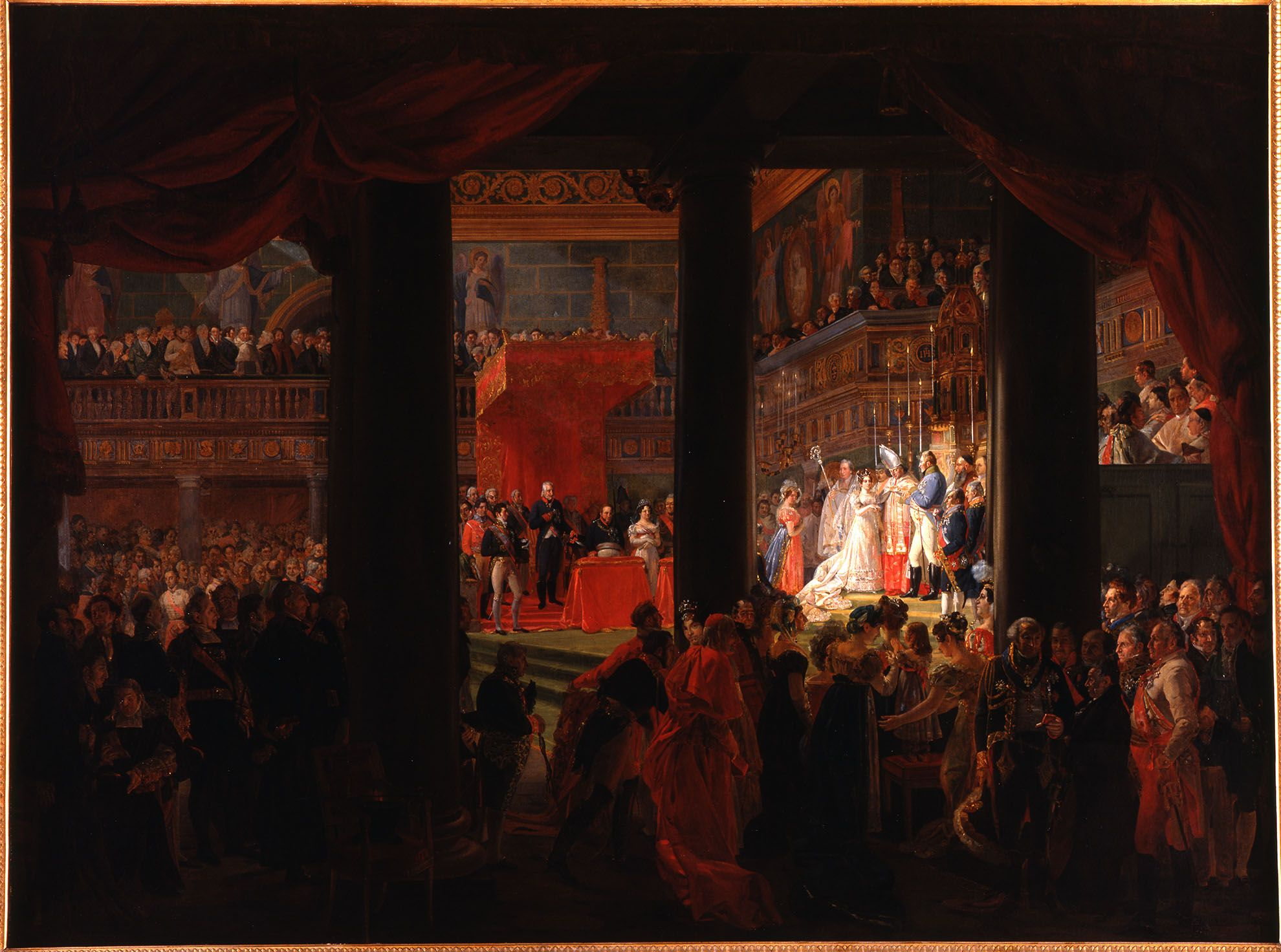
La Capilla Palatina con las tribunas tras la reforma de 1813.

La primera gran reforma de la capilla tuvo lugar durante el reinado de Joachim Murat, ya que éste consideraba que no era un espacio ni suficientemente lujoso ni acorde con el ceremonial francés, que exigía que el soberano asistiera a la misa en una tribuna frente al altar y no en un dosel al lado del evangelio, como había sido costumbre con la etiqueta española.
El decorador Étienne-Chérubin Leconte presentó un primer proyecto que pretendía rebajar el nivel del suelo de la capilla y crear las tribunas al nivel de deambulatorio. No obstante fue juzgado demasiado costoso y en diciembre de 1812, se aprobó otro proyecto que preveía edificar las tribunas sobre columnas de madera pintada sin alterar el nivel de la capilla. Las obras de llevaron a cabo en 1813 y la capilla fue inaugurada el primero de enero de 1814. La nueva capilla se completó con pinturas de santos "alla maniera antica" situados debajo del entablamento obra de Gennaro Bisogni (conservadas solo en el ábside) y un suntuoso altar de piedras duras proveniente de la iglesia de Santa Teresa degli Scalzi, cuya comunidad religiosa había sido suprimida en 1808 por José Bonaparte.

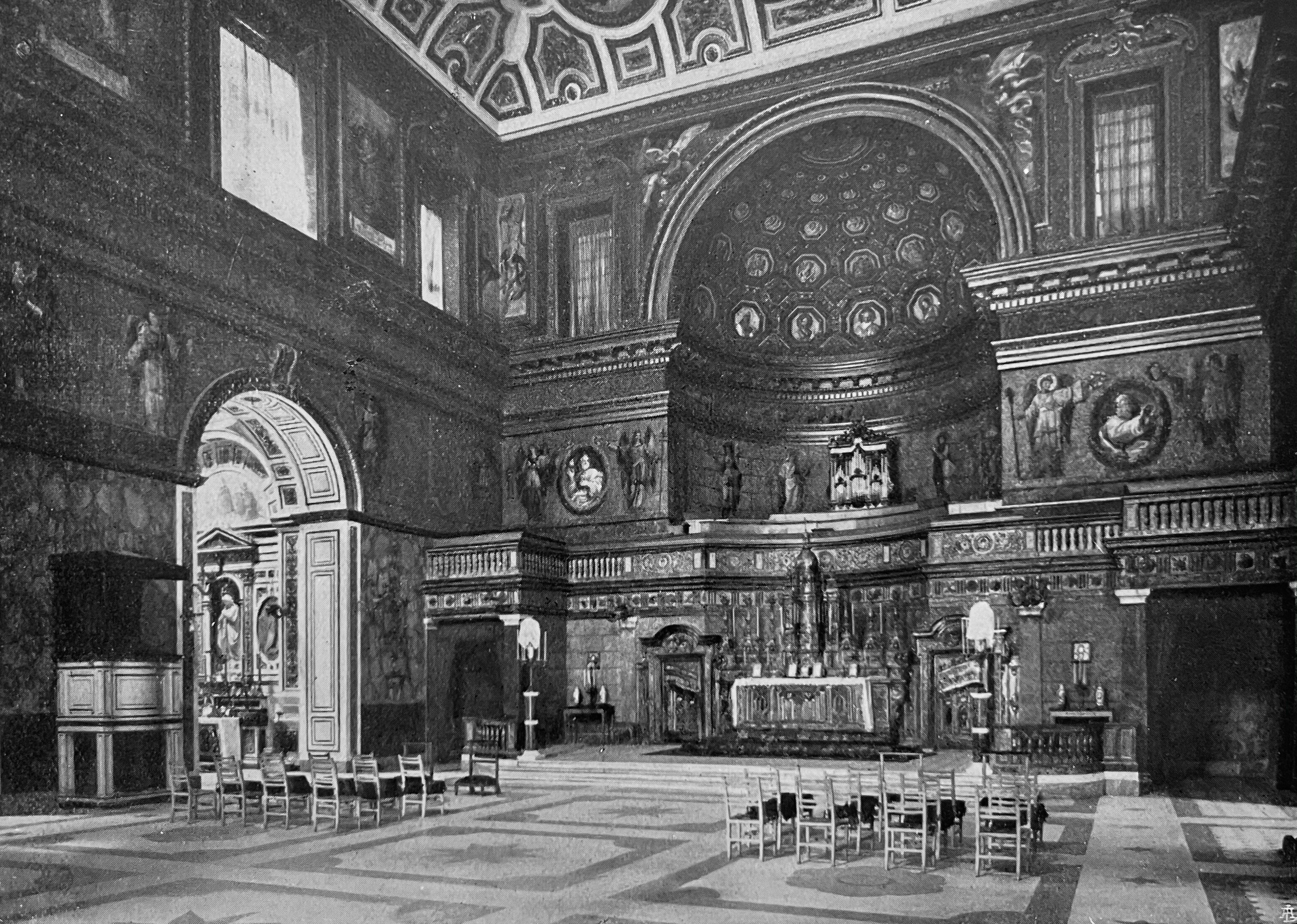
La Capilla Palatina, con las tribunas parcialmente desmontadas, antes de las reconstrucciones de posguerra.

Tras el retorno de los Borbones en 1815, no se produjeron cambios notables en la Capilla Palatina más allá de la eliminación de los símbolos del decenio francés. Tampoco la gran reforma de Genovese afectó el diseño ideado por Leconte. Solo hacia 1910, ya en época de los Saboya, se decidió eliminar la tribuna real frente al altar y las dos laterales, dejando solo la complicada tribuna tras al altar destinada al coro cantor.

### La recreación de posguerra

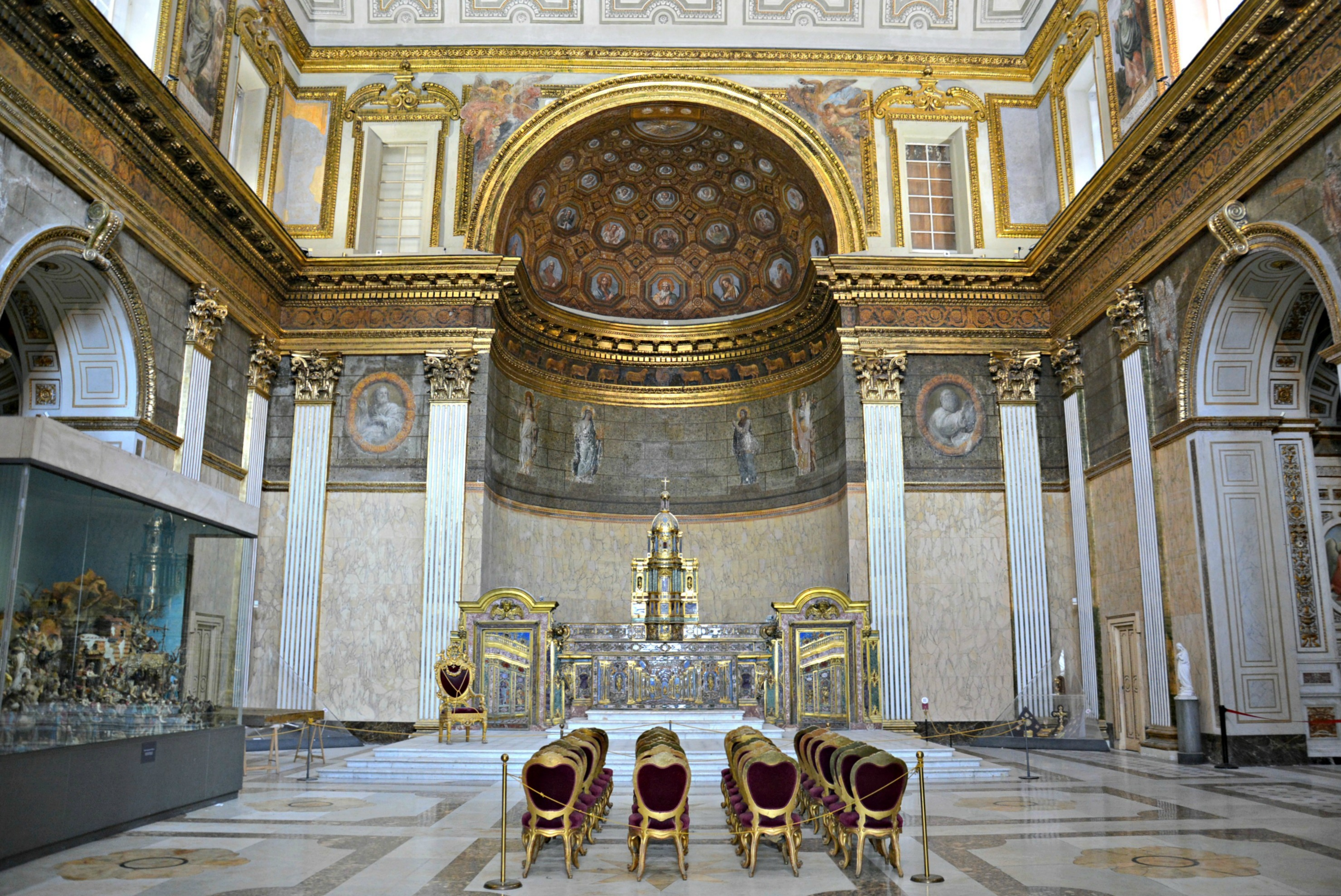
La Capilla Palatina, (sala XXX).

Fuertemente dañada durante la Segunda Guerra Mundial, la capilla fue desconsagrada y dedicada a lugar de exposición de las vestimentas sagradas, guardadas previamente en la sacristía. Su aspecto se vio profundamente alterado por la reconstrucción de posguerra, que optó por eliminar gran parte de la decoración decimonónica que había sobrevivido al conflicto para recrear una versión arbitraria y descontextualizada de la capilla en el siglo XVII, reconstruyendo las pilastras corintias encima de las pinturas de santos de Bisogni. Se creó, por lo tanto, un espacio nuevo vaciado de gran parte de su pasado.
Actualmente se entra a la capilla atravesando un portón de madera del siglo XVI proveniente del antiguo Palacio Virreinal. Su planta es una nave única con tres capillas a cada lado; las decoraciones en estuco y pictóricas son obra de artistas de la Academia de Bellas Artes de Nápoles como Domenico Morelli.

## El ala oriental
El actual ala oriental del Palacio Real de Nápoles tiene su origen en el mismo siglo XVII, cuando varias edificaciones heteróclitas y de servicio fueron erigidas en los jardines posteriores del palacio (que antaño lo fueron del Palacio Virreinal y antes del Castel Nuovo). En una posición ligeramente oblicua y cara al mar se edificó el alojamiento del Caballerizo y del Mayordomo Mayor, con las cocheras en la planta baja (rehechas por Giacomo Passaro en 1832). Entre 1758 y 1760 se edificó, siguiendo la monumental arquitectura original de Fontana, otra ala paralela cara a la ciudad. Recibió el nombre de "Ala Nueva" (Braccio Nuovo) o "Ala de la Porcelana" (Braccio della Porcellana) porque albergó la fábrica de porcelana antes de su traslado a Capodimonte. Entre estas dos alas de diferente arquitectura quedó delimitado el Patio de las Carrozas. Entre 1838 y 1840, Genovese reconstruyó el ala del Mayordomo Mayor y las cocheras siguiendo el estilo de Fontana.

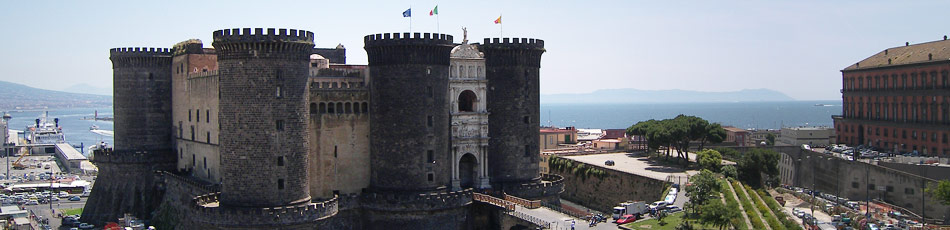
El Castel Nuovo y el ala oriental del Palacio Real (extremo derecho).

En origen destinada a los "Príncipes Reales", la reina Carolina Murat fue la primera soberana en habitarla y encargar grandes transformaciones, entre ellas un pequeño teatro particular y una escalinata de acceso independiente. Luego, con el retorno de los Borbones, fue el apartamento de Francisco I (como duque de Calabria y como rey) y su familia, de 1830 a 1837 lo ocupó su viuda la reina madre María Isabel de España, y precisamente en sus aposentos estalló el devastador incendio de febrero de 1837. Tras la reforma de Gaetano Genovese (1837-1844) el ala oriental se convirtió en el núcleo habitacional del palacio, alojando a Fernando II, a Francisco II durante su corto reinado y a los soberanos de la Casa de Saboya durante sus visitas a la ciudad. Entre 1922 y 1924 el ala sufrió profundas transformaciones, vaciándose de muebles y elementos decorativos, para poder albergar la Biblioteca Nacional. 

### Los aposentos reales

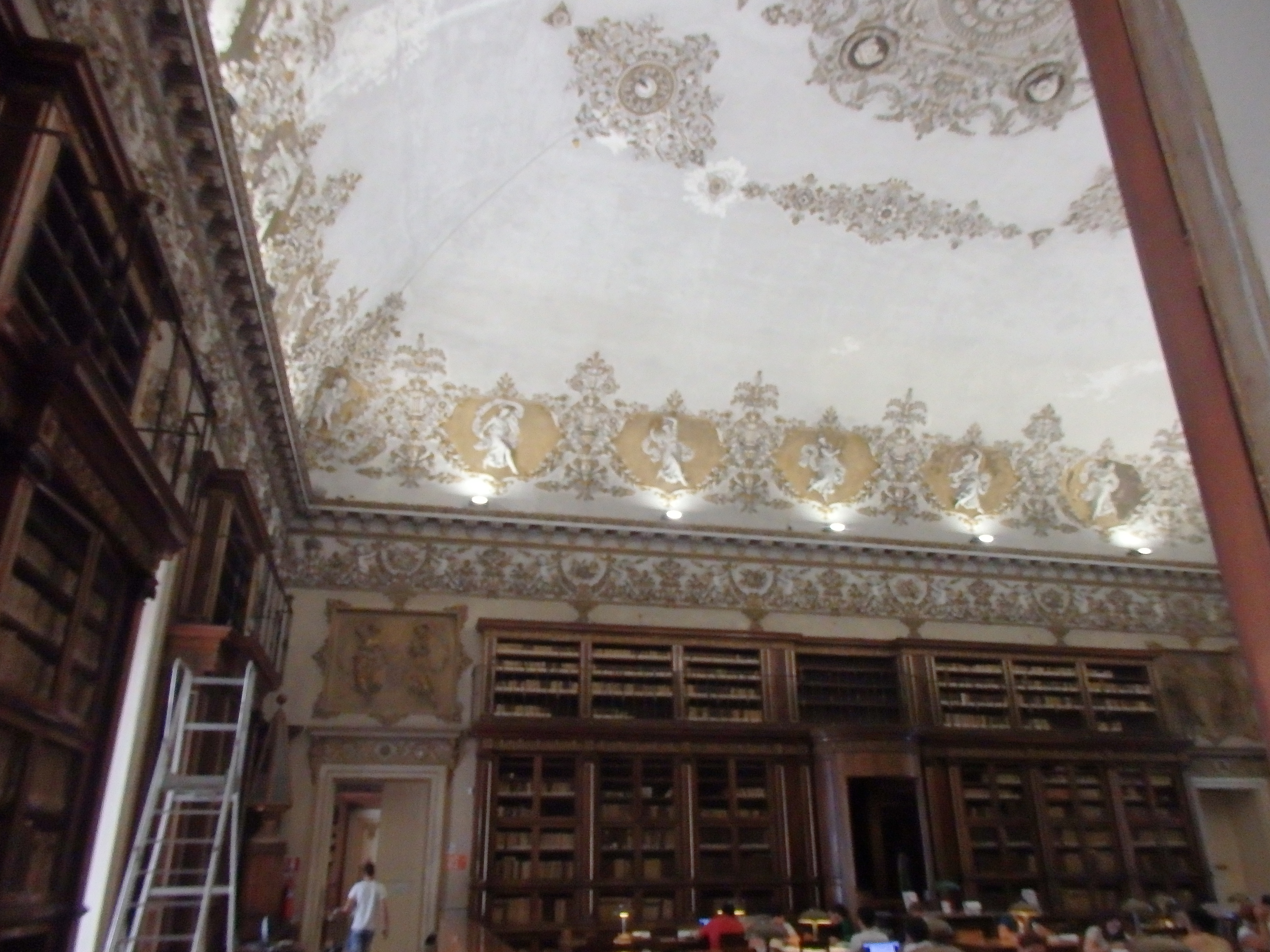
Techo del Salón de Baile del "Apartamento de Fiestas".

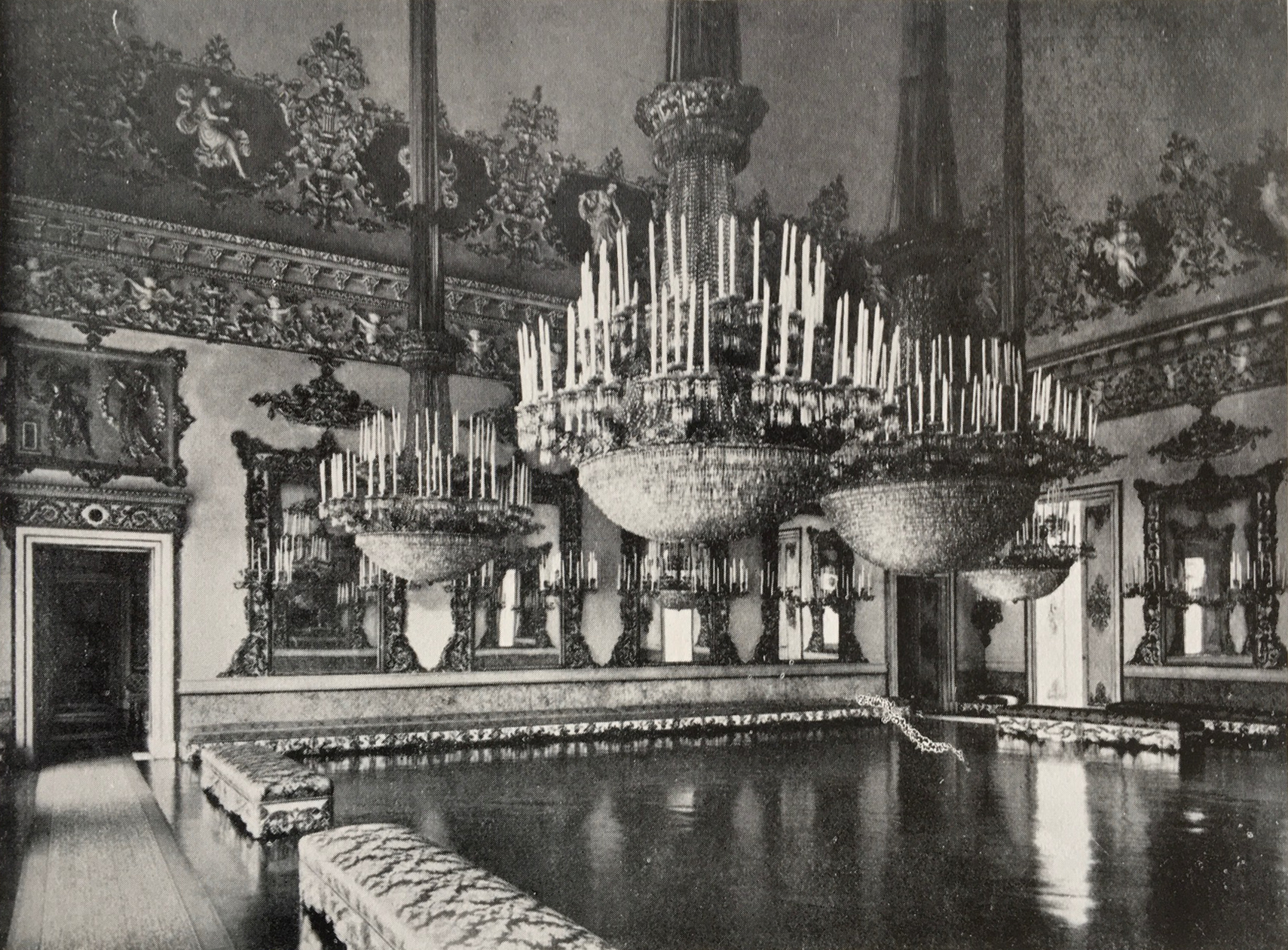
El Salón de Baile del "Apartamento de Fiestas" antes de su transformación en biblioteca.

Desde 1844 hasta 1922, el ala oriental quedó dividida en varios aposentos. Su decoración era más contemporánea, en especial la colección de pintura, que tendía a obras de pequeño formato encargadas a pintores modernos, frente la pinacoteca antigua del "Apartamento de Etiqueta" (Apartamento Real).
- el "Apartamento de Fiestas" fue en origen el "aposento de recepción del duque de Calabria", antes de ser reconvertido por Genovese entre 1840-1842 en una sucesión de salas con una decoración especialmente profusa y rica con grandes espejos, colgaduras de seda y, sobre todo, elaborados estucos en los techos enmarcando frescos de temática mitológica y estética manierista . El teatro privado de Carolina Murat fue transformado en un lujoso Salón de Baile recubierto de espejos que hoy es el Salón de Lectura de la Biblioteca Nacional.[35]
- el "Apartamento de los duques de Calabria" sirvió de apartamento privado a los herederos al trono hasta 1859, y siguió siendo ocupado por Francisco II y María Sofía de Baviera durante su breve reinado. A partir de 1861 fue usado por Vittorio Emanuele II en sus visitas a la ciudad; los príncipes Umberto y Margherita vivieron en él de forma permanente de 1868 a 1870, luego de forma puntual. Presentaba una suntuosa capilla con un iconostasio con santos pintados sobre cristal, y las paredes estaba decoradas con papeles pintados floreados encargados a París. Actualmente es la sección de Manuscritos Raros y la Dirección de la Biblioteca Nacional.
- el "Apartamento diario de Fernando II" situado en el segundo piso, fue luego habitado por el príncipe Vittorio Emanuele. El despacho de Fernando II (1854-1856), dada su importancia ceremonial, recibió la misma decoración que algunas estancias del "Apartamento de Etiqueta": estucos abarrocados y pinturas neomedievalizantes y románticas vinculadas al pasado histórico de Nápoles y a las dinastías normanda, angevina y aragonesa. En las estancias privadas, y en especial en la lujosa sala de baños del rey (1839-1841), predominó un tipo de pintura neopompeyana más ligera y preciosista, ligada al repunte del interés que suscitaban las excavaciones de Pompeya y Herculano en las décadas de 1830 y 1840. Actualmente es la Sección Africana de la Biblioteca Nacional.[151]
- el "Apartamento privado de la reina María Teresa" del segundo piso destacó también por las decoraciones neopompeyanas, neomedievalizantes y orientalizantes; con estancias "a la china", "a la turca" o un pequeño oratorio "a la gótica".[152] Las pinturas y repertorios decorativos fueron obra de artistas de la Academia de Bellas Artes de Nápoles como Camillo Guerra, Giuseppe Maldarelli y Filippo Marsigli.[153]
- la "Biblioteca Palatina" y el "Gabinete de Física del Rey", que era un laboratorio astronómico creado por voluntad de Fernando II. En 1879 fue desmantelado y los instrumentos enviados a la Universidad de Nápoles.[154]

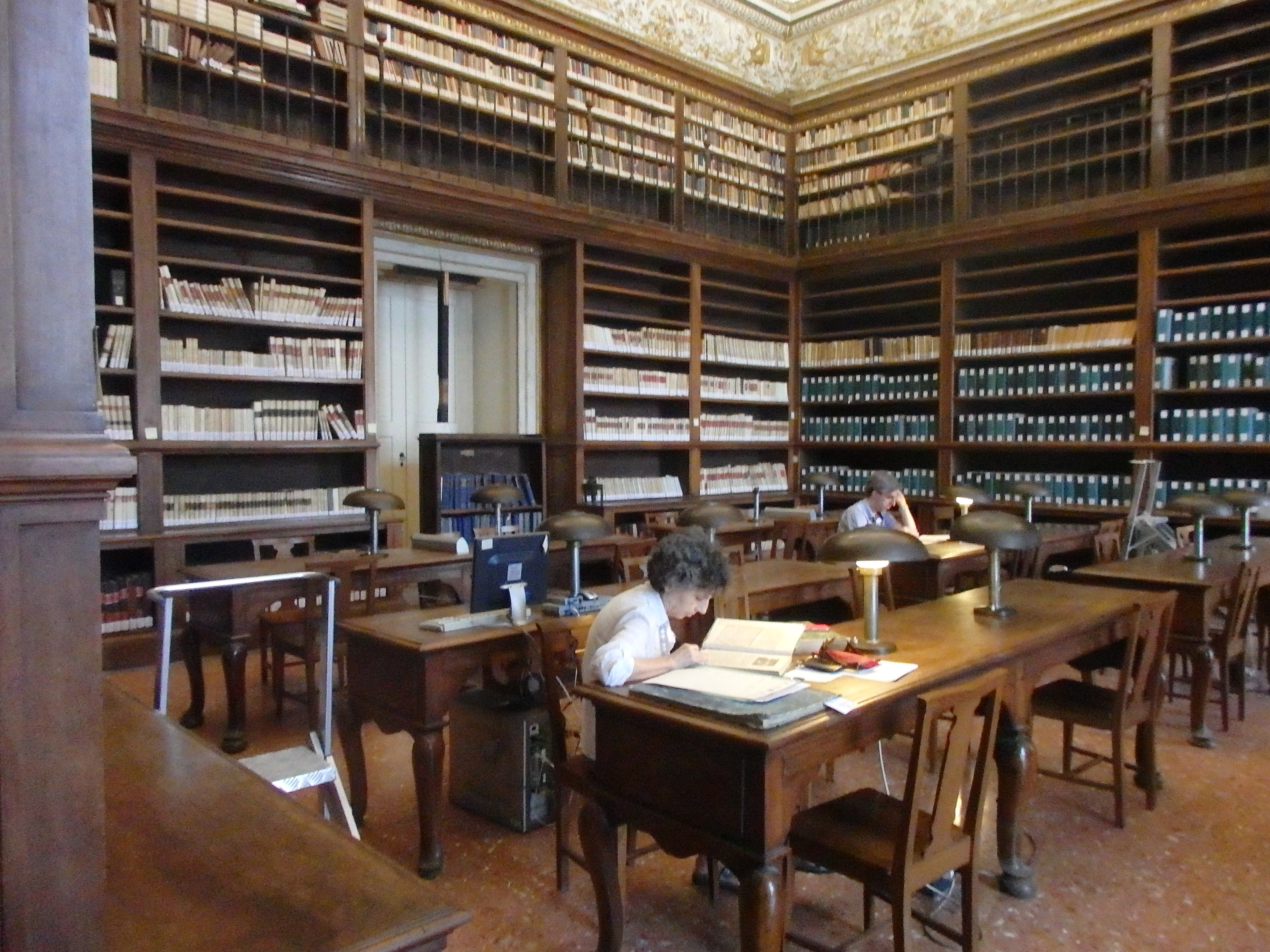
Una de las salas de la Biblioteca Nacional que aún conserva restos de la decoración decimonónica.

### La Biblioteca Nacional
La Biblioteca Nacional de Nápoles, dedicada a Víctor Manuel III de Italia, se encuentra desde 1923 en el ala oriental del Palacio Real. Con más de dos millones de textos es la biblioteca más importante del sur de Italia. Contiene mapas, proyectos, dibujos, manuscritos, cartas y fondos de literatura, arte y arquitectura, provenientes de la colección Farnesio y de otras colecciones adquiridas en el curso de los años, así como los papiros provenientes de la villa homónima encontrada en las excavaciones arqueológicas de Herculano. Algunos de estos textos llevan la firma de destacados artistas del panorama italiano como santo Tomás de Aquino, Torquato Tasso, Giacomo Leopardi, Salvator Rosa, Luigi Vanvitelli y Giambattista Vico.

## Los jardines

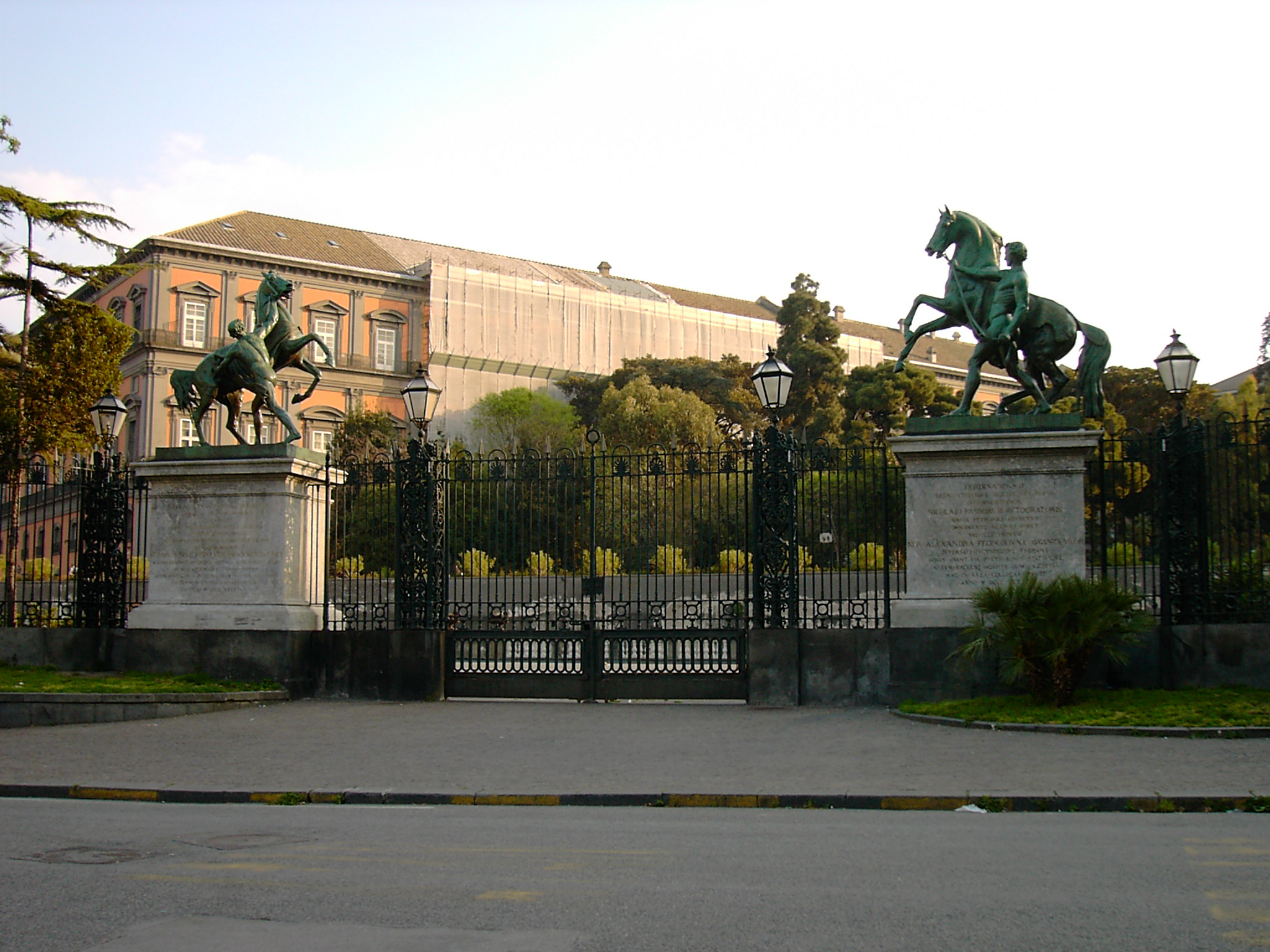
Los dos Palafreneros de bronce presentes junto a la puerta del jardín.

El llamado Jardín romántico del Palacio Real es lo que queda de los antiguos jardines del Palacio Virreinal. Este jardín de paseo situado detrás del ala oriental fue realizado en 1842 por el botánico alemán Friedrich Dehnhardt aprovechando el espacio que se había creado tras la demolición de algunos edificios utilizados como establos, situados entre el Palacio Real y el Castel Nuovo. El jardín tiene parterres diseñados con formas caprichosas y sinuosas; entre las plantas que alberga se encuentran algunas especies locales y otras exóticas, como Ficus macrophylla, Strelitzia nicolai, Persea indica, Pinus canariensis, Magnolia grandiflora, Jacaranda mimosifolia y Cycas revoluta. Las plantas están marcadas con carteles que informan de su fecha de plantación. Todo el jardín está rodeado por una verja con puntas de lanzas doradas. En 1924 Camillo Guerra realizó un nuevo camino y una escalera con forma de exedra cerca de la puerta del jardín para proporcionar una entrada independiente a la Biblioteca Nacional. A ambos lados de esta puerta hay dos Palafreneros de bronce, obra de Peter Jakob Clodt von Jürgensburg, copia de los realizados en San Petersburgo, regalo del zar Nicolás I en recuerdo de su estancia en Nápoles en 1845, tal y como recuerda una placa.

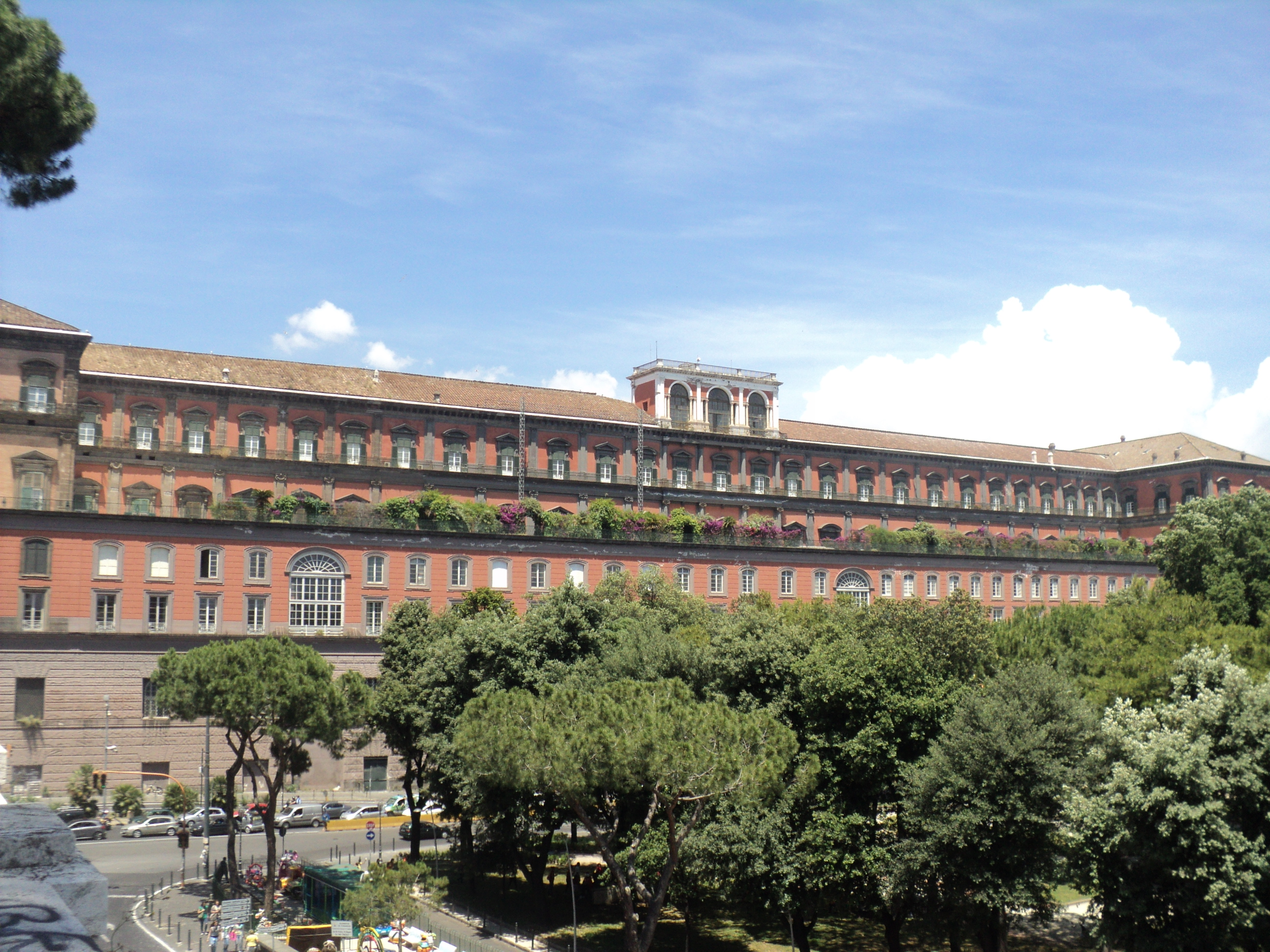
La fachada a lo largo de la Via Acton con los jardines colgantes.

Los establos sirven de contrafuerte al jardín y son una estancia de unos mil doscientos metros cuadrados caracterizada por su techo, que tiene dieciocho bóvedas apoyadas sobre una fila central de pilares cuadrados. A un lado hay pesebres de caliza, mientras que en el pavimento son todavía visibles las marcas dejadas por los caballos. Más abajo hay un edificio construido en los años ochenta del siglo XIX y usado como picadero. En esta zona están además las ruinas del antiguo picadero y de las antiguas caballerizas, derribadas por Genovese, y, en una zona ligeramente elevada, lo que antiguamente era el campo de tenis de Humberto I de Saboya.

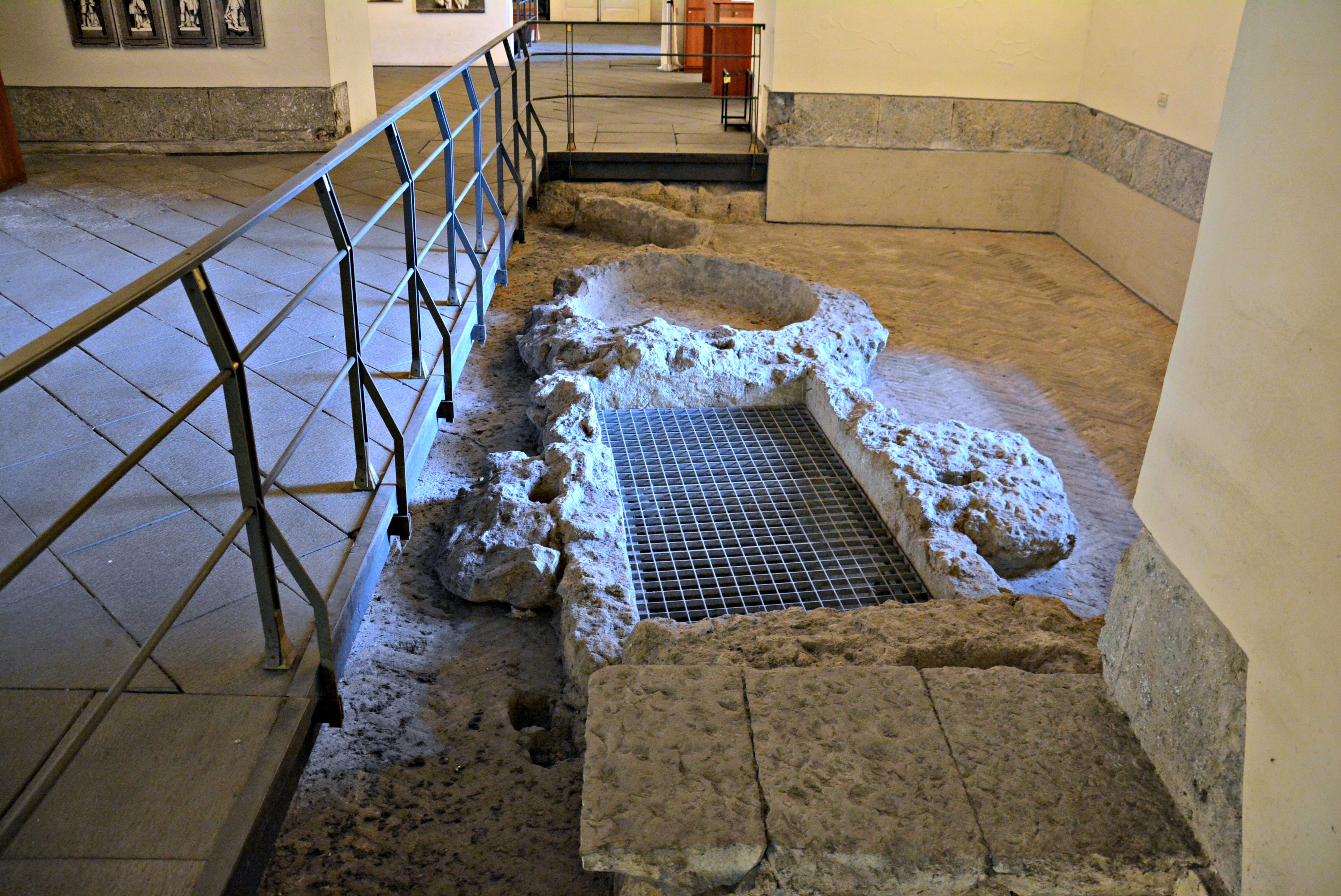
Los hallazgos encontrados cerca de la entrada.

Además, el palacio cuenta con el Jardín colgante cara al mar y al que se accede desde la primera planta del Apartamento Real. Los primeros testimonios de este jardín se remontan a algunos grabados de Francesco Cassiano de Silva de finales del siglo XVII, que muestran una pequeña terraza anexa al ala del Belvedere. Fue reorganizado en 1745 por De Lellis y posteriormente por Bianchi, mientras que asumió su aspecto definitivo con la restauración de Genovese a mediados del siglo XIX. Las principales plantas son Bougainvillea y enredaderas; en el centro, entre el vestíbulo y el puente de hierro fundido, hay una fuente y una mesa con chorros. Completan la obra bancos de mármol de estilo neoclásico, pérgolas de hierro colado y parterres.
Durante la restauración de 1994, entre la entrada de la Plaza del Plebiscito y la de la Piazza Trieste e Trento, en el que era el recorrido original de entrada al palacio, se encontró, a aproximadamente un metro bajo el nivel del suelo, un camino que formaba parte de los antiguos jardines del Palacio Virreinal. Este camino fue construido con ladrillos dispuestos a espinapez, con bloques de piedra volcánica en uno de los bordes y apoyado, por el otro, contra un muro de contención del jardín del siglo XVI. Su parte inferior está realizada con bloques de tufo, y la superior, con bloques de traquitas añadidos posteriormente.
Poco más adelante se encontró un pozo rectangular, flanqueado por dos depósitos de forma circular. Los estudios estratigráficos concluyeron que el pozo está revestido en mampostería durante unos trece metros de profundidad, a los que siguen otros dos metros y medio excavados directamente en el tufo para llegar finalmente a una cámara cuadrada donde se recogía el agua del acuífero; el fondo estaba recubierto por una capa de limo de unos cuarenta centímetros de espesor. Tras el inicio de la construcción del Palacio Real el pozo fue abandonado y utilizado como basurero. En su fondo, durante una altura de unos cuatro metros, se hallaron materiales orgánicos —gracias a la presencia de agua, que permitió su conservación— como huesos de animales, restos de peces y moluscos, ramas y granos de fruta, y también materiales de construcción como mayólica y madera trabajada, que han permitido reconstruir el estilo de vida de esta época; posteriormente fue rellenado con materiales de desecho hasta su borde.

## El Teatro de San Carlos

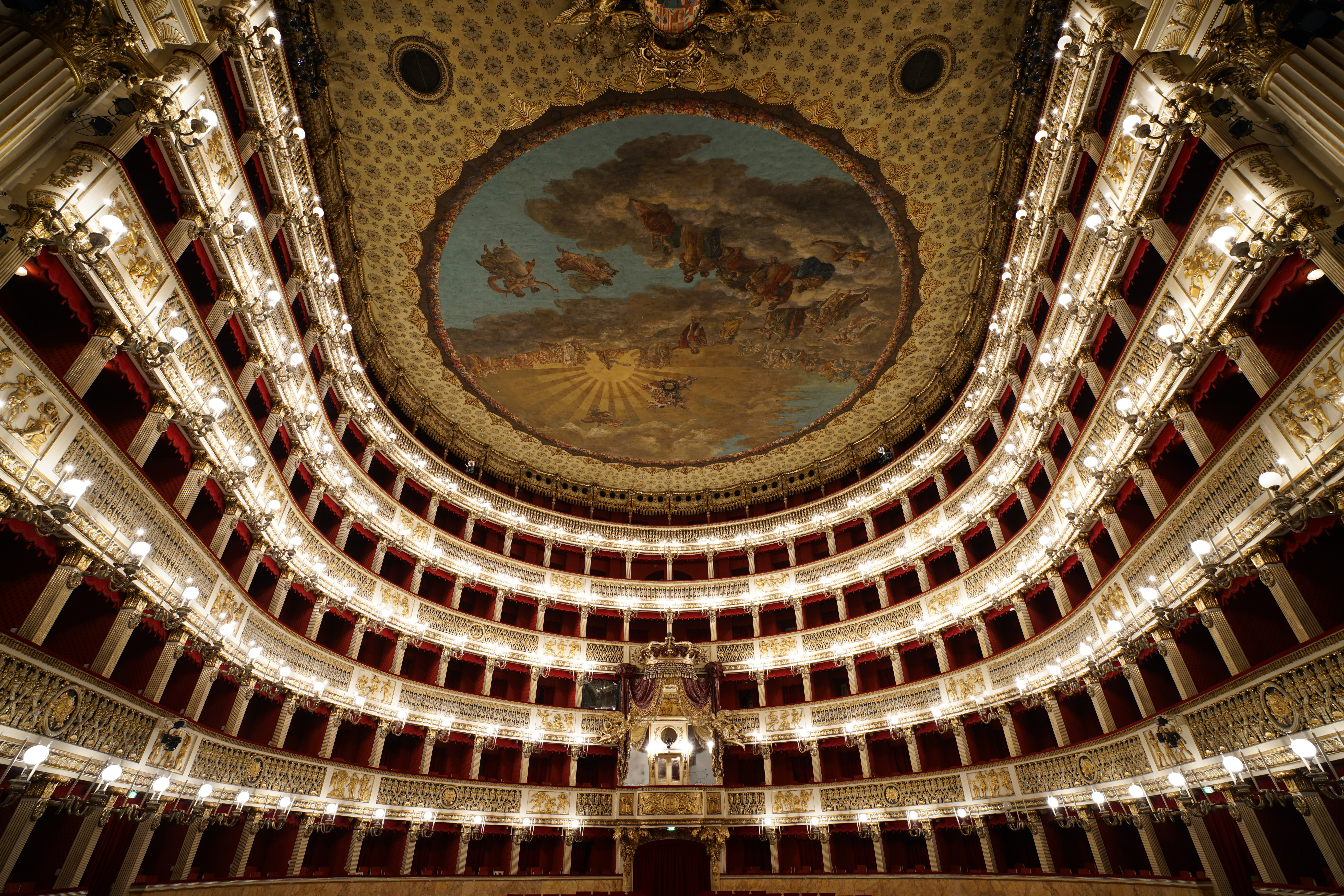
Interior del teatro de San Carlos.

También pertenece al complejo del Palacio Real el teatro de San Carlos. Construido por Giovanni Antonio Medrano, fue inaugurado el 4 de noviembre de 1737, con ocasión del onomástico del rey. En el curso de los años ha sufrido numerosas remodelaciones, tanto de la fachada como del interior. La fachada, que en un primer momento presentaba líneas arquitectónicas simples, fue modificada por Antonio Galli da Bibbiena en 1762, por Ferdinando Fuga en 1768 y por Domenico Chelli en 1791, hasta asumir su aspecto definitivo en estilo neoclásico con una planta baja almohadillada, una galería de orden dórico en la primera planta y bajorrelieves tras las obras efectuadas por Antonio Niccolini entre 1810 y 1812. El propio Niccolini restauró también el interior en 1841 y posteriormente en 1861, tras un incendio, con la ayuda de su hijo Fausto y de Francesco Maria Del Giudice. Ampliado en los años treinta del siglo XX, el interior del teatro, que puede albergar a algo más de mil trescientos espectadores, tiene forma de herradura y está adornado con representaciones de putti, cornucopias y temas clásicos. La bóveda está decorada con el fresco Apolo presentando a Mercurio los mayores poetas griegos, latinos e italianos, obra de Giuseppe Cammarano. El telón data de 1854, fue realizado por Giuseppe Mancinelli y representa Musas y Homero entre poetas y músicos. El teatro está conectado directamente al palacio real mediante dos vestíbulos, uno en la planta baja, y el otro, privado, en el piano nobile, con decoración neoclásica, y a través del jardín.